# Chine
Cet article concerne le pays aujourd'hui appelé « République populaire de Chine ». Pour d’autres usages du nom « Chine », voir Chine (homonymie).
La Chine (en chinois : 中国, zhōngguó), en forme longue la république populaire de Chine (RPC), également appelée de manière informelle Chine populaire et Chine communiste, est un pays d'Asie de l'Est. Avec plus de 1,4 milliard d'habitants, soit environ un sixième de la population mondiale, elle est, en 2023, le deuxième pays le plus peuplé du monde, après l'Inde. La principale partie de la population se trouve à l'est du pays. Elle compte six agglomérations de plus de dix millions d'habitants : la capitale Pékin, Shanghai, Chongqing, Tianjin, Canton et Shenzhen, ainsi que plus de trente villes d'au moins deux millions d'habitants. Avec une superficie de 9 600 000 km2 selon l'ONU ou de 9 596 960 km2 selon The World Factbook, la Chine est également le plus grand pays d'Asie orientale et le troisième ou quatrième plus grand pays du monde par la superficie. La Chine s'étend des côtes de l'océan Pacifique au Pamir et aux Tian Shan, et du désert de Gobi à l'Himalaya et au nord de la péninsule indochinoise.
La Chine est l'un des cinq membres permanents du Conseil de sécurité des Nations unies (république de Chine jusqu'en 1971, puis république populaire de Chine depuis cette date). Elle est le premier exportateur mondial et dispose de l'arme nucléaire, de la plus grande armée du monde (pour l'effectif) et du deuxième plus grand budget militaire. Gouvernée par le Parti communiste chinois depuis 1949, la Chine a adopté une « économie socialiste de marché » où capitalisme et contrôle politique totalitaire se côtoient en une formule spécifique. La Constitution de la république populaire de Chine la définit comme « un État socialiste de dictature démocratique populaire, dirigé par la classe ouvrière et basé sur l'alliance des ouvriers et des paysans ». Le préambule de la Constitution spécifie le rôle dirigeant du Parti communiste chinois et continue de citer officiellement le marxisme-léninisme comme idéologie de référence de l'État.
La Chine est l'une des plus anciennes civilisations au monde, et est parfois citée comme la plus ancienne civilisation continue. Elle trouve son origine dans la vallée du fleuve Jaune puis s'est étendue vers le sud (conquête des territoires au sud du Yangtsé dès la dynastie Han), vers l'ouest (premières incursions en Asie centrale sous les Han, extension temporaire jusqu'à la mer Caspienne sous les Tang, conquête du Xinjiang et du Tibet sous les Qing) et vers le nord (la dynastie Qing, d'origine mandchoue, apporta à la Chine la Mandchourie et la Mongolie). Au cours de son histoire la Chine a été à plusieurs reprises divisée puis réunifiée ; elle a été par deux fois entièrement conquise par des étrangers (par les Mongols au XIIIe siècle et par les Mandchous au XVIIe siècle), bien que ceux-ci aient fini par adopter les coutumes et le système administratif chinois pour gouverner l'empire. La dernière dynastie impériale, les Qing (la dynastie d'origine mandchoue qui régnait sur le pays depuis 1644), a connu une période de déclin durant la phase d'expansion coloniale des pays occidentaux, menant le pays de défaite en défaite à partir des guerres de l'opium. Le régime impérial chinois est renversé par la révolution chinoise de 1911 et la république de Chine est proclamée par Sun Yat-sen début 1912. En 1927, une guerre civile éclate avec le Parti communiste chinois, interrompue pendant la guerre avec le Japon jusqu'à la capitulation japonaise en 1945. À la suite de la victoire militaire du Parti communiste chinois sur le Kuomintang qui s'est exilé à Taïwan avec le gouvernement de la république de Chine, la république populaire de Chine est proclamée le 1er octobre 1949 en Chine continentale. Elle se présente comme une « république socialiste », et exerce depuis 1997 un contrôle sur vingt-deux provinces, cinq régions autonomes, quatre municipalités (dont Pékin) et deux régions administratives spéciales (Hong Kong et Macao).
La Chine a connu une période néolithique et des âges des métaux plutôt tardifs par rapport à l'Anatolie et à la Mésopotamie, mais elle a été et reste le foyer de nombreuses innovations dans les domaines des sciences et des arts. Elle est à l'origine de nombreuses inventions majeures telles que la boussole, le papier, la monnaie de papier ou la poudre noire. La civilisation chinoise a fortement imprégné toute l'Asie de l'Est, notamment aux niveaux religieux (confucianisme, taoïsme et développement du bouddhisme chan), linguistique (les caractères chinois ont été utilisés dans toute la région et de nombreux mots chinois sont présents dans les langues qui y sont parlées), ainsi qu'artistique (calligraphie, peinture, imprimerie, instruments de musique, arts martiaux).

## Politique autour du nom
La république populaire de Chine est souvent appelée « Chine », bien que la république de Chine (Taïwan) revendique également cette appellation dans sa constitution de 1947. La république populaire de Chine s'écrit aussi « République populaire de Chine » avec une majuscule. On écrit 中華人民共和國 en chinois traditionnel, 中华人民共和国 en chinois simplifié, Zhōnghuá Rénmín Gònghéguó en pinyin, prononcé /tʂʊŋ˥xua˧˥ɻən˧˥mɪn˧˥kʊŋ˥˩xə˧˥kuɔ˧˥/ .

## Étymologie
Tout au long de leur histoire, les Chinois ont utilisé plusieurs noms pour désigner leur pays. Aujourd'hui, le plus utilisé d'entre eux est 中国 / 中國, zhōngguó (prononcé /tʂʊŋ˥kwɔ˧˥/).

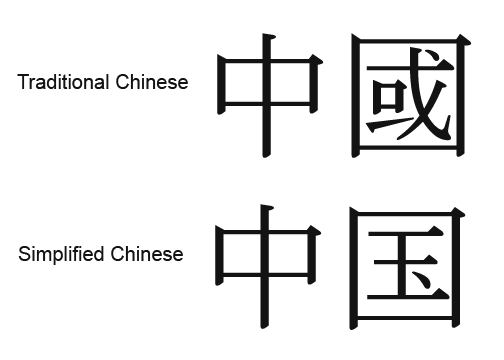
中國 et 中国.

Lorsqu'ils envisagèrent l'établissement d'une république, Sun Yat-sen et ses compagnons ne voulurent pas reprendre le terme « zhōngguó », pourtant courant, car il était employé par les puissances occidentales ; ils voulaient encore moins de « Shina » (支那), terme réducteur utilisé par les Japonais durant les guerres sino-japonaises, imprégné de colonialisme, qu'on retrouve dans la transcription chinoise de Indochine (印度支那, Yìndù zhīnà). Ils décidèrent finalement de combiner les caractères « zhōng » (中) et « huá » (華 chin.trad. 华 chin.simpl.).
Le sinogramme « zhōng » viendrait de « zhōngyuán » (中原 chin.trad. et chin.simpl.) qui signifie « les plaines du centre » en référence au berceau de la première civilisation chinoise situé quelque part entre le fleuve Jaune (le Huang he) et le Yangtsé.
Quant au sinogramme huá, qui peut prendre aujourd'hui le sens de « en fleur », « magnifique » ou « illustre », c'est l'un des éléments de huáxià, terme qui désigne dans les écrits des Royaumes combattants les premiers Chinois, « les tribus de Huángdì et de Yandi ». Qián Mù (錢穆), historien chinois, considère qu'il s'agit du nom de leur territoire, Hua étant une montagne du Henan et Xia l'ancien nom de la rivière Han (漢水, Hàn shuǐ). D'autres historiens pensent que l'ethnie Xia, qui aurait donné son nom à la première dynastie de l'histoire chinoise, était qualifiée de hua, dont un des sens est « peint », du fait que ses membres se tatouaient.
Ainsi, le terme zhōnghuá fut mentionné pour la première fois en 1894 par Sun Yat-sen à l'occasion d'un discours prononcé à Hawaï. Ce terme est aujourd'hui inclus dans les appellations de la république de Chine (Taïwan) (Zhōnghuá Mínguó ; 中華民國 / 中华民国) et de la république populaire de Chine (Zhōnghuá Rénmín Gònghéguó ; 中華人民共和國 / 中华人民共和国).
Le mot « zhōngguó » (Chine), ayant à l'origine un nombre de sens restreints, a par la suite pris un sens plus large et désigne désormais l'ensemble du territoire chinois. Aujourd'hui, ce mot fait généralement référence à la Chine continentale (中國大陸, zhōngguó dàlù) ou à la république populaire de Chine (Hong Kong et Macao inclus), plus rarement à l'ensemble formé de la république populaire de Chine et de Taïwan, ce qui correspond alors à une zone économique aussi appelée la « Grande Chine » (Dà Zhōnghuá Dìqū ; 大中華地區/大中华地区).

## Histoire

Évolution territoriale de la Chine.

| Début                 | Fin   | Période                                        | Origine                                          | Événements remarquables                                                                   |
| --------------------- | ----- | ---------------------------------------------- | ------------------------------------------------ | ----------------------------------------------------------------------------------------- |
| ?                     | ?     | Dynastie Xia                                   | (écrits légendaires)                             | (légendes sur la grande inondation)                                                       |
| XVIe siècle av. J.-C. | −1046 | Dynastie Shang                                 | (écrits légendaires)                             | écriture ossécaille                                                                       |
| −1046                 | −256  | Dynastie Zhou                                  | fief sous Shang                                  | introduction du féodalisme et de l'étiquette                                              |
| −770                  | −476  | Période des Printemps et Automnes              | « Annales des Printemps et Automnes »            | cent écoles de pensée (Confucius, etc.)                                                   |
| −475                  | −221  | Période des Royaumes combattants               | « Stratagèmes des Royaumes combattants »         | chute de la dynastie Zhou, route de la soie par le bassin du Tarim (récits assez fiables) |
| −221                  | −206  | Dynastie Qin                                   | duché sous Zhou                                  | première unification, début de construction de la Grande Muraille                         |
| −206                  | 220   | Dynastie Han                                   | révolte des paysans                              | première conquête du Nord-Ouest (bassin du Tarim)                                         |
| 220                   | 280   | Trois Royaumes                                 | royalistes et nobles de la dynastie Han          |                                                                                           |
| 266                   | 420   | Dynastie Jin                                   | coup de la cour                                  | invention de la poudre, propagation du bouddhisme                                         |
| 420                   | 589   | Dynasties du Sud et du Nord                    | divers                                           |                                                                                           |
| 581                   | 618   | Dynastie Sui                                   | duché sous les dynasties du Nord                 | création des examens impériaux, Grand Canal                                               |
| 618                   | 907   | Dynastie Tang                                  | duché sous Sui                                   | bataille de Talas avec les Arabes                                                         |
| 907                   | 979   | Période des Cinq Dynasties et les Dix Royaumes | divers                                           |                                                                                           |
| 960                   | 1279  | Dynastie Song                                  | coup militaire                                   | invention de l'imprimerie, du compas, et du billet d'argent                               |
| 1279                  | 1368  | Dynastie Yuan (empire mongol)                  | conquête mongole de la Chine                     |                                                                                           |
| 1368                  | 1644  | Dynastie Ming                                  | révolte des paysans                              | explorations de Zheng He sur océans Indien et Pacifique, invasions japonaises de la Corée |
| 1644                  | 1911  | Dynastie Qing                                  | conquête mandchoue de la Chine                   | conquête du Tibet, première guerre sino-japonaise                                         |
| 1911                  | 1949  | République de Chine                            | révolution                                       | Toujours en place sur l'île de Taïwan                                                     |
| 1949                  | -     | République populaire de Chine                  | guerre civile entre communistes et nationalistes |                                                                                           |

### Préhistoire
Dès le Néolithique existaient en Chine des sociétés organisées sédentaires qui pratiquaient l'agriculture et l'élevage. La culture du riz apparaît vers 5000 av. J.-C.
Bien que des objets de bronze aient été trouvés sur le site de la culture de Majiayao (entre 2700 et 2300 av. J.-C.), il est généralement admis que l'âge du bronze en Chine a commencé aux alentours de 2100 av. J.-C., durant la dynastie des Xia,. Mais c'est sous la dynastie des Shang (de 1766 à 1122 av. J.-C.) que le travail du bronze atteint tout son développement.

### Histoire ancienne
L'histoire de la Chine antique débute vers 1300 av. J.-C. Après les premières dynasties, telles que celles des Xia, des Shang et des Zhou, qui n'occupent que la partie la plus centrale du pays, le grand unificateur de la Chine est l'empereur Qin Shi Huang, fondateur de la dynastie Qin (qui a donné son nom à la Chine) en 221 av. J.-C., ainsi que de la Grande Muraille de Chine. Elle est alors devenue une vaste zone relativement unifiée politiquement et linguistiquement, avec une culture avancée, devançant le reste du monde dans de nombreux domaines tels que les arts, la médecine et les techniques. L'armée enterrée qui garde encore aujourd'hui son mausolée à côté de Xi'an a été retrouvée en 1974.

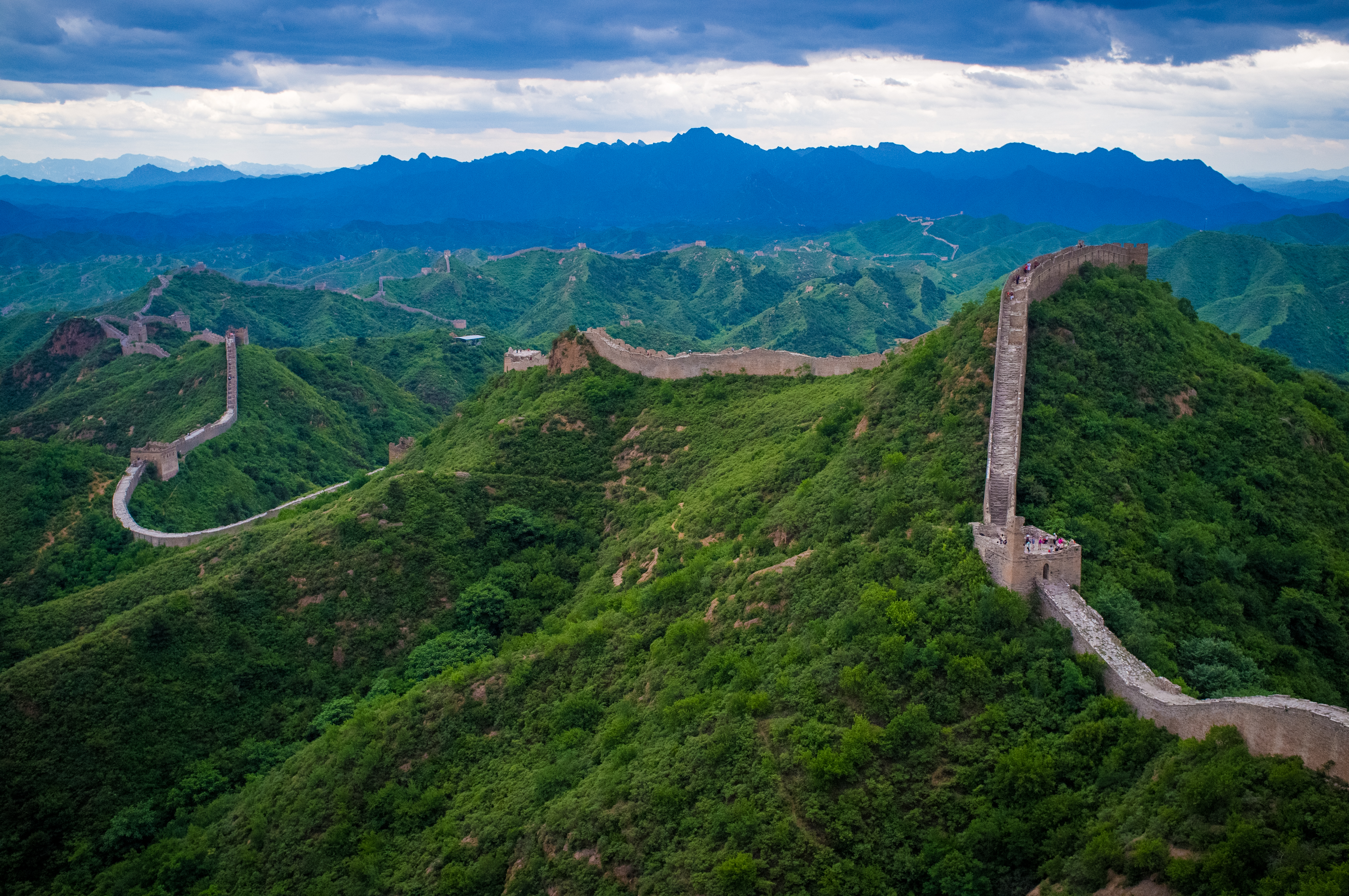
La Grande Muraille.

Sous les Han (206 av. J.-C. - 220 apr. J.-C.), les Tang (de 618 à 907), puis les Song (de 960 à 1279), le pays connait de longues périodes de paix, pendant lesquelles la Chine peut être comptée au premier rang des nations les plus importantes du monde, par sa population, sensiblement égale à celle de l'Europe, mais aussi par ses innovations, sous les Tang et sous les Song en particulier. À cette époque se met en place la route de la soie : les Chinois en fixent l'ouverture au voyage de Zhang Qian entre −138 et −126, mais la route de la soie s'est développée surtout sous la dynastie Han ; elle permet d'établir des contacts, d'abord indirects, avec la plupart des grands empires de l'Ancien monde, et jusqu'en Europe (le Livre des Han postérieurs évoque l'empire romain, appelé Da Qin).
Entre ces brillantes dynasties cependant, la Chine connait des périodes troublées, avec des périodes de guerres civiles pendant lesquelles elle perd son unité. C'est notamment le cas de la période séparant la chute des Han, en 220 apr. J.-C. avec l'apparition des Trois Royaumes, jusqu'en 581, date à laquelle la dynastie Sui réunifie la Chine, préparant ainsi l'avènement des Tang. De même, une période de troubles, les Cinq dynasties et les dix royaumes, sépare les Tang de la dynastie Song, pendant laquelle s'épanouit la culture chinoise à son apogée.

#### Invasion mongole: dynastie Yuan
Après le traumatisme de l'invasion mongole opérée par les héritiers de Gengis Khan, la dynastie Yuan, celle-ci prend le pouvoir dans le Nord de la Chine à partir de 1234, et proclame sa souveraineté sur la Chine en 1271, en dépit de la résistance acharnée de la dynastie des Song dans le Sud de la Chine jusqu'en 1279. En 1274, l'empereur Kubilaï constitua une flotte imposante pour s'emparer du Japon, mais elle fut en partie détruite par un typhon ; en 1281, il renouvela cette tentative qui fut contrariée par un nouveau typhon, baptisé kamikaze (« vent des dieux »). Jusqu'à la fin du XIIIe siècle, l'Europe connaissait très peu de chose de la Chine avec qui elle était indirectement reliée par les routes de la soie, au long desquelles de multiples intermédiaires et marchands se succédaient gardant secrète leur connaissance parcellaire du parcours.

#### Dynastie Ming (Han)
Une nouvelle dynastie d'ethnie Han reconquiert le pouvoir en 1368 ; c'est la dynastie Ming, qui s'efforcera de retrouver la gloire du passé, sans toutefois en retrouver le dynamisme. En 1405, la Chine se prépare avec la construction de la « Grande Flotte » à l'une des plus grandes aventures d'exploration maritime de l’époque du Moyen Âge qui la mènera au cours de sept expéditions sous la direction de l'amiral Zheng He jusqu'à Java, Ceylan puis l'est de l'Afrique. On retrouve notamment des traces de leurs ADN dans les populations modernes (bien que leur ascendance liée aux expéditions de Zheng He ne soit pas pleinement établie).

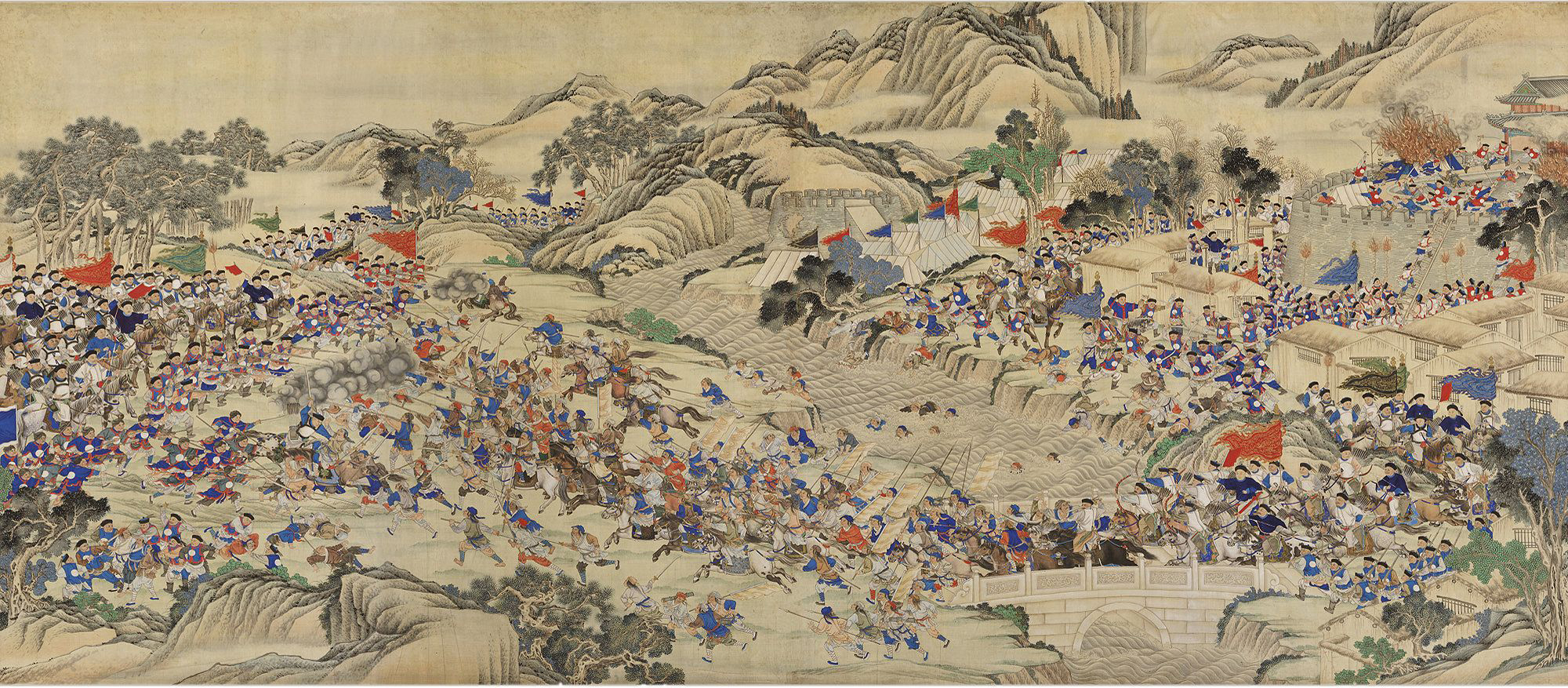
La révolte des Taiping.

#### Invasion mandchoue: dynastie Qing

La Chine en 1820.

En 1644, une nouvelle dynastie « non-Han », mandchoue cette fois, descendant de tribus qui nomadisaient en Sibérie orientale ayant sédentarisé au nord de Pékin (région de Gehol), s'empare du trône de Chine et fonde la dynastie Qing, aboutissement de l'œuvre de Nurhachi, le véritable fondateur de cette lignée. Elle s'achèvera après la Révolution de 1911 qui débouchera sur la proclamation de la république de Chine par le Dr Sun Yat-sen au 1er janvier 1912 et l'abdication de l'empereur Puyi, « le dernier empereur » en février de la même année.

#### Importance de la langue écrite
Même pendant les périodes d'unité, la culture chinoise a toujours consisté en un tissu très composite, et la variété des cuisines, des dialectes, des habitudes et des modes de vie ne doit pas être éclipsée par l'étonnante unité culturelle, administrative et politique de ce pays à l'échelle d'un continent. Cette unité et continuité ne sont pas sans rapport avec l'emploi d'une écriture relativement détachée de la phonétique, qui permet de noter de la même façon des langues et des dialectes très différents.

### Naissance de la Chine moderne

#### Guerres de l'opium et traités inégaux
Lors de la révolution industrielle inaugurée au Royaume-Uni, la Chine des Qing se ferma aux influences étrangères : cela contribua sans doute, dans un contexte d'internationalisation des échanges et d'impérialisme colonial, à son déclin économique et technique[non neutre]. À la suite des guerres de l'opium (1839 et 1856), les Traités inégaux forcèrent l'empire Qing à diviser son territoire en zones d'influence attribuées aux Huit armées étrangères alliées, ouvertes sans conditions au commerce étranger : l'Allemagne, par exemple, dominait le Shandong, la France le Yunnan. L'économie du pays, axée sur le commerce de l'opium, fut ruinée, son autonomie politique abolie de facto.

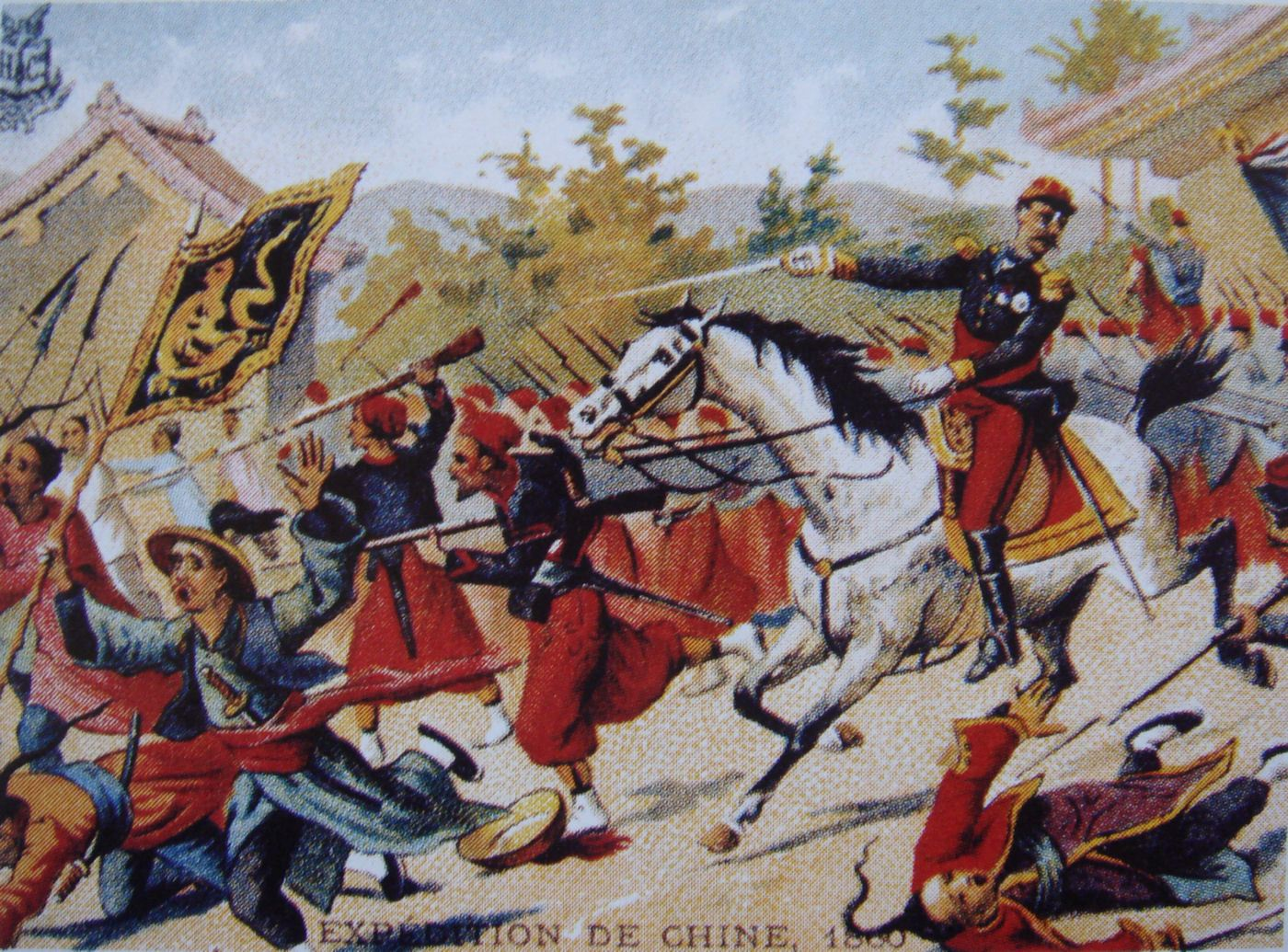
Charles Cousin-Montauban dirigeant les forces françaises durant l'expédition de 1860.

En 1851 commença la révolte des Taiping, alimentée par les croyances des sociétés secrètes de Chine méridionale, et prônant un mouvement de réformes radicales. Mal organisée, l'armée des Taiping fut défaite en 1864, avec l'appui des troupes franco-britanniques.
Lors de la première guerre sino-japonaise (1894-1895), le Japon vainquit les troupes impériales, et obtint l'île de Taïwan et les îles Penghu à travers le traité de Shimonoseki. En 1898, le Royaume-Uni obtint une concession de 99 ans sur les Nouveaux Territoires (y compris New Kowloon et Lantau). Le Royaume-Uni, la Russie, le Japon, la France, l'Allemagne et la Belgique tirèrent parti de l'état de déréliction croissante du pays pour élargir chacun leur sphère d'influence.
Entre 1861 et 1895, les tentatives de la Chine pour se moderniser s'avèrent insuffisantes, la réforme des Cent Jours de 1898 est un échec. Le mouvement nationaliste de la révolte des Boxers, en 1899-1901, dont l'empire tente de tirer parti pour résister à l'influence des puissances étrangères, débouche sur une intervention internationale et sur un protocole de paix humiliant pour la Chine, renforçant le discrédit des Qing.

#### République de Chine

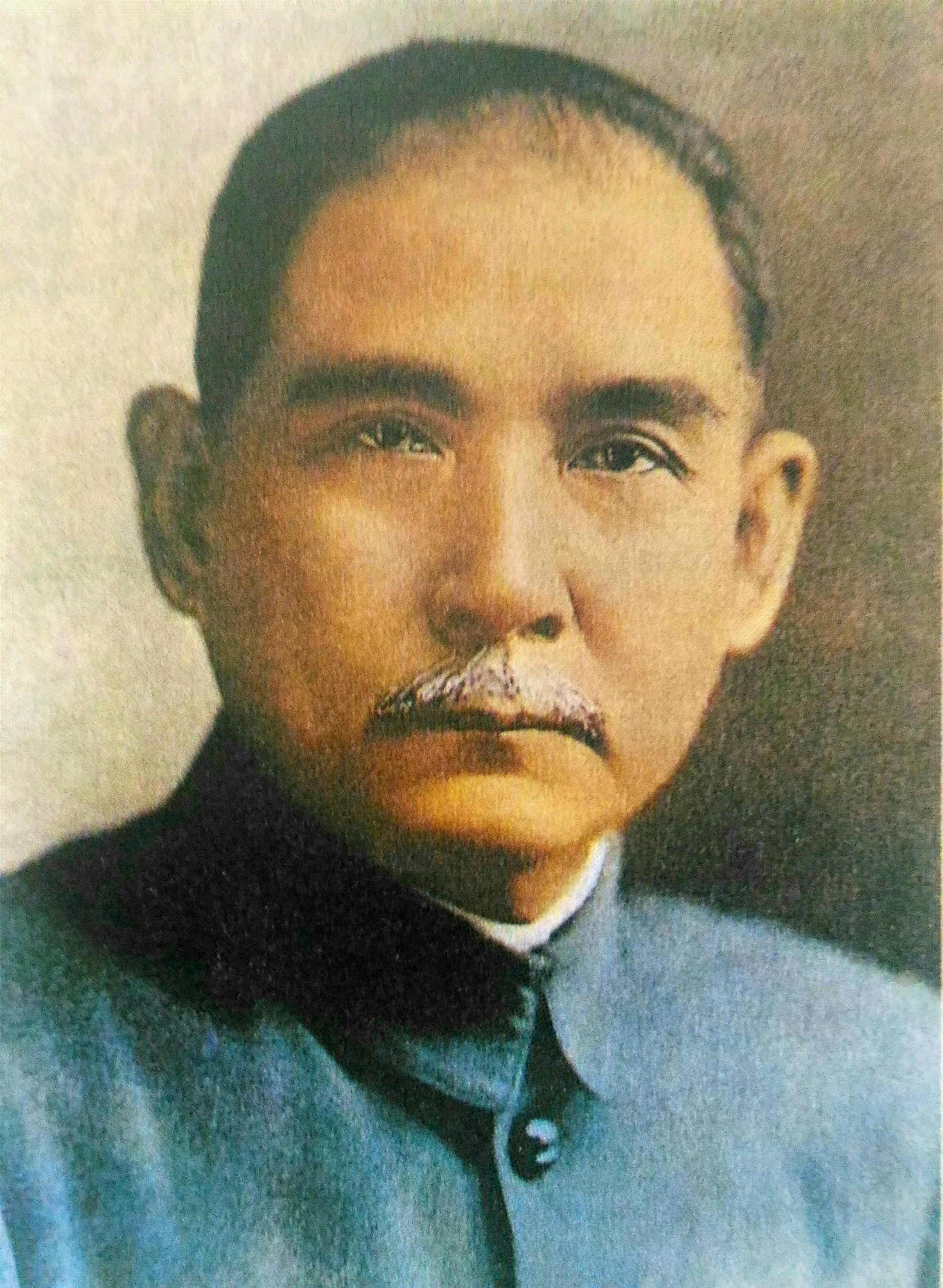
Sun Yat-sen, le père de la Chine moderne.

La révolution éclate en 1911. Sous la pression d'intellectuels et hommes politiques progressistes, le choix d'un régime républicain est décidé et la république de Chine est proclamée en février 1912 par Sun Yat-sen, chef du parti nationaliste Kuomintang.
L'empereur Puyi, âgé de 6 ans, abdique, le pouvoir ayant été essentiellement dans les mains de l'impératrice douairière Cixi. Yuan Shikai, devenu président, tente de rétablir l'empire à son profit en 1915. Sa mort, en 1916, contribue au chaos économique et politique du pays : la conférence de Paris, en 1919, attribue le Shandong, revendiqué par l'Allemagne récemment défaite, au Japon. Le mouvement du 4 Mai 1919 éclate en signe de protestation.
En 1921, le Parti communiste chinois est créé à Shanghai. Entre-temps, Sun Yat-sen a multiplié les contacts et demandes d'assistance auprès de la jeune Union soviétique. En 1923, il fonde à Canton l'académie militaire de Huangpu, destinée à former une armée chinoise moderne : Tchang Kaï-chek en prend la direction. À la mort de Sun Yat-sen en 1925, Tchang Kaï-chek mène avec succès l'Expédition du Nord, reprenant aux seigneurs de guerre la moitié nord du pays. En avril 1927, il proclame l'établissement de la capitale à Nankin, instaurant la période dite de la décennie de Nankin. Dans le même temps, il rompt avec ses alliés communistes et entame cette rupture avec le massacre de Shanghai, marquant le début de la guerre civile chinoise. La capitale communiste, Wuhan, est reprise en 1928 par l'Armée nationale révolutionnaire du Kuomintang : le Kuomintang a le contrôle nominal de l'ensemble du pays et obtient une reconnaissance internationale.

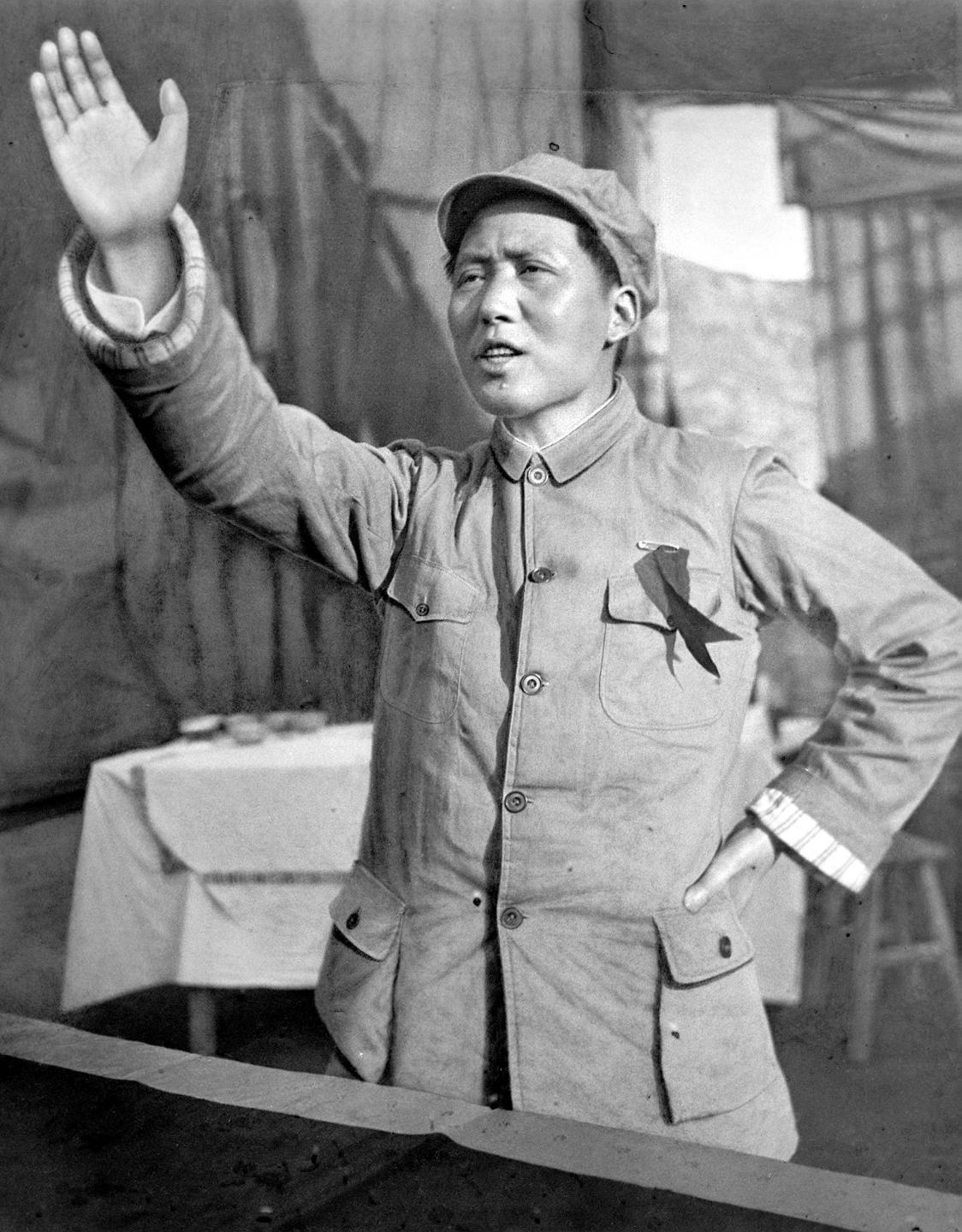
Mao Zedong prononçant un discours en 1939.

Fin 1931, Mao Zedong proclame la République soviétique chinoise à Ruijin. Fin 1934, chassé par l'armée de Tchang Kaï-chek, il entame la Longue Marche (12 500 kilomètres), fuyant vers le Nord avec 100 000 hommes, dont 86 000 soldats de l'Armée rouge. Fin 1935, il se fixe avec les quelques dizaines de milliers de survivants à Yan'an. En 1932, le royaume fantoche de Mandchoukouo dont Pu Yi était le souverain nominal avait été établi par les Japonais en Mandchourie, réduisant considérablement le support industriel du Kuomintang. À l'été 1937, l'invasion massive de la partie orientale de la Chine par le Japon déclencha la seconde guerre sino-japonaise. Menacé par l'occupation japonaise et les mutineries de ses troupes, le parti nationaliste s'allia aux communistes contre l'envahisseur. Exacerbée par le massacre de Nankin en décembre 1937 et les multiples exactions contre les civils, la lutte anti-japonaise fortifia cette alliance jusqu'en 1940, où des conflits entre communistes et nationalistes reprirent épisodiquement.
De 1940 à 1945, un Gouvernement national réorganisé de la république de Chine, instauré par Wang Jingwei, ancien rival de Tchang Kaï-chek au sein du Kuomintang et ancien chef du gouvernement de la République de Chine de 1932 à 1935, collabore avec l'occupant japonais.
Pendant la Seconde Guerre mondiale, les États-Unis accordèrent une aide financière massive au Kuomintang dans le cadre de l'effort de guerre anti-japonais ; les traités inégaux furent abolis par les Américains et les Britanniques en 1943. En février 1945, la conférence de Yalta autorisa l'Union soviétique, avec l'accord tacite du Parti communiste chinois, à chasser l'armée japonaise de Mandchourie.
En 1947, l'aide américaine, s'avérant inefficace, prit fin. En 1948, les troupes du Kuomintang étaient démoralisées, épuisées par la guerre antijaponaise et la corruption du parti nationaliste. Dès la république soviétique chinoise du Jiangxi et surtout après son installation à Yan'an, Mao Zedong avait rompu avec les principes marxistes-léninistes traditionnels, fondés sur les révolutions urbaines à base ouvrière. Dans les territoires qu'il occupait, il poussait une réforme agraire, menant une guérilla paysanne et ralliant les masses rurales. En janvier 1949, son mouvement avait rallié la majorité du pays et Pékin fut prise sans combat par l'Armée populaire de libération ; elle redevint capitale de la Chine. Entre avril et novembre, la plupart des autres villes tombèrent sans grande résistance aux mains des communistes.
En 1949, les Communistes achèvent de prendre le contrôle de la Chine continentale (achevant en 1950 leur conquête par celle de l'île de Hainan). Les partisans du Kuomintang se replient sur l'île de Taïwan, et quelques îles du Fujian. Ils y maintiennent le gouvernement sous le nom de la république de Chine. Ce gouvernement basé à Taïwan est initialement le seul État chinois reconnu par les pays occidentaux, et conserve le siège de la Chine à l'ONU jusqu'en 1971, date à laquelle la république populaire de Chine la remplace.

### Histoire de la république populaire de Chine
Le 1er octobre 1949, Mao Zedong proclame la fondation de la république populaire de Chine, qui succède à la république de Chine, sur la place Tian'anmen, à Pékin.
Le nouveau pouvoir veut mettre en place un nouvel ordre économique et social à la fois inspiré de l'exemple soviétique et adapté aux réalités chinoises. Dans un premier temps, cherchant d'abord à reconstruire un pays ravagé, il se contente de réformes relativement modérées, inspirées de celles déjà mises en place dans ses anciens bastions du temps de la guerre civile. Le rythme des réformes s'accélère pourtant rapidement, et de nombreuses personnes, soupçonnées de ne pas collaborer avec le régime, sont exécutées.
En 1950, la Chine attaque militairement le Tibet. En octobre 1950, elle soutient activement la Corée du Nord dans le conflit qui l'oppose à la Corée du Sud, en envoyant 1 700 000 « volontaires » combattre les forces américaines et internationales des Nations-Unies. En 1957, prenant acte des insuffisances du régime, Mao lance la campagne des Cent Fleurs : il invite la population à un débat critique. Les critiques formulées par les intellectuels sont parfois très violentes et inquiètent le parti. Celui-ci réplique par une « campagne antidroite » et lance en 1958 le Grand Bond en avant, vaste mobilisation pour la modernisation économique qui se solde par une famine responsable de 15 à 30 millions de morts. À partir de ce moment, Mao, très contesté par certains des responsables les plus éminents du parti, perd de son autorité. De nouvelles politiques économiques sont mises en place sous la présidence de Liu Shaoqi.
En 1966, Mao lance la révolution culturelle, qui lui permet de revenir au pouvoir en s'appuyant sur la jeunesse du pays contre les élites du parti en poste alors. Une période de chaos s'ensuit. La situation est progressivement reprise en main par Zhou Enlai. Peu après la mort de Mao, Deng Xiaoping, considéré comme le leader des réformistes, parvint à se hisser au pouvoir. À la suite de cela, la veuve de Mao, Jiang Qing, et ses associés, la bande des Quatre, sont arrêtés et jugés et le gouvernement engage des réformes économiques.

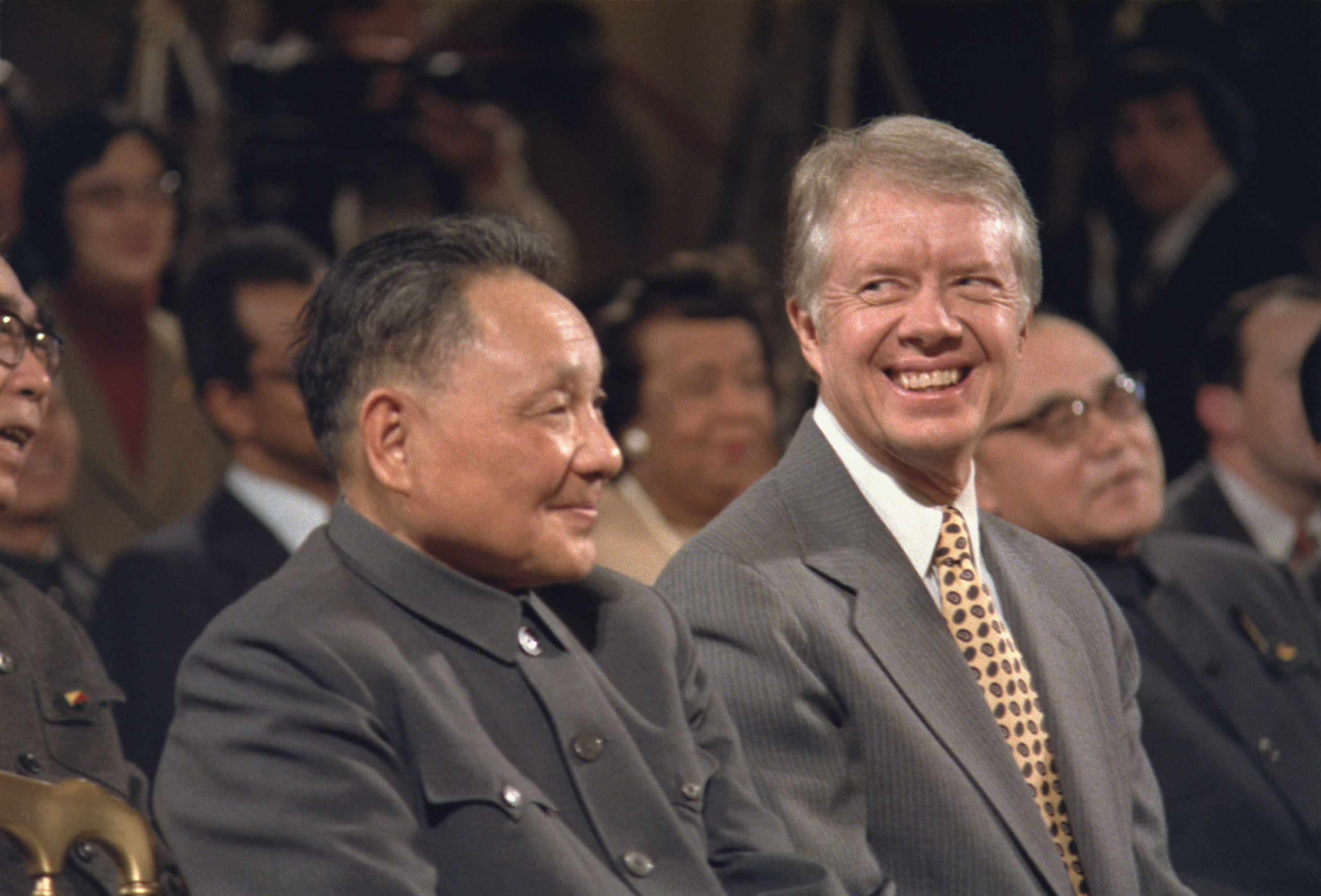
Deng Xiaoping (avec le président américain Jimmy Carter).

En décembre 1978, lors du XIe Comité central du Parti communiste chinois, les dirigeants chinois annoncent qu'ils encourageront les coopérations économiques avec les autres pays et chercheront à obtenir les techniques et équipements les plus avancés du monde. Ce revirement politique marque le début de la politique d'ouverture de la Chine, avec le nouveau concept d'« économie socialiste de marché ». Le leitmotiv des partisans de la réforme économique est l'ouverture progressive du marché chinois, pour parvenir à la constitution d'une classe moyenne urbaine (15 % de la population actuelle) et à l'amélioration du niveau de vie[réf. nécessaire] (qui s'est vérifié par une augmentation spectaculaire du revenu annuel, du niveau de consommation, de l'espérance de vie, de l'alphabétisation). Les critiques adressées à ces réformes économiques, émanant généralement des paysans les plus pauvres, des observateurs étrangers et des dissidents politiques, notent que ces réformes ont créé de grandes disparités au sein du pays, une importante pollution, une corruption rampante, un chômage croissant et une mauvaise gestion des entreprises d'État. Certains acteurs de la vie politique chinoise, journalistes et magistrats, critiquent également le manque de réformes politiques vers plus de démocratie.
Le pays adopte progressivement une économie de marché et s'insère de plus en plus dans le système économique libéral mondial. En 2001, il adhère à l'Organisation mondiale du commerce. Toutefois, le Parti communiste chinois en conserve le contrôle politique exclusif et maintient sa politique ferme vis-à-vis de groupes menaçant son hégémonie. Ces opposants sont majoritairement des personnes issues de certaines minorités (notamment du Tibet et du Xinjiang), certains Hans issus de la classe urbaine[réf. nécessaire] ou des dissidents vivant à l'étranger. La question des droits de l'homme reste un des sujets les plus sensibles concernant la république populaire de Chine dans l'opinion occidentale.
Stigmatisant les violations des droits de l'homme, la répression des manifestations de la place Tian'anmen, le 4 juin 1989, a entraîné un embargo sur les ventes d'armes à la Chine. L'Union européenne souhaitait en 2005 lever cet embargo. La république populaire de Chine est de plus en plus influente politiquement à travers le monde. Depuis 2010, c'est la deuxième puissance économique du monde, derrière les États-Unis (et l'Union européenne).

## Géographie et environnement

### Géographie
La Chine est le 3e ou 4e pays le plus grand du monde après la Russie, le Canada et, selon la méthode de calcul utilisée, les États-Unis (incluant l'Alaska). Si l'on prend en compte seulement la superficie terrestre (sans les lacs et rivières), la Chine est le 2e pays le plus grand après la Russie.
La Chine est située au centre de l'Asie. Elle a des frontières terrestres avec 14 pays, ce qui en fait, à égalité avec la Russie, l'État avec le plus de voisins au monde. Ses voisins sont : le Viêt Nam et le Laos au sud, la Birmanie au sud-sud-ouest, le Bhoutan et le Népal à l'ouest-sud-ouest, l'Inde à l'ouest-sud-ouest et à l'ouest, le Pakistan, l'Afghanistan, le Tadjikistan et le Kirghizistan à l'ouest-nord-ouest, le Kazakhstan au nord-ouest, la Mongolie au nord, la Russie au nord-est et la Corée du Nord à l'est-nord-est. La Chine a une frontière terrestre totale de 22 117 km, la plus grande au monde. La Chine a également des frontières maritimes avec la Corée du Sud, le Japon et les Philippines.
Le territoire chinois comprend une très grande diversité de paysages, du fait de la taille du pays. À l'est, on retrouve de grandes plaines très peuplées. Au nord, en Mongolie-Intérieure, le climat est semi-désertique, avec la présence du désert de Gobi. La Chine du Sud est dominée par des paysages très vallonnés (collines et petites chaînes de montagne) et un climat tropical. À l'ouest du pays se situe le désert du Taklamakan (l'un des déserts les plus arides) et le plus haut plateau du monde, le plateau tibétain. C'est sur ce plateau que se situe le mont Everest, la plus haute montagne du monde (8 849 m).
Les fleuves principaux coulent d'ouest en est, dont le Yangtsé (ou Chang Jiang, « long fleuve »), le fleuve Jaune (centre-est), l'Amour (nord-est) ; certains coulent vers le sud (rivière des Perles, Mékong, Brahmapoutre). La plupart de ces fleuves se jettent dans la mer de Chine méridionale ou la mer de Chine orientale. Une grande partie des terres arables chinoises se situent autour des deux fleuves principaux, le Yangtsé et le fleuve Jaune, qui sont aussi les foyers principaux des anciennes civilisations chinoises. Le plus grand lac de Chine est le lac Qinghai.

### Géologie
Les formations paléozoïques de Chine sont pour la plupart marines ; les dépôts du Mésozoïque et du Tertiaire proviennent d'estuaires et d'eaux douces, ou de terres. Des groupes volcaniques composent certaines parties des grandes plaines du Nord. Dans les péninsules du Liaodong et du Shandong se trouvent des plateaux basaltiques.

### Climat

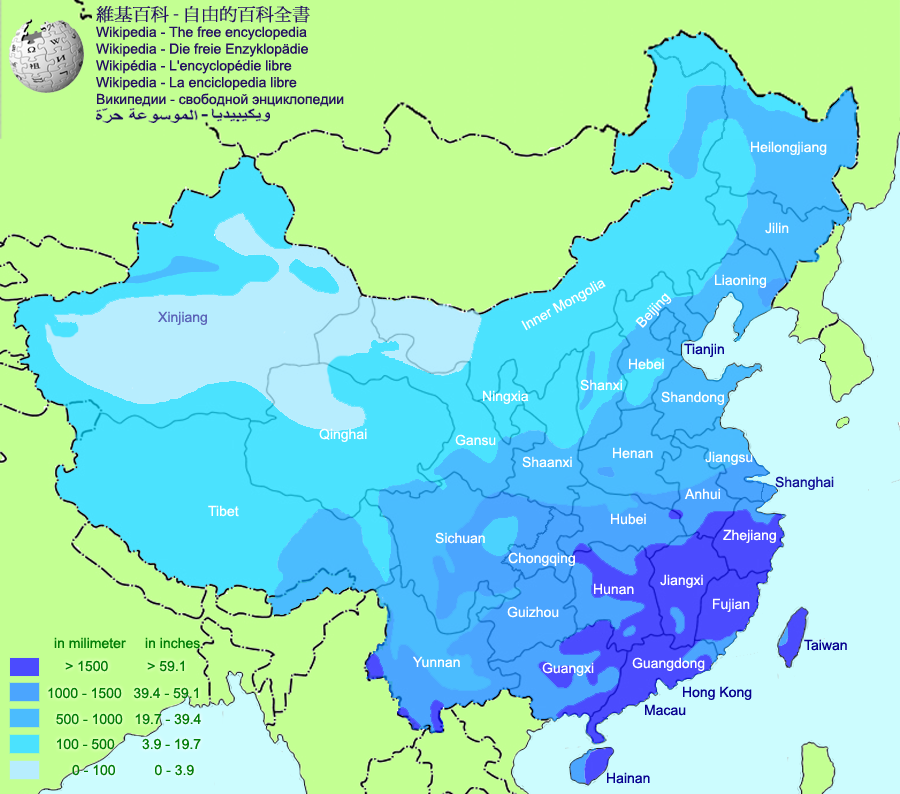
Répartition des précipitations en Chine.

Le climat change beaucoup d'une région à l'autre du fait de la grande taille du pays et de sa topographie complexe : au nord, un climat sec avec de rudes hivers ; au centre, un climat plus tempéré ; au sud, un climat subtropical humide, marqué par la mousson.

### Faune et flore
La végétation de la Chine est très diversifiée et développée. Le pays compte plus de 7 000 espèces de plantes ligneuses, dont 2 800 arbres de futaie (forêt composée d'arbres adultes). Dans les forêts tropicales et dans la vallée du Xi Jiang, on retrouve des arbres pouvant mesurer jusqu'à 50 mètres de haut. Au nord de la Chine, on retrouve une vaste zone de flore composée de chênes verts, des ginkgos bilobas qui « sont la seule espèce vivante de ce genre et une des plus anciennes espèces d'arbres connues », des bambous et des azalées, ginkgo, épicéa, pin du Yunnan, teck, palissandre, santal rouge, camphrier, ébénier, azalée, camélia. On peut également y voir des forêts entièrement recouvertes de magnolia, de lauriers, des petits buissons et du bambou. En haute altitude le type de végétation est différent. En effet, vers l'Himalaya, les pins ainsi que les sapins sont très présents.
De nombreuses espèces de plantes et d'animaux ne sont présentes qu'en Chine à l'état sauvage. Nombre d'entre elles ont reçu l'épithète spécifique ou le nom subspécifique chinensis ou chinense , sinensis ou sinense , ou plus rarement sinicus ou sinica .
Les palmiers et les singes sont présents en grande quantité dans la région du Sud puisque le climat est chaud et humide. Les prédateurs tels que le tigre et l'ours, tout comme certains types de plantes, se développent dans des milieux humides, isolés des autres. Les steppes herbeuses s'étendent sur les plateaux du Shaanxi, du Ningxia et de l'Ordos, et dans le Qinghai. Cette végétation a été en grande partie anéantie par les troupeaux (moutons, chevaux et autres espèces animales) mais aussi par l'érosion des sols. Les prairies occupent 400 000 km2 du territoire chinois et sont situées en altitude. En Chine, près de 10 000 km2 de forêts sont déboisés chaque année. Dans le sud du pays, les forêts sont assaillies par des pluies acides qui sont causées par la pollution industrielle. Les déserts couvrent une superficie de 1 300 000 km2 et ils progressent de 2 000 km2 chaque année. C'est en 1978 que le gouvernement lance un programme appelé « Grande Muraille verte » pour stopper la progression du désert. Ce programme visait à planter des plantes xérophiles (qui résistent à la sécheresse et servent de coupe-vent) sur une bande de 7 000 km de long.

## Organisation administrative

Carte administrative de la Chine.

La république populaire de Chine comprend 22 provinces (省, shěng) ; l'île de Taïwan constituant selon les dirigeants de Pékin la 23e province chinoise. En outre, 5 régions autonomes (自治区, zìzhìqū) où vivent de nombreuses minorités ethniques ont été définies : le Guangxi, la Mongolie-Intérieure, le Ningxia, le Xinjiang et le Tibet. La Chine compte également 4 municipalités (直辖市, zhíxiáshì) que sont Chongqing, Pékin, Shanghai et Tianjin et enfin 2 régions administratives spéciales (RAS) (特别行政区, tèbié xíngzhèngqū) : Hong Kong et Macao.
| 1  | Shanghai     | Municipalité de Shanghai                    | 23 019 148 | 1  | 52 756 900 | Est        |
| 2  | Pékin        | Municipalité de Pékin                       | 20 693 000 | 2  | 33 560 300 | Nord       |
| 3  | Canton       | Province du Guangdong                       | 11 810 000 | 4  | 15 720 000 | Sud        |
| 4  | Shenzhen     | Province du Guangdong                       | 11 710 000 | 5  | 13 300 000 | Sud        |
| 5  | Dongguan     | Province du Guangdong                       | 7 650 000  | 19 | 7 950 000  | Sud        |
| 6  | Tianjin      | Municipalité de Tianjin                     | 7 200 000  | 6  | 12 800 000 | Nord       |
| 7  | Hong Kong    | Région administrative spéciale de Hong Kong | 7 587 600  | 20 | 7 587 600  | Sud        |
| 8  | Wuhan        | Province du Hubei                           | 5 240 000  | 15 | 9 400 000  | Centre     |
| 9  | Shenyang     | Province du Liaoning                        | 4 560 000  | 22 | 7 500 000  | Nord-Est   |
| 10 | Nankin       | Province du Jiangsu                         | 4 150 000  | 27 | 7 100 000  | Est        |
| 11 | Chongqing    | Municipalité de Chongqing                   | 4 150 000  | 3  | 31 442 300 | Sud-Ouest  |
| 12 | Chengdu      | Province du Sichuan                         | 3 860 000  | 8  | 11 300 000 | Sud-Ouest  |
| 13 | Hangzhou     | Province du Zhejiang                        | 3 410 000  | 29 | 7 000 000  | Est        |
| 14 | Xi'an        | Province du Shaanxi                         | 3 340 000  | 11 | 10 500 000 | Nord-Ouest |
| 15 | Qingdao      | Province du Shandong                        | 3 330 000  | 18 | 8 000 000  | Est        |
| 16 | Harbin       | Province du Heilongjiang                    | 2 980 000  | 12 | 8 499 000  | Nord-Est   |
| 17 | Changchun    | Province du Jilin                           | 2 440 000  | 25 | 7 400 000  | Nord-Est   |
| 18 | Changsha     | Province du Hunan                           | 2 390 000  | 38 | 6 103 000  | Centre     |
| 19 | Nanchang     | Province du Jiangxi                         | 2 310 000  | 50 | 4 507 000  | Est        |
| 20 | Shijiazhuang | Province du Hebei                           | 2 270 000  | 14 | 9 500 000  | Nord       |
| 20 | Dalian       | Province du Liaoning                        | 2 270 000  | 36 | 6 200 000  | Nord-Est   |
| 22 | Jinan        | Province du Shandong                        | 2 230 000  | 35 | 6 300 000  | Est        |

## Démographie

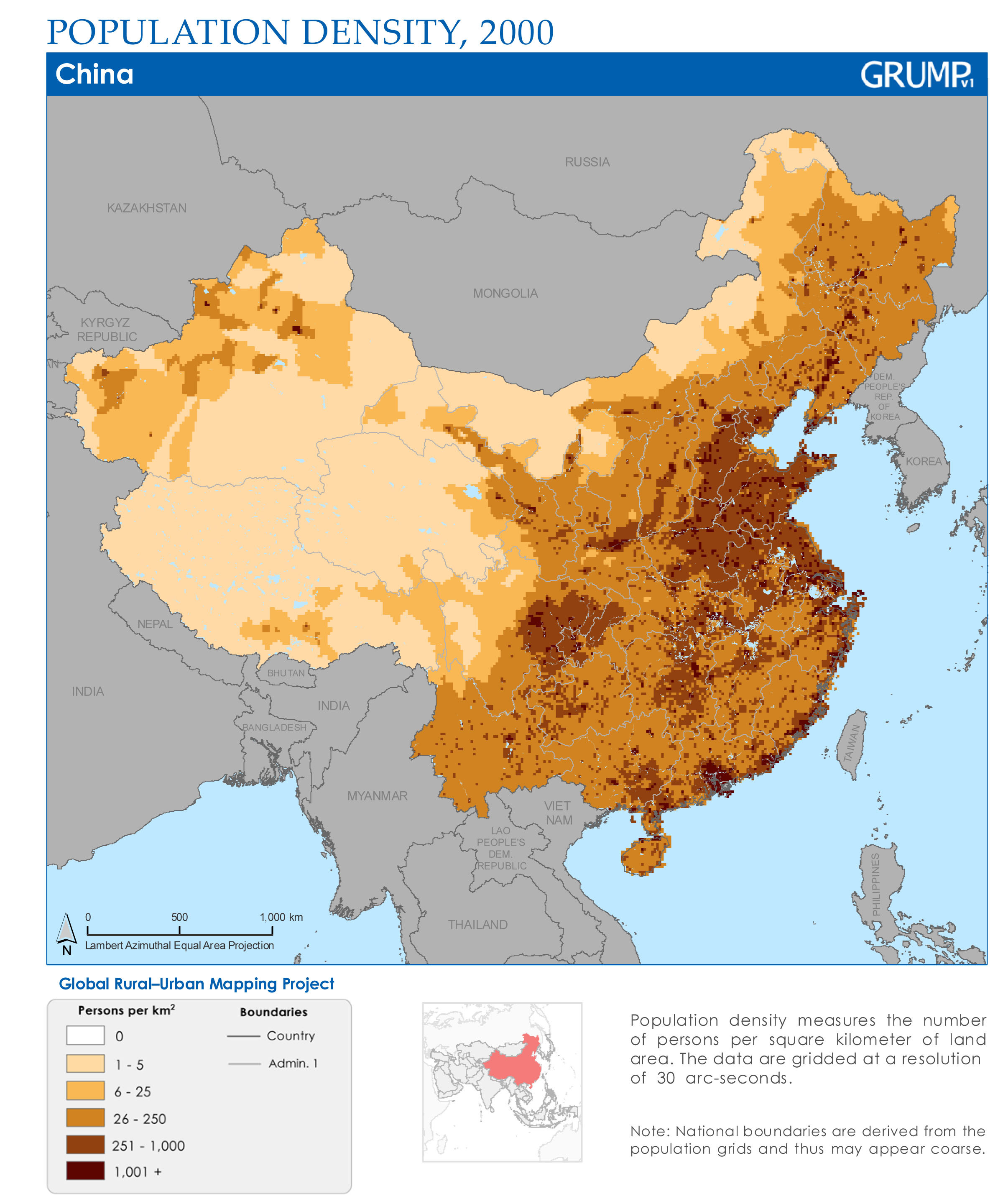
Densité de population en Chine en 2000.

En avril 2023, selon les projections de l'ONU, la Chine devient le deuxième pays le plus peuplé derrière l'Inde,.
Fin 2021, la population de la Chine continentale atteignait 1,41 milliard d'habitants, en augmentation de 480 000 par rapport au niveau de fin 2020. Le nombre de naissances a reculé à 10,62 millions contre 12 millions en 2020. Le taux de natalité était de 7,52 naissances pour 1 000 personnes en 2021, le niveau le plus bas depuis au moins 1978. Le nombre de décès a atteint 10,1 millions.
Le 7e recensement national de la population est mené par la Chine en 2020. Selon les résultats préliminaires publiés le 11 mai 2021 par le Bureau national des statistiques, la population totale du pays s'élevait à 1 443 497 378 habitants en 2020, dont 1 411 778 724 inscrits au recensement des 31 provinces, régions autonomes et municipalités relevant directement du gouvernement central et des militaires, 7 474 200 dans la région administrative spéciale de Hong Kong, 683 218 dans la région administrative spéciale de Macao et 23 561 236 à Taïwan.
Le 28 février 2006, le Bureau d'État des statistiques (BES) chinois a annoncé que la population de la république populaire de Chine avait augmenté de 7,68 millions de personnes en 2005, soit une croissance naturelle de 5,89 ‰, contre 5,87 ‰ en 2004. L'espérance de vie est passée de 41 ans en 1952 à 62 ans en 1970 et est estimée à 75,7 ans en 2010. Au 31 décembre 2005, 562 millions de personnes vivent en ville et 745 millions dans les régions rurales. Sur ce chiffre total, on compte 674 millions d'hommes (soit 51,5 %) et 634 millions de femmes (soit 48,5 %). En 2005, la RPC a enregistré plus de 16 millions de naissances et environ 8,49 millions de décès.
En 2006, on estime que cent trente millions de Chinois vivent avec moins d'un euro par jour, soit près de 9 % de la population totale. Ceux-ci vivent principalement dans les régions des minorités non chinoises ou non « Han », en majorité dans les provinces montagnardes et intérieures, éloignées des grandes villes et centres urbains.
L'immense majorité de la population est concentrée dans les mégalopoles et les régions les plus développées :
- le delta de la Rivière des Perles, ou la Grande Baie Guangdong-Hong Kong-Macao, au sud, avec 62 millions d'habitants, soit près de 70 millions d'habitants en ajoutant Hong Kong, et une croissance moyenne de 16 % par an, tirée par les investissements conjugués de Hong Kong, de Taïwan, du Japon, de la Corée, des États-Unis et de l'Europe ;
- le delta du fleuve Yangtsé, à l'est (comprenant Shanghai, le Zhejiang, le Jiangsu), rassemblant plus de 125 millions d'habitants dans plus de 17 villes millionnaires en habitants ;
- la région capitale Jing-Jin-Ji, au nord (comprenant Pékin, Tianjin, le Hebei), avec près de 55 millions d'habitants ;
- Les métropoles centrales (comprenant Xi'an, Wuhan, Changsha) et le long du Yangtsé (fleuve Bleu) avec plus de 60 millions d'habitants dont plus de 45 millions rien qu'à Chongqing et Chengdu.

### Politique de l'enfant unique
Jusqu'au début des années 1970, la Chine connaissait une très forte croissance démographique. Afin de limiter la croissance de sa population, elle a adopté une réglementation limitant la taille des familles urbaines (à l'exception des cinquante-cinq ethnies minoritaires) à un enfant et à deux enfants pour les familles rurales. Le taux de natalité est ainsi tombé de 21 ‰ en 1990 à 12,4 ‰ en 2003. L'accroissement démographique est quant à lui de 0,6 % en 2009 contre 1,44 % en 1990. D'après les estimations officielles, environ quatre cents millions de naissances ont été évitées du fait de la politique de l'enfant unique.
Certaines familles privilégiées (notamment dirigeants) préfèrent aussi payer les amendes dont le montant n'a pas été réactualisé récemment. La violation de cette politique par des personnes aisées, des célébrités et des membres du parti communiste chinois a été plus fréquemment réprimée dans les années 2000. Les enfants noirs ou Heihaizi désignent des enfants nés à l'extérieur de la politique de l'enfant unique.
La Chine compte 320 millions d'enfants de moins de quatorze ans. La nouvelle structure par âge de la population a accru considérablement le taux d'emploi qui est aujourd'hui un des plus élevés du monde, ce qui contribue à expliquer les forts taux d'investissement, d'épargne et de croissance économique observés depuis 1980. Mais cette politique de l'enfant unique n'est pas sans poser des problèmes sociologiques et des problèmes futurs avec un vieillissement accéléré de population prévu dès 2030. Du fait du vieillissement de la population et des enjeux économiques, le gouvernement chinois a décidé le 16 novembre 2013 un assouplissement de la politique de l'enfant unique et au moins quatre cas où un deuxième enfant est autorisé.
La politique de l'enfant unique prend fin en 2015. Elle est d’abord remplacée par une limitation à deux du nombre d'enfants par famille, puis à trois en mai 2021, « pour faire face à la forte baisse du taux de natalité et au vieillissement de la population dans le pays »,.

### Déséquilibre entre les sexes
Le ratio des naissances atteint un maximum de 117,8 garçons pour 100 filles en 2004, 2005 et 2006, selon la publication World Population Prospects 2022 de l'Organisation des Nations unies,. C'est en grande partie une conséquence de la limitation des naissances. En effet, les garçons sont considérés comme plus avantageux économiquement dans les zones rurales, du fait du paiement de dots. Et par ailleurs, la tradition veut que les parents soient à la charge de leur fils une fois vieux, tandis que la fille s'occupe surtout des parents de son mari. Dès lors, avoir au moins un garçon est très important. Ceci a entrainé de nombreux abandons et infanticides de filles, et plus récemment le recours à l'avortement sélectif, interdit en théorie.
Il existe de nombreux orphelinats pour les enfants abandonnés, mais seuls 2 % d'entre eux ne trouvent pas de parents adoptifs, et restent à l'orphelinat jusqu'à l'âge adulte[réf. nécessaire]. La république populaire de Chine a institué un programme permettant les adoptions internationales, mais celui-ci n'a qu'une faible incidence sur le nombre d'adoptions actuellement. De plus, il a été fortement limité en décembre 2006.[réf. nécessaire]
En 2010, la politique de contrôle des naissances a eu pour conséquence observable un ratio de 119 garçons nés pour 100 filles, selon des chiffres fournis alors par le journal chinois Global Times. Ce ratio est largement au-dessus de la moyenne naturelle (103 à 107 pour 100). Ce déséquilibre entre les sexes a pour conséquence la mise en place de trafic humain dans le cadre de la prostitution en Chine.
Le chef adjoint des services d'enquêtes sur les crimes indique qu'entre 30 000 et 60 000 enfants disparaissent chaque année en Chine sans pouvoir indiquer toutefois le pourcentage attribué au trafic humain.

### Cinquante-six ethnies
La république populaire de Chine est un État multiethnique, composée officiellement de cinquante-six ethnies (définissant une identité ethnique et/ou culturelle) dont l'ensemble forme la « Nation chinoise » (中华民族, zhonghua minzu). L'égalité en devoirs et en droits de toutes ces ethnies est inscrite dans le droit constitutionnel de la république populaire de Chine,.

#### Ethnie Han

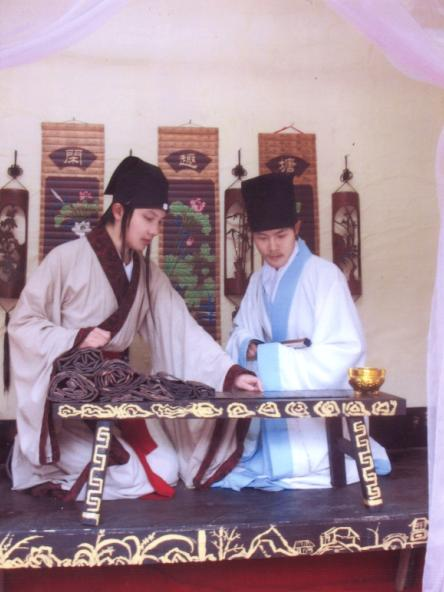
Deux jeunes hommes hans habillés en hanfu, costume traditionnel des Hans.

Les Hans, largement majoritaire (92 % de la population) est elle-même relativement hétérogène, et peut être également appréhendée comme un vaste ensemble de coutumes partageant des caractéristiques culturelles et linguistiques proches, en particulier la grammaire et l'écriture, basées sur les hanzi (汉字, « caractères han »). Les différences entre les langues parlées, comme le mandarin, le hakka, le cantonais ou le shanghaïen, sont cependant très fortes.

#### Ethnies minoritaires
La république populaire de Chine reconnaît l'existence de cinquante-cinq ethnies en plus des Hans au sein de la nation chinoise.
Elles sont constituées de citoyens chinois ayant une langue maternelle ou une culture non-han[réf. souhaitée]. D'après l'article quatre de la Constitution de la république populaire de Chine, « les personnes de toutes les ethnies sont libres d'utiliser et de développer leur propre langue parlée et écrite ainsi que de préserver ou réformer leurs propres us et coutumes. ». L'article 23 de la loi sur l'autonomie des régions ethniques dispose que « lors du recrutement des cadres ou des ouvriers dans les entreprises ou dans les établissements d'une région autonome, les personnes des minorités nationales sont choisies en priorité. Le personnel peut même être recruté parmi les minorités nationales de la campagne ou des régions de pâturages, mais l'autorisation du gouvernement populaire de la province ou de la région est nécessaire. »
En outre, la loi sur le contrôle des naissances ne s'applique en principe pas à certaines ethnies minoritaires, notamment au Tibet et dans les régions peu peuplées de l'Ouest, pouvant avoir plus d'un enfant par couple, contrairement aux Hans qui n'avaient droit qu'à un seul enfant. Cependant, certaines minorités se plaignent des différences qu'elles ressentent entre ce que prévoit la loi et son application sur le terrain. Des Occidentaux dénoncent en effet des mesures discriminatoires, notamment des atteintes à la liberté de culte, une marginalisation culturelle entraînant une marginalisation économique, ou la loi autoritaire sur le contrôle des naissances (malgré les aménagements spécifiques),.

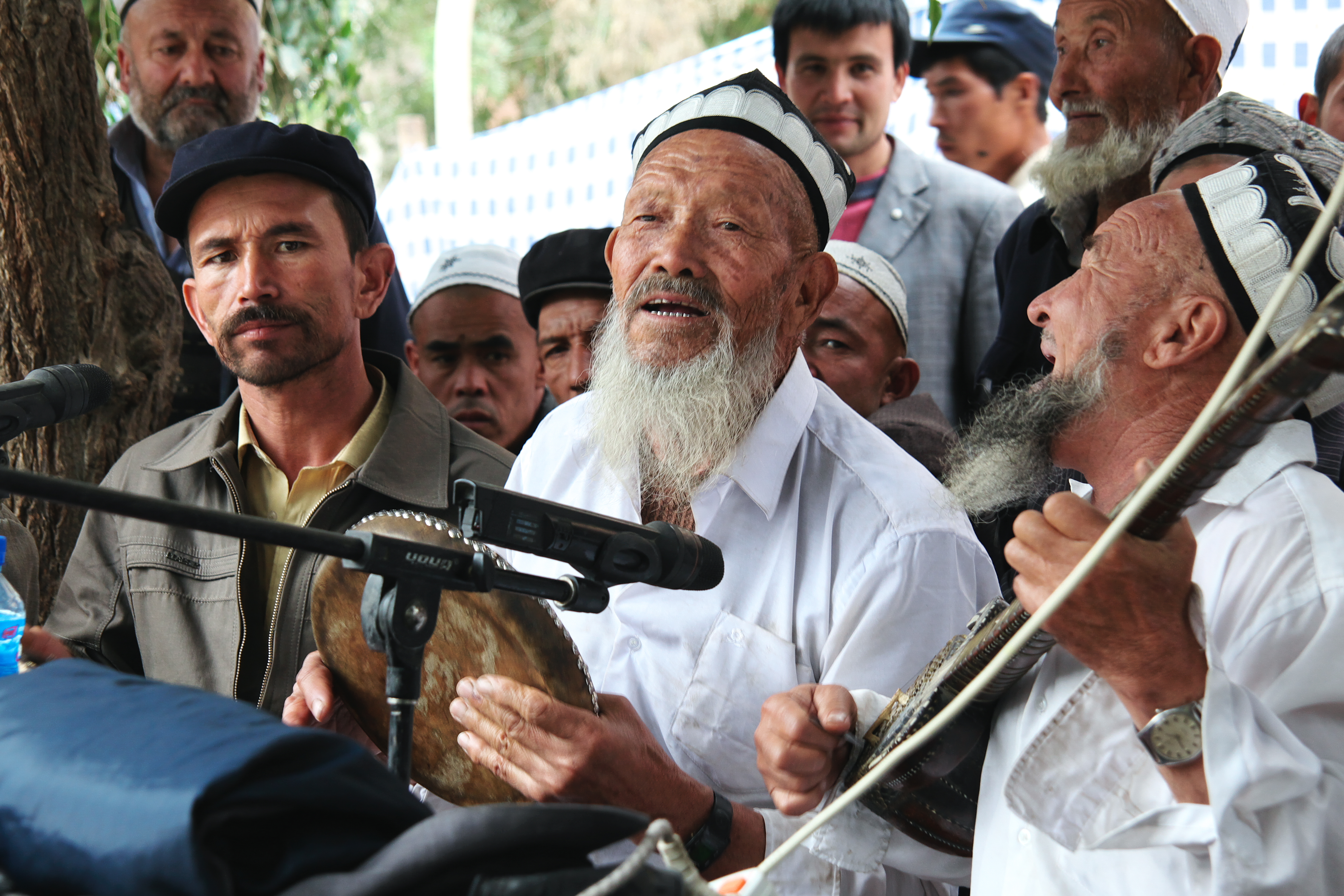
Des Ouïghours.

Le cas le plus médiatisé est celui du Tibet. Le gouvernement tibétain en exil et ses sympathisants en Occident y dénoncent un génocide et des mesures discriminatoires, notamment des atteintes à la liberté de religion, une marginalisation culturelle entraînant une marginalisation économique, ou la loi autoritaire sur le contrôle des naissances malgré les aménagements spécifiques,.
Quoique moins médiatisé, un sentiment équivalent existerait chez les Ouïghours musulmans du Xinjiang, considérés comme victimes d'une domination han, des atteintes à la liberté religieuse et culturelle, et la politique de peuplement vers l'Ouest qu'ils considèrent comme une colonisation han.
D'après le gouvernement de la république populaire de Chine, ce type d'affirmations est le fait de mouvements qu'il qualifie de « séparatistes ». Il dénonce le gouvernement tibétain en exil dirigé par le quatorzième dalaï-lama. Il s'oppose aussi au mouvement pour l'indépendance du Turkestan oriental et le Parti islamique du Turkestan est accusé d'avoir fait usage de moyens terroristes et violents. L'État les accuse de fournir les Chinois qui s'entraînaient dans les camps d'Al-Qaïda en Afghanistan entre autres en vue de participer à un Djihad. Cette accusation est démentie par le mouvement.
Dans les années 2010, des centaines de milliers de musulmans pratiquants ouïghours et kazakhs passent par des camp de rééducation chinois. En 2018, le nombre des détenus est estimé à un million par Amnesty International. L'idéologie communiste est inculquée aux détenus qui d'après les témoignages y subissent des tortures et sont forcés à manger du porc et à boire de l'alcool,. La Chine reconnait officiellement l'existence de ces camps le 9 octobre 2018, appelés officiellement « centres de formation professionnelle ».

## Économie

### Histoire économique

Évolution du PIB par habitant en Asie de l'Est depuis 1820.

On estime que la Chine a été la première puissance économique mondiale durant la majeure partie des vingt derniers siècles,, de l'histoire. Jusqu'au XVIIIe siècle et la révolution industrielle, c'est également en Chine qu'on trouvait le niveau de vie le plus élevé de la planète.
La Chine, première civilisation à utiliser le papier monnaie, a une longue histoire de relations économiques internationales. On retiendra quelques points de repères utiles :
- La dynastie des Yuan a organisé un système de routes et de poste efficaces, contribuant à la modernisation de l'économie chinoise.
- Au début de l'ère Ming, les flottes de l'amiral Zheng He ont renforcé les liens existant déjà sur la route des épices, entre l'Inde, la côte africaine orientale, l'Indonésie et supposément l'Australie ainsi que les Amériques (avant les Européens, cf. cartes de l'Amiral de cette époque).
- À la suite d'une période de repli sous les Ming, la dynastie Qing a vu son déficit économique s'accroître avec l'arrivée des colonisateurs occidentaux. Au milieu du XIXe siècle, l'économie chinoise a été dans sa plus grande partie asservie au commerce de l'opium pour les intérêts des colonisateurs, précipitant le pays dans un chaos économique et politique.
- Le règne de Mao Zedong a été synonyme d'une nouvelle période de quasi-autarcie économique, en dehors de certains échanges avec les pays de la sphère communiste.

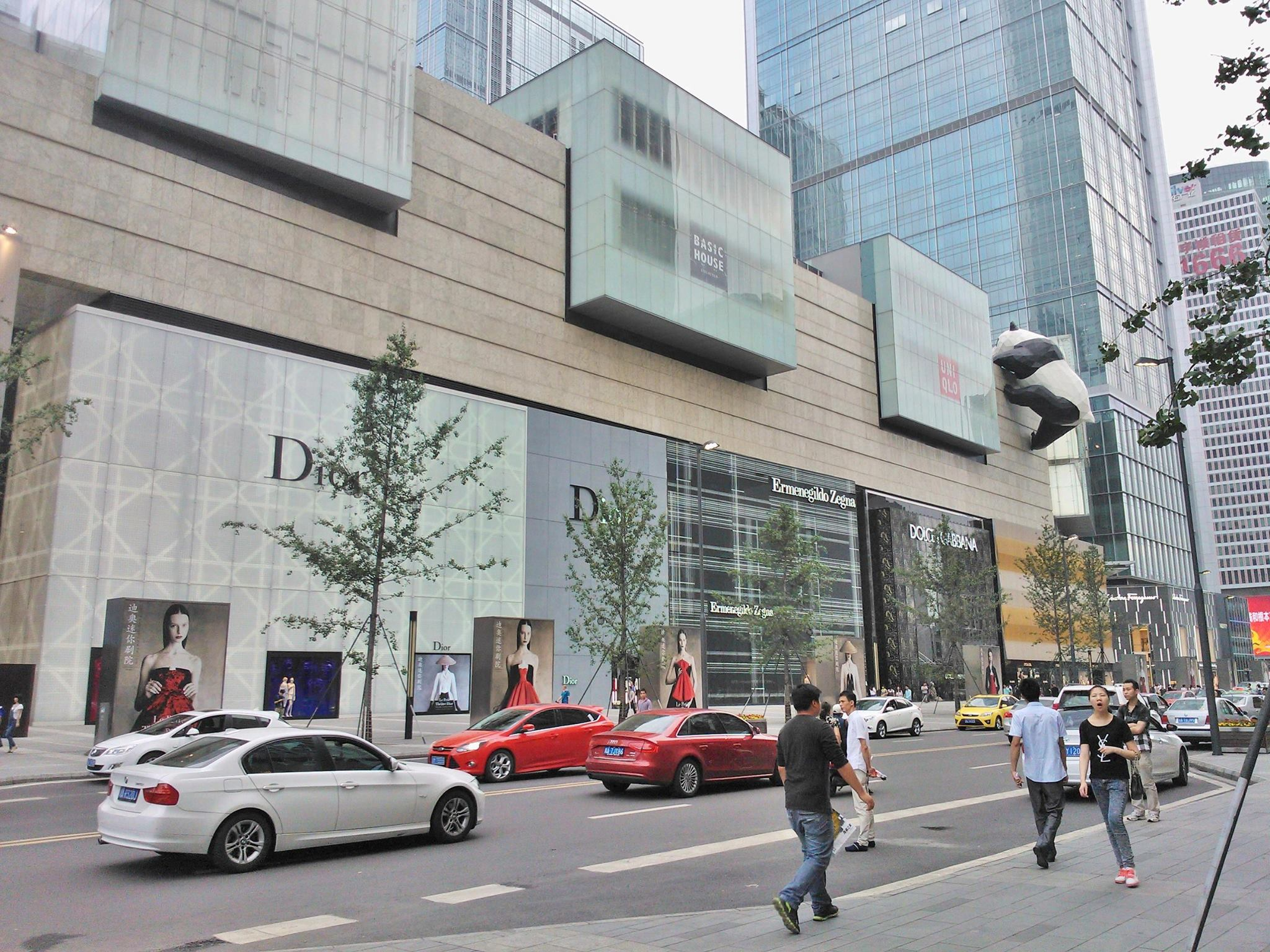
Compte tenu de la modernisation du pays, la société civile chinoise évolue à grande vitesse et adopte les nouveaux modes de consommation à l'instar des pays développés.

### Libéralisation de l'économie
Le Parti communiste chinois définit l'économie de la Chine comme une « économie socialiste de marché », une forme de « socialisme aux caractéristiques chinoises ». De 1978 à 1989, le gouvernement chinois a mené une politique de réformes économiques importantes, faisant passer la Chine d'une économie planifiée de type soviétique à un « socialisme de marché », conservant la structure rigide de contrôle par le Parti communiste chinois, ce qui l'a fait appeler « l'atelier du monde ». Dans ce but, la collectivisation de l'agriculture a laissé place à un système de responsabilisation individuelle des terres. Les cadres locaux ont acquis plus de marge de manœuvre, des gérants ont été introduits dans les secteurs industriels, permettant l'essor de nombreuses petites entreprises, alors nommées getihu (个体户). Cette politique a permis d'attirer de nombreux commerçants et investisseurs étrangers. Le contrôle des prix a été relâché, à l'exception notable de produits de première nécessité pour les paysans.
En 1992, l'appellation officielle du système devient « économie de marché socialiste » et le changement d'adjectifs marque le début du changement de nature de classe de l'État. Le secteur public commence à se noyer dans l'océan de l'économie marchande et passe de 73 % de la production industrielle en 1988 à 35 % en 1992. Cela a permis le passage d'une économie planifiée à une économie mixte et la redécouverte des fondements du libéralisme économique, tout en sauvegardant le communisme officiel du régime. Dans ce nouveau système économique, les entreprises publiques ou danwei ont du mal à trouver leur place et rencontrent de plus en plus de difficultés. Leurs pertes ont atteint le chiffre record de 102,6 milliards de yuans (12,75 milliards de dollars américains) en 2005, soit une augmentation de 56,7 % en base annuelle, selon les chiffres du Bureau d'État des statistiques (BES). Sur les deux premiers mois de 2006, les pertes des entreprises publiques ou contrôlées par l'État atteignent déjà 26,2 milliards de yuans, soit 3,25 milliards de dollars américains. L'augmentation des coûts de production, un système de fixation des prix inefficace, la surcapacité et d'importantes lacunes d'ordre technologique sont les principales causes de cette situation, selon Jiang Yuan, statisticien au Bureau d'État des statistiques[réf. nécessaire].
Le gouvernement met résolument entre parenthèses l'égalité des classes durant cette période, menée par le mot d'ordre de Deng Xiaoping : « Enrichissez-vous ! » L'enrichissement personnel (individualisme) et la consommation (soutenue par des politiques néokeynésiennes dès 1997) sont devenus de nouveaux moteurs économiques, accompagnés par une professionnalisation progressive des techniques de gestion, destinées à améliorer la productivité (division du travail). Le gouvernement a également œuvré pour attirer des capitaux étrangers, sources cruciales de développement économique : les zones économiques spéciales (ZES), exemptes de taxes, ont été créées à cet effet, étendues peu à peu à tout le littoral. Grâce à l'introduction du libre-échange, on observe qu'un quadruplement du produit intérieur brut (PIB) s'est produit depuis 1978. Les incitations par taxes préférentielles sont également à l'origine d'incitations fiscales à produire en Chine, que ce soit pour l'export ou pour le marché intérieur d'un milliard trois cents millions d'individus. La république populaire de Chine tente d'harmoniser le système de taxes et règlements pratiqués sur les entreprises, aussi bien chinoises qu'étrangères. Ainsi, les taxes préférentielles dont bénéficient les exportateurs dans les zones économiques spéciales et les villes côtières sont l'objet d'une révision. Les exportations chinoises vers les États-Unis représentaient 125 milliards de dollars américains en 2002, tandis que les importations américaines atteignaient 19 milliards. Ce déséquilibre est attribué de façon récurrente par les États-Unis à un taux de change jugé défavorable entre le yuan et le dollar américain. En revanche, pour la Chine, une réévaluation du yuan telle que la souhaitent les États-Unis créerait une inflation très importante, elle-même génératrice de tensions sociales internes. Le 21 juillet 2005, la Banque populaire de Chine annonce qu'elle met en œuvre un système de fluctuation du yuan dans les limites de 0,3 % par jour par rapport au dollar américain, contre 3 % maximum par rapport à un panier de devises étrangères, dont le yen et l'euro (voir Régime de change chinois).

### Rattrapage du retard économique
(novembre 2022).

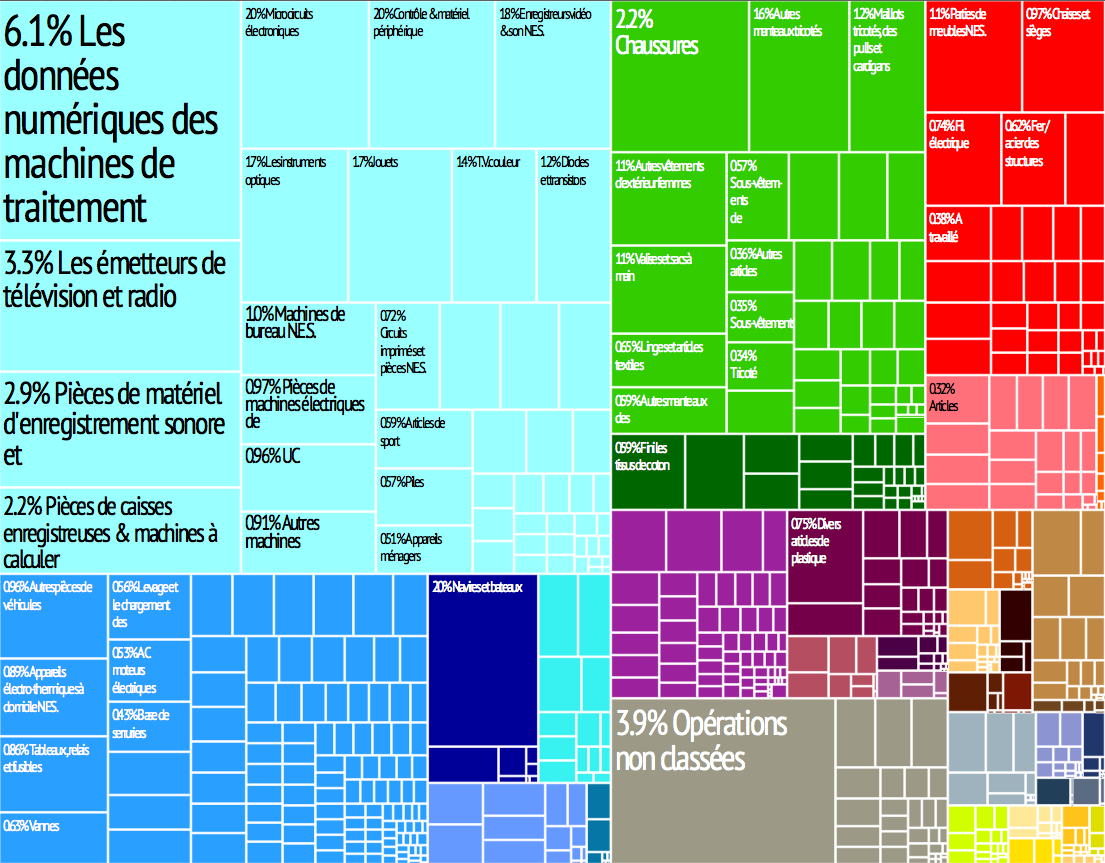
Représentation graphique des exportations en provenance de Chine dans 28 catégories de couleurs.

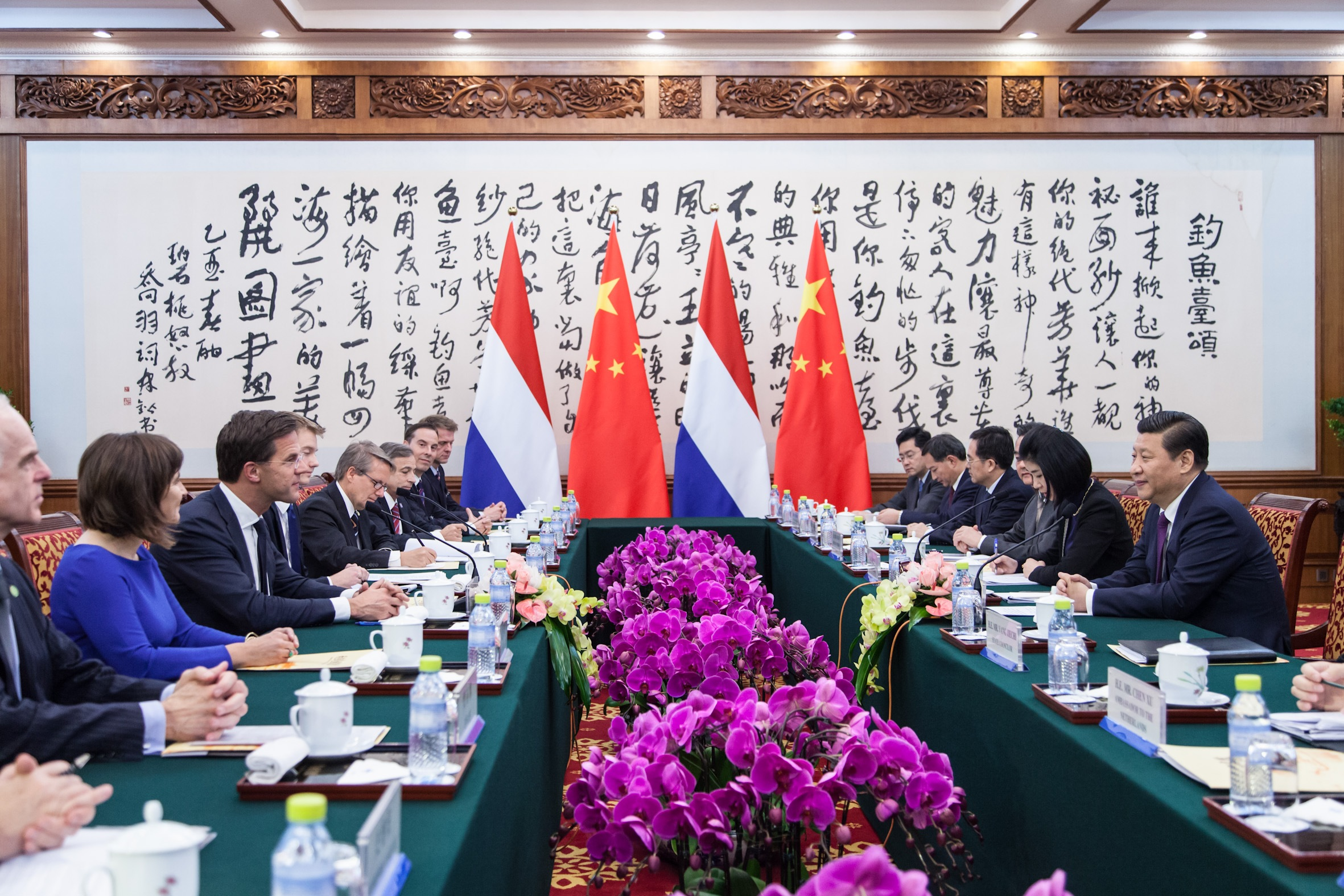
Officiels chinois menés par Xi Jinping face à une délégation économique néerlandaise conduite par Mark Rutte.

On estime que la Chine a été la première puissance économique mondiale durant la majeure partie des vingt derniers siècles,,. Jusqu'au XVIIIe siècle et la révolution industrielle, c'est également en Chine que l'on trouvait le niveau de vie le plus élevé de la planète. C'est sous la dynastie Qing que le développement économique de la Chine commença à ralentir, alors que les pays occidentaux passaient lentement d'une société à dominante agraire à une société industrielle. En 1820, la Chine comptait pour 33 % du PIB mondial. Cette part était de 3,6 % en 2000 et de 17,8 % en 2019 selon le Center for Business and Economic Research (en).
En 2010, la Chine est devenue la deuxième puissance mondiale : le PIB de la Chine s'est élevé à 5 878,6 milliards de dollars en 2010, contre 5 472 milliards au Japon. Ce développement effréné des activités économiques est davantage dû aux investissements et aux exportations qu'à la consommation intérieure. En décembre 2014, le Fonds monétaire international (FMI) annonce que le PIB de la république populaire de Chine sera cette année-là le plus élevé du monde en parité de pouvoir d'achat (PPA),. D'après les données du FMI d'avril 2021, le PIB PPA de la Chine n'a toutefois dépassé celui des États-Unis qu'en 2017. En 2018, elle n’est cependant qu’au 85e rang mondial pour le PIB (PPA) par habitant.
À la fin du XXe siècle et au début du XXIe siècle, le développement économique de la Chine était l'un des plus rapides du monde, puisque l'on y enregistrait une croissance dont la moyenne, en 25 ans, était de 9,8 % par an. Entre 1980 et 2007, le PIB a été multiplié par 12,7. En 2013, la croissance en Chine a atteint 7,7 %. La république populaire de Chine est membre de l'Organisation mondiale du commerce (OMC) depuis le 11 décembre 2001,. La croissance de la Chine est essentiellement tirée par les exportations. La Chine est devenu le premier exportateur mondial de marchandises en 2010. En 2023, l'essentiel de ces exportations étaient destinées à l'Union européenne (14,8 %), les États-Unis (14,8 %), Hong Kong (8,2 %) et le Japon (4,7 %). La balance commerciale de la Chine est excédentaire avec un grand nombre de pays. Les points forts des exportations chinoises sont le textile, les tracteurs agricoles, les jouets, les appareils photographiques, les ordinateurs portables, les téléviseurs, les Lave-linge et l'acier. En 2024, la Chine est classée en 11e position pour l'indice mondial de l'innovation.

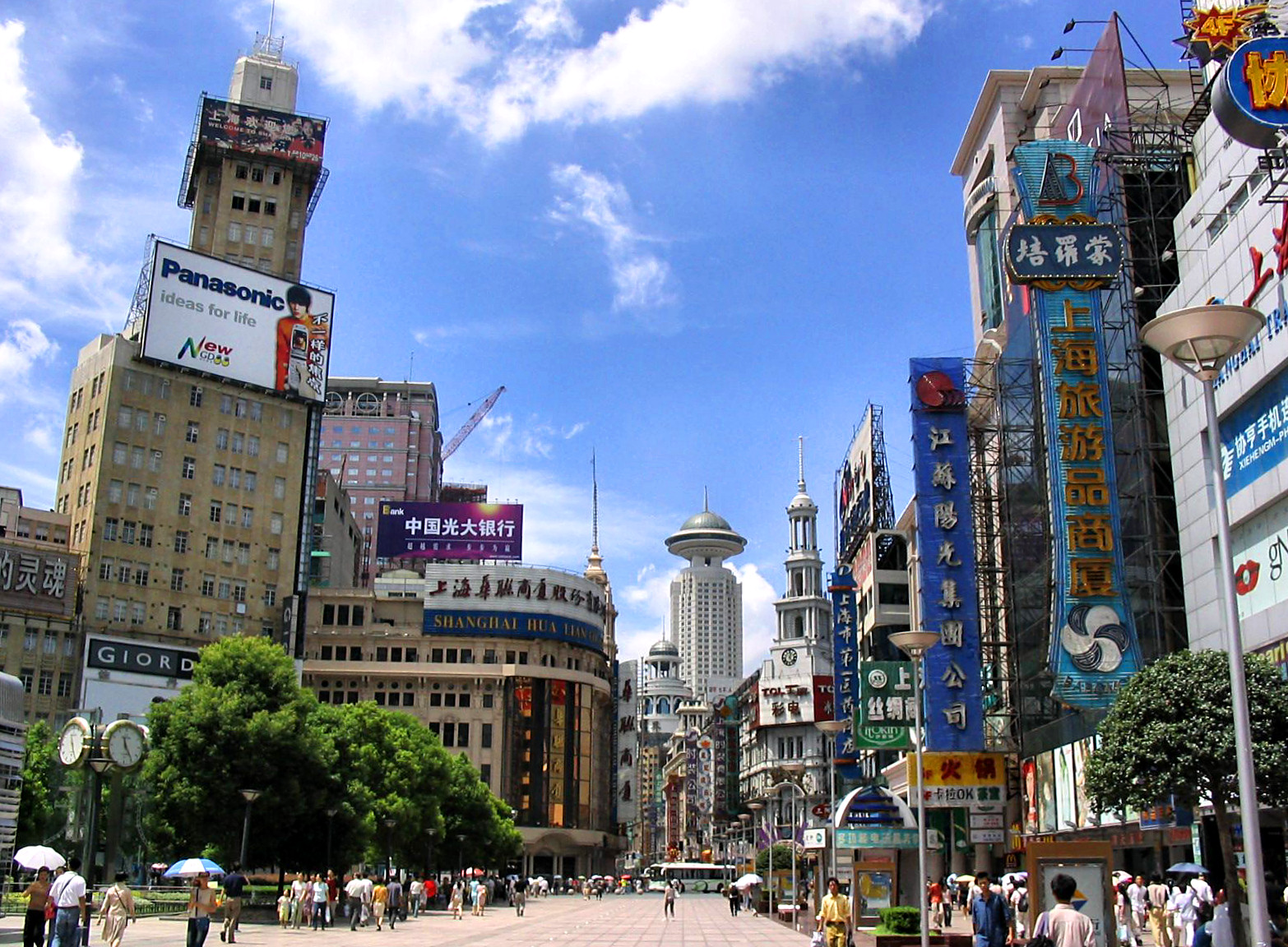
Shanghai, grande ville mondiale, dynamique et moderne.

La présence des entreprises étrangères sur le sol chinois est en grande partie à l'origine de la forte accélération de la croissance des exportations. Elles ont attiré la main-d'œuvre qualifiée dans les zones côtières où elles se sont implantées. Seulement 41 % des exportations chinoises proviennent d'entreprises intégralement chinoises. Aujourd'hui, 39 % des exportations en provenance de Chine sont réalisées par des entreprises dont le capital est à cent pour cent étranger et 20 % sont le fait de partenariat entre les sociétés étrangères et les sociétés chinoises. La Chine continentale entretient son attractivité pour les entreprises avec une main-d'œuvre bon marché et non syndiquée. Cependant le prix de la main-d'œuvre croît rapidement, en 2010, il a progressé de 24 %[réf. nécessaire].
De plus, il faut ajouter que le pays possède la plus grande force de travail au monde avec 813,5 millions de travailleurs disponibles. La non-organisation des ouvriers chinois représente un bénéfice substantiel pour les employeurs, qui y trouvent une flexibilité d'emploi impossible à mettre en œuvre dans les démocraties libérales. Un autre aspect de l'économie chinoise à relever : les bas prix d'éléments non issus de la force de travail. Cela est dû en partie à l'existence du contrôle des prix et de la garantie des sources d'approvisionnement hérités de la précédente économie de type soviétique : les entreprises d'État continuant à être démantelées et leurs ouvriers renvoyés dans des secteurs de compétitivité accrus, l'effet déflationniste induit continue à mettre la pression sur les prix pratiqués au sein de l'économie[réf. nécessaire].
Les conséquences de cette croissance économique sont nombreuses. Le revenu moyen annuel d'un ouvrier chinois est de mille trois cents dollars américains. Les salaires augmentent régulièrement sur le littoral pacifique. La Chine a accumulé la plus confortable réserve de devises du monde moderne, à hauteur de 2 200 milliards d'euros selon la Banque populaire de Chine. Cela place le pays dans une situation de dollar trap vis-à-vis des États-Unis.
En 2014, la Chine fonde la Banque asiatique d'investissement pour les infrastructures (AIIB) pour contrebalancer le poids des institutions financières issues du monde occidental (et ce alors que plusieurs pays occidentaux acceptent toutefois d'en devenir membre). Dotée de dizaines de milliards de dollars, elle a pour but d'asseoir la nouvelle diplomatie économique chinoise afin de financer les besoins massifs en infrastructure en Asie (autoroutes, chemins de fer, télécommunications, etc.), à partir de réseaux financiers convergeant vers la Chine.
Entre 2020 et début décembre 2022, la stratégie zéro covid mise en place par le pouvoir chinois provoque le ralentissement de la croissance économique du pays comprise entre 2 et 3 %. La croissance du secteur immobilier s'essouffle. En 2022, la population chinoise diminue pour la première fois de son histoire récente et l'année suivante, l'Inde devient le pays le plus peuplé du monde. Ainsi, d'ici à 2050, le nombre d'actifs devrait baisser d'environ un tiers.

### Énergie

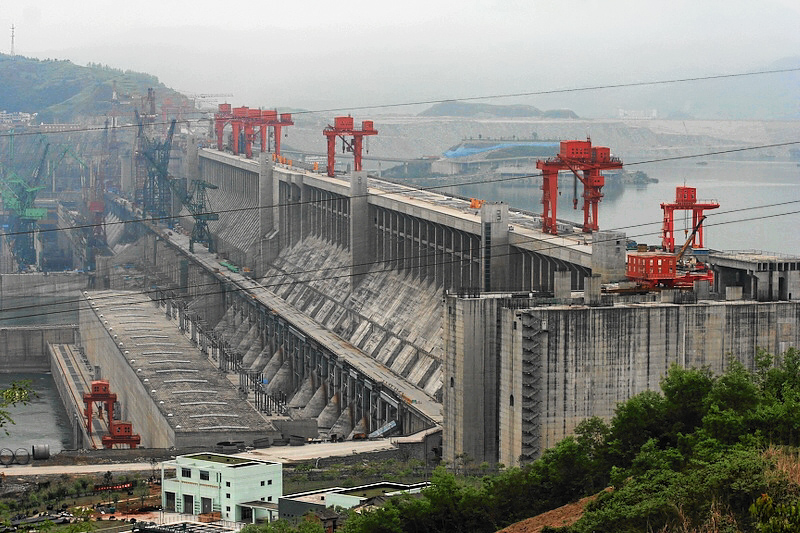
Le barrage des Trois-Gorges, dans la province du Hubei, est le plus grand barrage ainsi que le plus grand générateur d'électricité au monde.

La Chine est devenue la troisième consommatrice d'électricité après les États-Unis et l'Union européenne. La consommation par habitant, de l'ordre de 3 400 kWh par an (contre plus de 13 000 kWh/hab/an aux États-Unis), croît de façon très rapide. Les coupures d'électricité ou le rationnement sont fréquents dans le pays. Pourtant, 76 GW (180 % de ce que produit le Royaume-Uni) ont été ajoutés au parc électrique en 2011 et 2012. La production d'électricité a plus que triplé de 1990 à 2004. L'Agence internationale de l'énergie (AIE) prévoit que cette production doublera dans les dix prochaines années. Environ 75 % de cette électricité est produite par des centrales au charbon très nocives (émission de CO2 et de particules en suspension). Le charbon devrait continuer à dominer le secteur électrique chinois. Selon le MIT, la Chine construirait chaque semaine l'équivalent de deux nouvelles centrales au charbon, d'une capacité de 500 mégawatts électriques chacune. En 2019, les capacités des centrales à charbon chinoises atteignent près de 1 000 GW (contre un peu plus de 500 GW en 2005),.
Pourtant, en 2009, la Chine devient le 3e producteur mondial d'électricité éolienne avec une capacité installée de 20 GW, derrière les États-Unis et l'Allemagne. Elle devient numéro un mondial en 2013 avec plus de 36 GW installés. Pour 2020, Pékin souhaite que les énergies vertes représentent 15 % de son mix énergétique.
La Chine s'oriente également vers un développement de l'électricité nucléaire. En 2010, six centrales nucléaires sont construites dans les régions côtières et dix autres en construction. La capacité nucléaire installée était alors de 10 GW, elle est de 45,5 GW en 2019, soit 4,9 % de la production nationale d’électricité,.
Avec une consommation qui a doublé entre 2000 et 2006 (1 200 Mtep en 2006), la Chine consomme plus de charbon que les États-Unis, l'Europe et le Japon réunis, absorbant plus de 38 % du charbon consommé dans le monde. La part du charbon dans la consommation chinoise d'énergie primaire est de 70 % ; alors qu'elle avait tendance à régresser durant les années 1990 (passant de 76 % à 67,4 %), elle est repartie à la hausse depuis 2003. Le charbon joue donc un rôle-clé pour soutenir la croissance économique chinoise, dont les besoins énergétiques sont énormes. Deux facteurs permettent d'expliquer la domination du charbon : les réserves sont abondantes (les réserves prouvées sont évaluées à 114 milliards de tonnes, soit le 3e rang mondial derrière les États-Unis et la Russie ; les réserves totales sont estimées quant à elles à 5 570 milliards de tonnes par le China's General Geological Bureau) ce qui garantit l'indépendance énergétique, et c'est une énergie bon marché (notamment en raison du faible coût de la main-d'œuvre). Selon l'AIE, la croissance de la consommation de charbon devrait augmenter de 5,5 % par an jusqu'en 2015, puis de 1,7 % par an jusqu'en 2030.
La prévision pour 2030 est de 2 399 Mtep de charbon consommées annuellement, soit une augmentation de 119 % par rapport à 2005. En 2007, la Chine était le premier producteur de charbon, avec 2,35 milliards de tonnes, ce qui représente 44 % de la production mondiale. Les centrales thermiques au charbon causent de graves préjudices environnementaux, contribuant à faire de la Chine le plus important pollueur mondial,. La part du nucléaire ne représente que 0,5 % de la production énergétique du pays. La Chine est le 5e producteur mondial de pétrole, pourtant, la production nationale ne suffit plus. L'implantation de derricks en mer dans la zone côtière du Vietnam fin 2013 a d'ailleurs provoqué de fortes tensions entre les deux pays. En 2005, en raison de sa forte croissance, la Chine a été contrainte d'importer 30 % de sa consommation de pétrole. Si cette croissance se maintient à ce rythme, en 2025, le pays importera 82 % de ses besoins en pétrole.
Engagée dans de tels besoins pétroliers et gaziers, la Chine cherche à sécuriser ses approvisionnements en pétrole : la Russie, certains pays africains, les pays du Golfe et l'Iran sont ses fournisseurs. Par exemple, la Chine est en train d'investir près de quinze milliards d'euros pour construire un oléoduc et un gazoduc (de 2 380 et 2 800 kilomètres de long) afin d'acheminer le pétrole et le gaz du golfe du Bengale, jusqu'à Kunming dans le Yunnan, via le port de Kyaukpyu.
L'exploitation de nouveaux champs pétrolifères dans le sud du pays ne suffira pas pour répondre à la demande et la maîtrise de l'exploitation en mer de Chine méridionale devient un enjeu stratégique. Par ailleurs, l'efficacité économique de l'énergie consommée est l'une des plus faibles au monde avec un ratio PIB/tonne équivalent pétrole des plus faibles.

### Agriculture et ruralité
Selon les estimations de l'Organisation de coopération et de développement économiques, le secteur agricole représente encore aujourd'hui 15 % du produit intérieur brut de la Chine et assure 40 % de l'ensemble des emplois. Une part qui s'élevait à 71 % à la fin des années 1970. Ce secteur constitue donc, malgré le développement industriel récent, une part importante de l'économie chinoise. Plus de 700 millions de personnes vivent dans les zones rurales, avec de très fortes migrations vers les villes. À titre d'exemple, le Guangdong est passé de 35 millions d'habitants en 1987 à 105 millions en 2013, soit un triplement.
L'agriculture, qui occupe la majeure partie de la population active (307 millions d'actifs ruraux), reste un secteur fondamental de l'économie chinoise. Les exploitations sont détenues par les collectivités villageoises qui les louent à des agriculteurs, souvent avec des baux de trente ans.

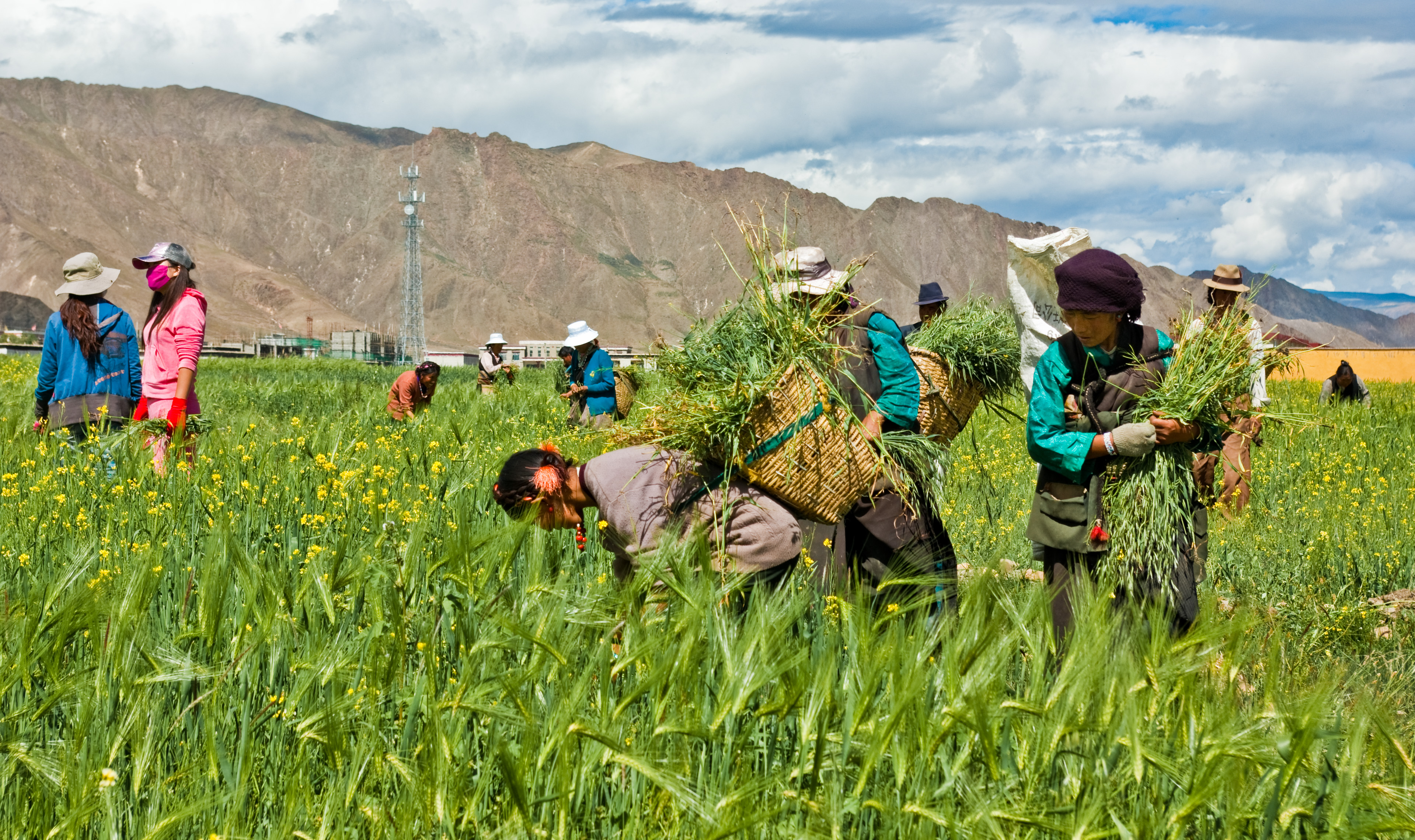
Fermiers tibétains.

Cette semi-privatisation s'est accompagnée d'un boom de la productivité et de la production. Depuis 5 000 ans, le riz domine l'activité rurale de la Chine et constitue l'aliment de base de la majorité de ses habitants. L'agriculture chinoise est pénalisée par le peu de zones cultivables. En outre, elle dispose de seulement 10 % de la superficie cultivable mondiale et doit nourrir 22 % de la population mondiale. L'agriculture chinoise est également handicapée par son morcellement, avec 200 millions de foyers exploitant chacun, en moyenne, une superficie de 65 ares. De plus, du fait de l'urbanisation croissante, de la pollution et de la désertification, on estime que la surface cultivable diminue d'environ 2 500 km2 par an.[réf. nécessaire] Pourtant, entre 1990 et 2003, la production agricole a augmenté de 90 %. Bien que le parti communiste, sous l'impulsion de Mao Zedong se soit appuyé sur les paysans pour prendre le pouvoir, et qu'ils constituent donc la base de sa légitimité, ces derniers ont connu des fortunes diverses, reflétant les différentes options idéologiques suivies ces dernières décennies. Le gouvernement chinois reste néanmoins très attentif au sort des paysans, qui reste plus que jamais l'une de ses priorités. Pourtant, les aides publiques ne représentent que 6 % environ du revenu des agriculteurs, contre 20 % aux États-Unis, 34 % dans l'Union européenne et 58 % au Japon.
Les revenus des agriculteurs chinois ont cependant plus que triplé entre 1980 et 2000, ce qui a largement contribué à la diminution de la pauvreté dans le pays. 400 millions de Chinois vivant dans les zones rurales sont sortis de la pauvreté entre 1979 et 2002. Ceci n'empêche pas l'inégalité croissante entre ruraux et citadins. De ce fait, la Chine est confrontée à un exode rural important. Face aux conditions de plus en plus difficiles de leur vie, les paysans émigrent massivement vers les zones urbaines. On estime qu’environ 8 millions de paysans quittent la campagne chaque année pour rechercher un emploi, et que depuis 1979, entre 80 et 200 millions de paysans auraient émigré en ville.[réf. nécessaire] Par ailleurs, plusieurs parents partent pour la ville, abandonnant leurs enfants à la campagne avec les générations trop âgées pour travailler, du fait des mauvaises conditions par lesquelles ils seront employés.
Les terres proches des grandes agglomérations sont convoitées pour faire face au développement urbain. Zhou Tianyong, un économiste influent, estime que, depuis le début des réformes jusqu'en 2003, environ 6 700 000 hectares ont été soustraits à l'agriculture.

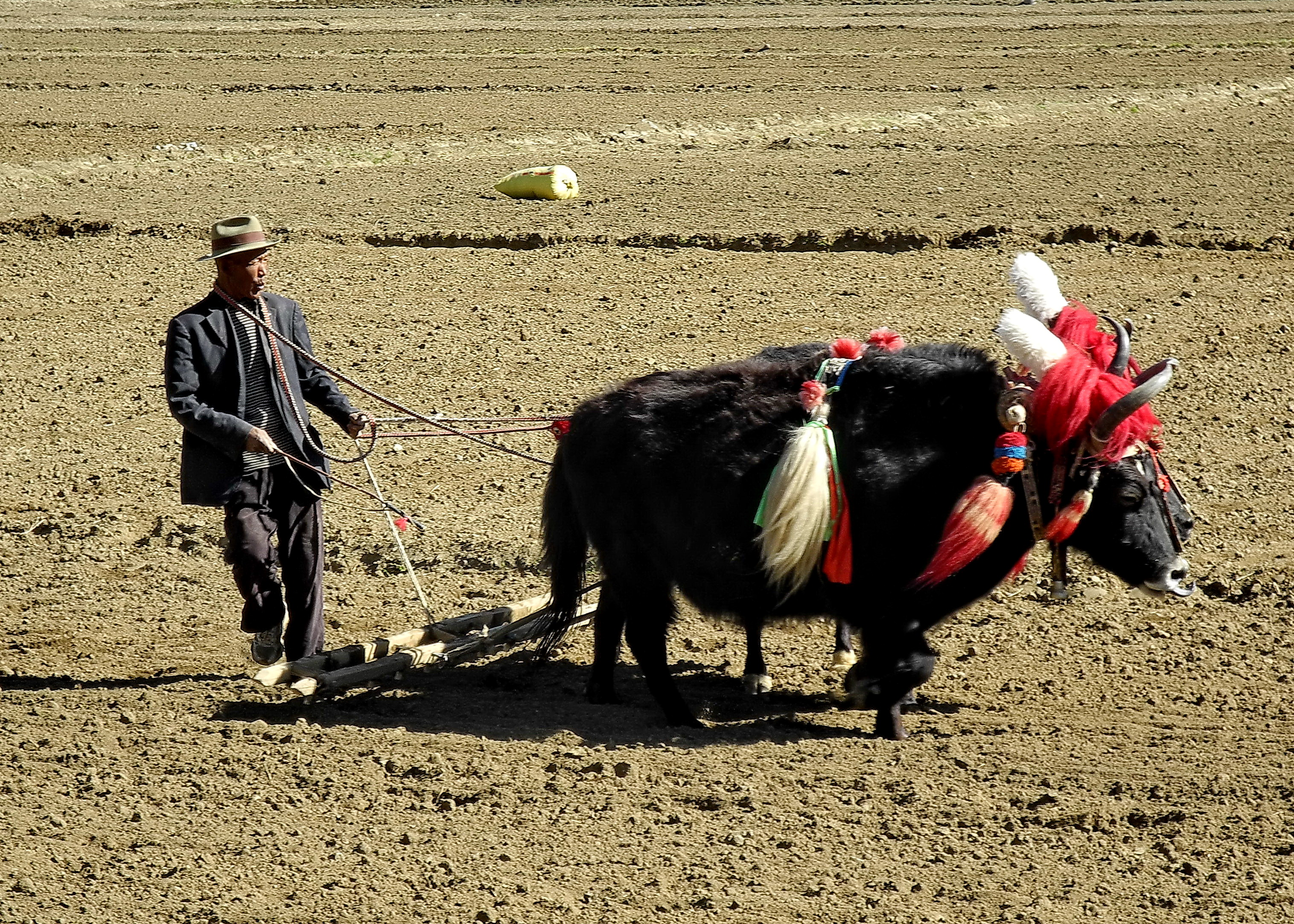
Labour traditionnel au Tibet.

Les paysans n'ont été indemnisés qu'à hauteur de 10 % du prix du marché. Le 14 mars 2006, lors d'une conférence de presse, tenue à Pékin peu après la clôture de la session annuelle de la 10e Assemblée nationale populaire (ANP, parlement chinois), le Premier ministre chinois Wen Jiabao annonce que la Chine infligera une punition sévère à tout individu qui réquisitionnera illégalement des terres de paysans. Il faut souligner un paradoxe. Tandis que des terres agricoles sont menacées par l'étalement urbain, la construction des voies de communication et le développement d'une industrie rurale (de sous-traitance) mais aussi par des phénomènes de désertification, de lessivage des sols et d'érosion, la Chine a sur son territoire des fronts pionniers. Ces fronts pionniers sont différents de ceux que l'on trouve au Brésil. Ils ressemblent plutôt à des oasis : en effet ils sont installés dans des zones désertiques ou semi-désertiques de manière ponctuelle. On les trouve en particulier dans la région autonome du Xinjiang, où ils sont gérés par la Société de production et de construction du Xinjiang.
Le sud du pays profite de cultures tropicales d'exportation ou d'autoconsommation. Sur les six premières années de la décennie 2010, le pays a conservé sa quatrième place au palmarès des grands producteurs mondiaux de sucre, malgré un déclin très accentué. Parmi les points forts de son agriculture, le pays était aussi deuxième au palmarès des producteurs mondiaux de céréales au milieu des années 2010, dominé par les États-Unis. La Chine était également première au palmarès des producteurs mondiaux de thé sur la décennie 2010.

### Industries et matières premières
La Chine possède également les plus importantes réserves de métaux rares au monde et dont l'utilisation principale est précisée ci-après entre parenthèses : 95 % des gisements de terres rares (nanotechnologie), 87 % de l'antimoine (semi-conducteur), 84 % du tungstène (métal le plus réfractaire, outils durs), 83 % du gallium (photovoltaïque), 79 % du germanium (fibre optique), 60 % de l'indium (écran plat, photovoltaïque) et 51 % de la fluorine (métallurgie, téflon, fréon). L'usage croissant de ces minerais dans les nouvelles technologies et l'industrie, face à une production concentrée et limitée, laisse craindre des risques de pénuries à plus ou moins long terme.
Depuis les années 1990, la Chine est le premier fabricant mondial de jouets, la production étant concentrée principalement dans le Guangdong et les provinces du sud, avec une forte plateforme d'exportation à Hong Kong et dans le détroit de la rivière des Perles.

### Monnaie chinoise
Le yuan (chinois simplifié : 元 ; chinois traditionnel : 圓 ; pinyin : yuán) est la devise nationale de la république populaire de Chine, le nom officiel étant Renminbi (chinois simplifié : 人民币 ; chinois traditionnel : 人民幣 ; pinyin : rénmínbì), abrégé en RMB et signifiant « la devise du peuple ».
Bien que son nom officiel soit Renminbi, c'est le terme yuan qui est en général employé. Le yuan se subdivise en 10 jiao (ou 10 mao), eux-mêmes subdivisés en 10 fen. On trouve des billets de 1, 5, 10, 20, 50 et 100 yuans, des billets de 1, 2 et 5 jiaos, et des billets de 1, 2 et 5 fens (la production de ces trois derniers a été arrêtée en 2007). Les pièces, peu utilisées, sont de 1 yuan, 5 jiaos et 1, 2 et 5 fens[réf. souhaitée].
La Chine est souvent accusée de maintenir volontairement un taux de change bas pour faciliter ses exportations. Cette accusation est cependant démentie par le Trésor américain qui, dans son rapport semestriel du 19 décembre 2007, reconnait que Pékin ne manipule pas sa monnaie pour en tirer des bénéfices commerciaux,,, même s'il considère toujours que le yuan est sous-évalué par rapport au dollar.
La Chine utilise sa détention de bons du Trésor américains et ses réserves de change comme stabilisateurs pour la valeur de sa propre monnaie.

### Dette chinoise
Selon l'Institut de la finance internationale, la dette totale chinoise (dette publique, dette des entreprises et des ménages) représentait plus de 300 % du PIB chinois en 2019, soit environ 15 % de la dette mondiale.

## Politique

### Institutions
La RPC a adopté sa Constitution actuelle le 4 décembre 1982.

Portrait de Mao Zedong, ornant la place Tian'anmen depuis 1951.

Dans la terminologie des sciences politiques, la RPC a été un État communiste durant la majeure partie du XXe siècle, et est toujours considérée comme telle par beaucoup d'observateurs et nations. Il est difficile de caractériser la nature de la structure politique de la RPC. Le régime a été décrit comme autoritaire, totalitaire, communiste, socialiste. Cependant, beaucoup préfèrent associer les termes « communiste » et « capitaliste » pour décrire la RPC. Deng Xiaoping avait proposé la locution « socialisme de marché » pour qualifier l'évolution de la RPC. Certains auteurs préfèrent parler de « capitalisme d'État » pour désigner le régime chinois actuel.
Le gouvernement de la RPC est intégralement dirigé par le Parti communiste chinois. En l'absence de séparation des pouvoirs exécutif, législatif et judiciaire, la RPC est une dictature, un régime totalitaire. Bien que des pas aient été faits dans le sens d'une libéralisation politique, notamment à travers des élections contestées au niveau des villages, le parti garde le contrôle effectif sur les décisions gouvernementales. Utilisant des méthodes autoritaires pour mater les contrevenants, l'État tente de réduire les dissidences en améliorant l'économie, permettant dans une certaine mesure l'expression critique, et tolérant parfois des voix ouvertement critiques quand elles ne sont pas considérées comme subversives, c'est-à-dire organisées.
Les organes du pouvoir d'État sont l'Assemblée nationale populaire (ANP), le président et le Conseil des affaires de l'État. Les membres du Conseil des affaires de l'État incluent le Premier ministre, un nombre variable de vice-Premiers ministres (actuellement quatre), cinq conciliateurs d'État (théoriquement égaux aux vice-Premiers ministres, mais avec des portefeuilles réduits), et vingt-neuf ministres et commissions du Conseil des affaires de l'État. Dans les années 1980, il y eut une tentative visant à séparer les fonctions d'État et de Parti, avec le Parti décidant des grandes lignes politiques et l'État ayant pour tâche de les mettre en œuvre. Cet effort de séparation a été abandonné au niveau du gouvernement central dans les années 1990, la direction politique de l'État étant détenue par les dirigeants du Parti, créant une concentration de pouvoir dans un faisceau unique. En même temps, un accord a été décidé, séparant le Parti et les bureaux d'État à des niveaux autres que ceux du gouvernement, et on ne connaît pas aujourd'hui de membre de l'exécutif au niveau national qui soit en même temps secrétaire du Parti. Il y a des cas spéciaux pour les régions administratives spéciales de Hong Kong et Macao où le parti communiste ne fonctionne pas du tout, et dans les régions autonomes où, sur le modèle soviétique, les chefs de l'exécutif sont les membres d'un groupe ethnique local, le secrétaire général du Parti étant un Han non indigène.
Sous le régime de la Constitution de la république populaire de Chine, l'ANP est le plus haut organe de pouvoir d'État en Chine. Il se réunit chaque année environ deux semaines et approuve les nouvelles grandes lignes politiques, les lois, le budget, et les principaux changements de personnel. La plus grande partie de la législation de la RPC est adoptée par le Comité permanent de l'Assemblée nationale populaire. La plupart des initiatives sont représentées au Comité permanent pour qu'elles soient considérées par le Conseil des affaires de l'État après qu'elles ont obtenu l'aval du Comité du Bureau politique du Parti communiste. Bien que l'ANP approuve généralement les directives et recommandations personnelles du Conseil des affaires de l'État, l'ANP s'est de plus en plus saisi de son rôle de balancier vis-a-vis de la législation nationale, et est parvenu à forcer la révision de certaines lois. Par exemple, le Conseil des affaires de l'État et le Parti ont été incapables de faire passer une taxe sur le gazole pour financer la construction d'autoroutes.

### Politique intérieure

#### Censure

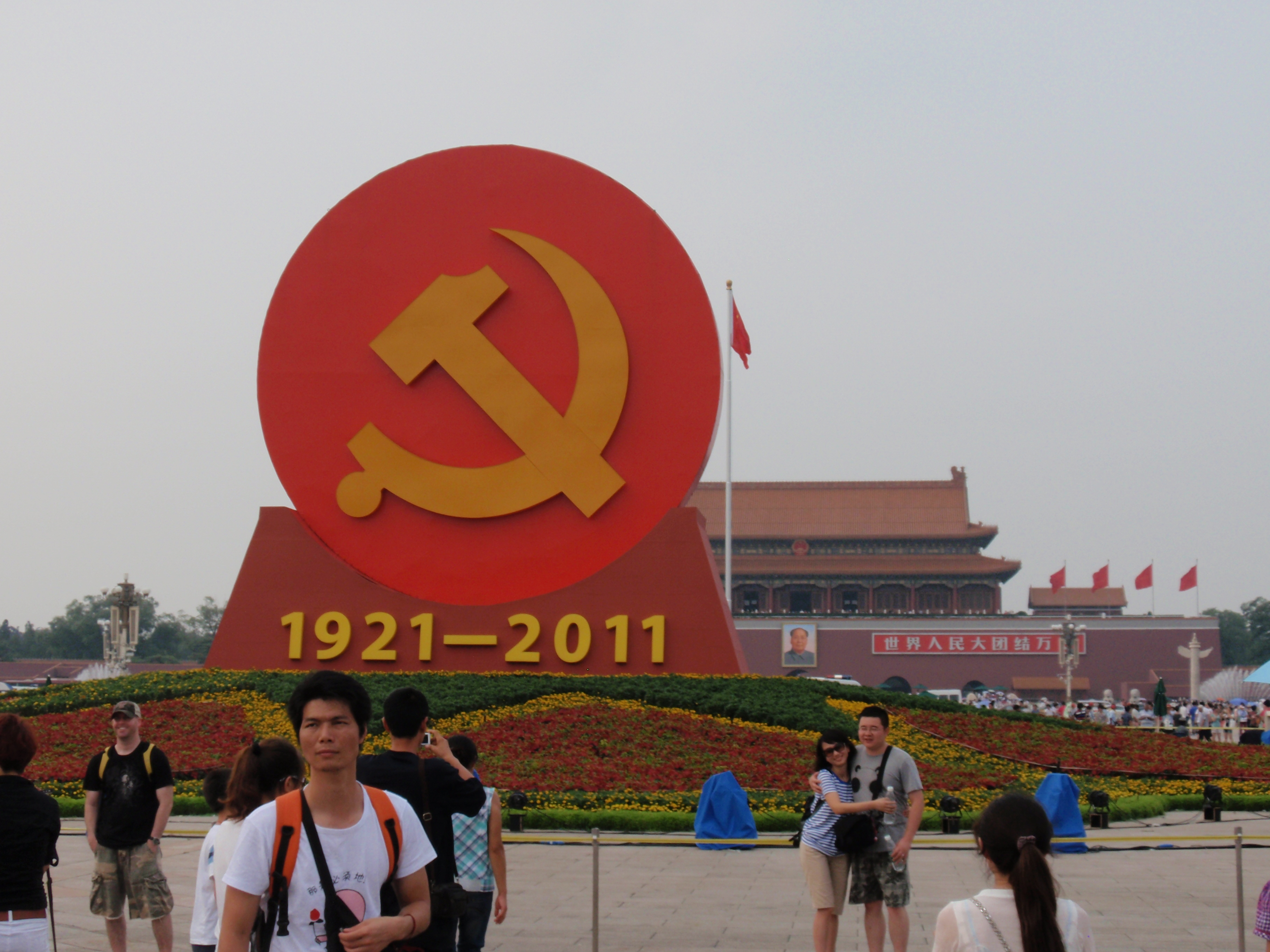
La place Tian'anmen.

La censure est une routine assimilée dans toute l'infrastructure médiatique et le PCC réagit promptement à toutes les organisations qu'il considère comme une menace pour le régime, comme ce fut le cas lors des manifestations de la place Tian'anmen. Toutefois, la répression que le PCC emploie ou s'efforce d'opérer a ses limites. Les médias ont aujourd'hui une liberté d'action qui, même sans objectif concerté, expose publiquement nombre de problèmes issus de la corruption et de l'inefficacité de sous-cadres du Parti. Bien que les protestations contre le Parti soient illégales, elles surviennent régulièrement au niveau local, sont parfois tolérées et c'est leur médiatisation qui est à son tour interdite. Il existe un ministère de la propagande qui applique la censure sur les moyens d'expression. Le Bureau du film garde le contrôle sur la diffusion des films : il a par exemple fait retirer des salles le film américain Da Vinci Code au mois de juin 2006. La télévision n'échappe pas à la censure puisque le gouvernement a décrété que les dessins animés (en grande partie japonais et américains) seront interdits entre 17h et 20h à partir du 1er septembre 2006. Internet est également contrôlé (toutes les connexions sont filtrées) et de nombreux sites web sont inaccessibles comme freetibet.org (libération du Tibet), YouTube, Twitter, la passerelle Live.com (Windows Live Messenger) ou encore Flickr.
La Chine est classée 177e/180 pour la liberté de la presse par l'organisation non gouvernementale internationale Reporters sans frontières. En 2020, elle est le pays du monde où le nombre de journalistes emprisonnés est le plus élevé. Plusieurs personnalités écrivant pour une Chine démocratique, telles que le militant Liu Xiaobo (décédé en 2017) et la journaliste Gao Yu, étaient toujours emprisonnées en avril 2015.

#### Partis politiques
Il existe plusieurs partis au sein de la RPC, bien que leur rôle ne soit que consultatif. Ainsi, l'ANP et la CCPPC réunissent en plus du PCC les huit partis dits « démocratiques » ainsi que des délégués indépendants. L'influence de ces partis est très réduite, bien qu'ils puissent développer et faire valoir un point de vue extérieur au PCC, dont le rôle directeur est garanti par la constitution.

#### Surveillance de la population et des entreprises
À la fin de la décennie 2010, la Chine met en place un système de surveillance de la population, initialement au Tibet, puis pour prévenir des actions terroristes notamment ouïghoures et surveiller les organisations non autorisées et/ou considérées comme déviantes selon la loi chinoise (par ex : Falun Gong). Ce système est ensuite généralisé à l'ensemble des individus présents en Chine afin d'établir un système de réputation de la population au moyen d'outils de vidéo-surveillance, il est appelé « l'œil céleste » par la population locale,. Il est prévu au 13e plan quinquennal chinois que le système soit opérationnel en 2020. Cette surveillance est aussi étendue aux entreprises présentes en Chine.

#### Santé publique
Plusieurs problèmes de santé publique d'ampleur émergent en RPC : problèmes de santé liés à la mauvaise qualité de l'air et à la pollution de l'eau, l'épidémie de sida et le tabagisme.
Une part importante de la diffusion actuelle du virus de l'immunodéficience humaine (VIH) a pour origine l'usage de drogue par voie intraveineuse et la prostitution. Le nombre de personnes infectées par le VIH a été estimé entre 430 000 et 1,5 million, voire, des estimations beaucoup plus hautes,. Dans de nombreux secteurs ruraux de Chine, dans les années 1990, notamment dans la province du Henan, des dizaines, voire des centaines de milliers d'agriculteurs et de paysans ont été infectés par le VIH lors de leur participation à des programmes d'État de collecte de sang dans lesquels l'équipement contaminé était remployé,.
L'hépatite B est endémique en Chine continentale, touchant un large pourcentage de la population : environ 10 %[réf. nécessaire]. Elle entraîne des dérèglements ou des cancers du foie, causes courantes de mort en Chine[réf. nécessaire]. Une corrélation a été établie[réf. nécessaire] entre l'hépatite et la sous-natalité de filles à la naissance, qui expliquerait en partie le déséquilibre numérique hommes-femmes. Un programme mis en place en 2002 a pour but de vacciner tous les nouveau-nés en Chine continentale[réf. nécessaire].
En novembre 2002, la pneumonie atypique ou SRAS apparait dans la province du Guangdong. La nouvelle étant tenue secrète, l'épidémie s'étend au territoire de Hong Kong, au Viêt Nam et par voie aérienne, dans des pays plus éloignés. En Chine même, 5 327 cas sont rapportés, dont 348 morts confirmées[réf. nécessaire]. En mai 2004, l'OMS annonce la fin de l'épidémie de SRAS en RPC. La Chine est alors confrontée à une nouvelle épidémie, la grippe aviaire, qui touche diverses espèces d'oiseaux (dont la volaille). Plusieurs cas, parfois mortels, de contamination oiseaux-hommes sont recensés, laissant craindre une mutation de la transmissibilité d'animal-homme vers celle homme-homme. Enfin, de récentes transmissions de streptocoques des porcs aux humains seraient à l'origine d'un nombre anormalement élevé de morts dans la province du Sichuan[réf. nécessaire]. Plusieurs cas d'intoxication alimentaire ont aussi été décelés, l'un d'entre eux ayant provoqué la condamnation à mort et l'exécution, en mai 2007, de Zheng Xiaoyu, directeur de l'Administration nationale des aliments et des médicaments, accusé d'avoir touché des pots-de-vin de la part d'entreprises pharmaceutiques.
Depuis le 8 décembre 2019, une épidémie devenue pandémie causée par un virus (le SARS-CoV-2) de la famille des coronavirus est en cours. La maladie, dite maladie à coronavirus 2019 (COVID-19), trouve son origine dans la ville de Wuhan, située dans la province du Hubei. La ville de Wuhan est mise en quarantaine le 23 janvier 2020. La transmission interhumaine est confirmée par l'OMS le 23 janvier 2020. Le virus s'est propagé en Asie puis dans le monde entier progressivement. Au début, les principaux cas de contaminations et de décès se situent en Chine continentale, mais la maladie se répand ensuite hors de Chine, tandis que l'évolution du nombre de contaminés en Chine ralentit. L'Organisation mondiale de la santé classe la COVID-19 comme une pandémie le 11 mars 2020.

#### Défense

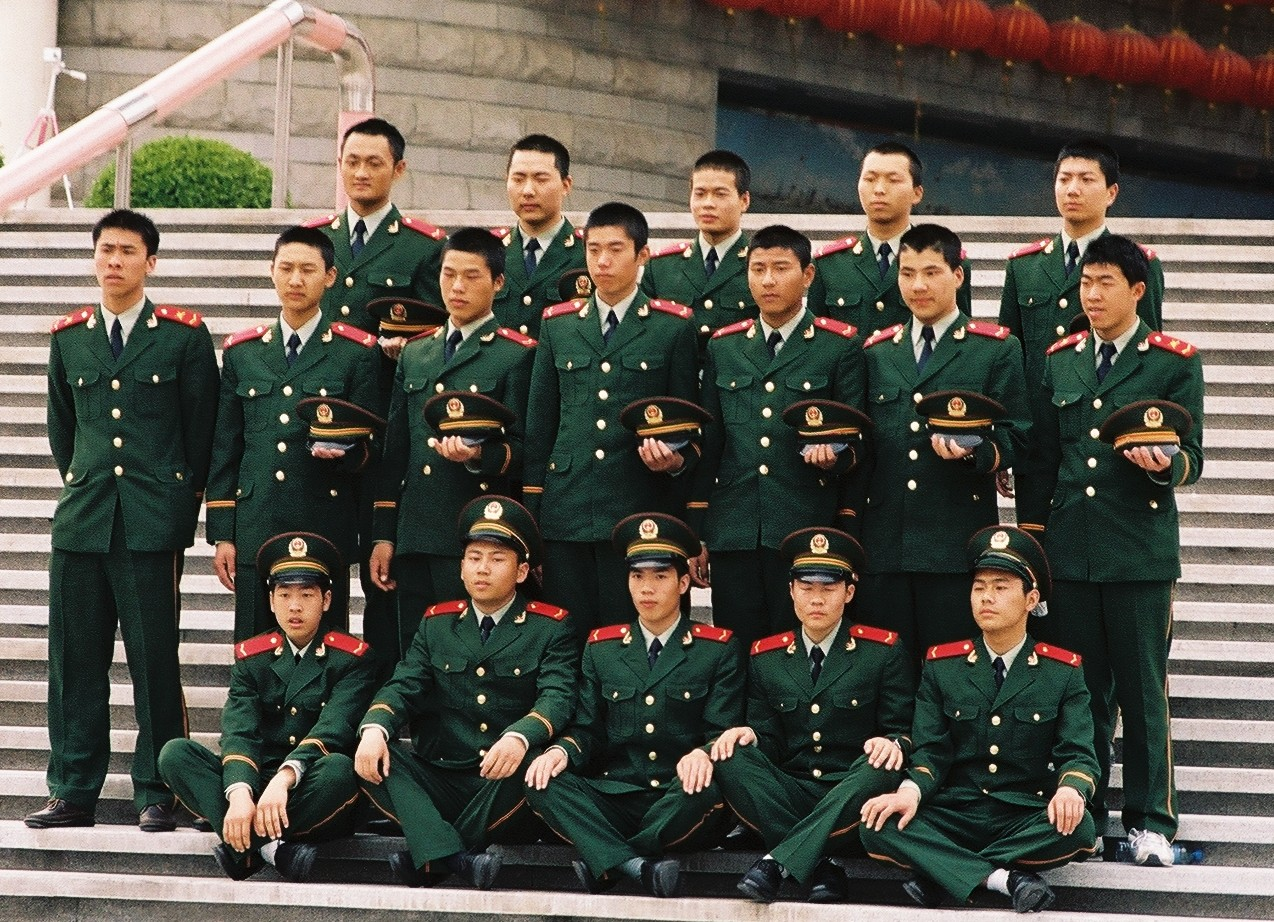
Soldats de la Police armée du peuple à Shanghai.

La Chine a développé sa bombe A en 1964. Elle est membre du traité sur la non-prolifération des armes nucléaires.
Selon la position officielle du gouvernement de la RPC : « La Chine adopte une politique de défense nationale à caractère défensif. La Chine ne prétend aucunement à l'hégémonie ; tel est l'engagement fait par le peuple chinois devant le monde. » […] « La Chine dispose d'une petite quantité d'armes nucléaires, pour son autodéfense. Elle s'engage à ne pas être la première à utiliser l'arme nucléaire, à ne pas l'utiliser, ou menacer de l'utiliser contre les pays qui ne détiennent pas d'armes nucléaires. »
Créée dans la première moitié du XXe siècle pour chasser l'alliance des huit nations, l'Armée populaire de libération (APL) est selon Radio86 la plus grande armée du monde. Toutefois, étant donné la composition de cette armée, son efficacité potentielle en matière militaire est jugée limitée. L'APL comprend les forces navales et aériennes. Le budget militaire de la Chine représentait officiellement 1,35 % de son PIB en 2005. Ce budget correspond à 7,4 % des dépenses publiques en 2006. La Chine compte augmenter ses dépenses militaires pour l'année 2007 : cette hausse devrait atteindre 17,8 % et s'établir à 351 milliards de yuans, soit environ 34,4 milliards d'euros.
Le budget officiel de l'APL pour 2011 est de 91,5 milliards de dollars, en hausse de 12,7 % sur 2010, chiffre qui, selon de nombreux experts, serait très inférieur au chiffre réel. La Chine s'équipe militairement en prévision d'un éventuel conflit autour de l'île de Taïwan. Des chasseurs tels que le Su-27 et le Su-30 ont été achetés à cet effet, parallèlement à une production locale. La défense aérienne s'articule autour des missiles sol/air ultramodernes S-300, considérés comme le meilleur système d'interception au monde. La RPC est également en train d'améliorer rapidement ses forces blindées en y intégrant des fonctions de ciblage électroniques. L'armée chinoise est la plus grande du monde pour l'effectif engagé avec environ 2,3 millions d'hommes dans ses rangs. Ce chiffre impressionnant est corrélé à la population chinoise, et tend à diminuer dans le cadre général de la modernisation de l'armée.
La Chine se place au deuxième rang des dépenses militaires mondiales. En 2023, « Pékin prévoit de dépenser 1 554 milliards de yuans (225 milliards de dollars) pour sa défense -– ce qui reste environ trois fois inférieur au budget de Washington ». En 2009, les dépenses militaires chinoises représentaient 1,4 % du PIB chinois, contre 4 % pour les États-Unis et environ 2 % pour la France et le Royaume-Uni.
Le budget militaire augmente chaque année de manière soutenue (environ 17 % en 2008 et plus de 14 % en 2009). Et l'on ne parle ainsi que des chiffres officiels déclarés par Pékin, un rapport du Pentagone évalue le budget militaire chinois 2007 entre 97 et 139 milliards. Aussi, d'un point de vue nucléaire, la Chine possède un nombre important de têtes nucléaires actives (Chine : environ 145, Russie : 5 800, États-Unis : 5 113, France : 348, Royaume-Uni : moins de 200), mais fait preuve, du moins dans le discours officiel, d'une réticence à en user ou à entrer dans une course à l'armement nucléaire. On note tout de même les importants défilés militaires chinois où le pays affiche, avec fierté, à sa population et au monde sa force armée disciplinée et ses capacités nucléaires et conventionnelles.
L'image internationale de l'APL a été mise à mal lors des manifestations de la place Tian'anmen, au cours desquelles des protestataires pacifiques ont été tués.
L'APL-3, c'est-à-dire le troisième département de l'état-major de l'Armée populaire de libération dont le siège est dans la banlieue de Pékin, est l'équivalent chinois de la NSA américaine. Il procède à des écoutes dans plusieurs pays du monde.
Par ailleurs la Chine est membre de l'Organisation de coopération de Shanghai.

#### Développement spatial

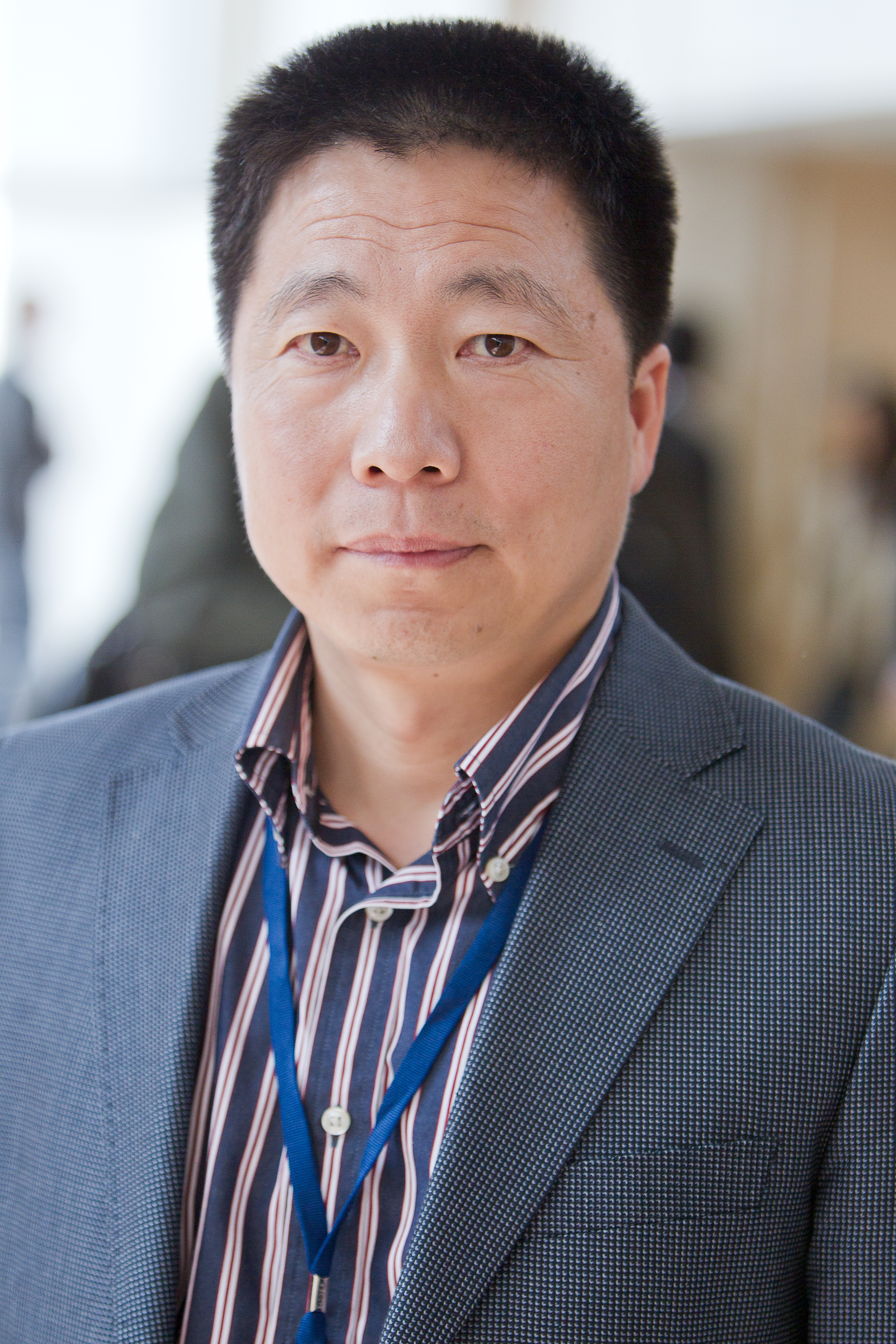
Yang Liwei, premier astronaute de Chine en 2003.

Après la scission sino-soviétique, la Chine a commencé à développer son propre programme nucléaire et de systèmes de propulsion pour armes nucléaires. Le programme de lancements de satellites fut une excroissance naturelle de ce projet. Cela résulta en 1970 par le lancement de Dong Fang Hong I, le premier satellite chinois. La Chine devint alors le cinquième pays à avoir lancé indépendamment son satellite. Un programme spatial habité était en projet depuis les années 1970, avec le Projet 714, qui devait assurer le lancement de la navette Shuguang. Ce projet avorta cependant en raison d'une série de retournements politiques et économiques.
En 1992, le Projet 921 connu actuellement a été autorisé. Le 19 novembre 1999, la navette inhabitée Shenzhou 1 a été lancée, comme premier test du programme. Après trois autres tests, Shenzhou 5 a été lancé le 15 octobre 2003, à l'aide d'une fusée Longue Marche 2F et du taïkonaute (du chinois 太空 taikong, espace) Yang Liwei, faisant de la Chine le troisième pays ayant propulsé un véhicule habité dans l'espace par ses propres moyens. La seconde mission, Shenzhou 6, a été inaugurée avec succès le 12 octobre 2005. Des observateurs ont estimé que la fusée Longue Marche était calquée sur le modèle russe, Soyouz, ce qui est contesté par les Chinois. Le programme émergent de la république populaire de Chine a suscité de vives réactions aux États-Unis, où un rapport du Congrès à la suite du lancement de 2003 observait, « si les motivations les plus immédiates dans ce programme s'avèrent être le prestige politique, les efforts de la Chine vont presque certainement contribuer à améliorer les systèmes spatiaux militaires entre 2010 et 2020 ». Des échos grinçants ont été émis de la presse indienne, qui ironise sur le déballage d'une « technologie vieille de quarante ans ». Parallèlement, le statut des frontières militaires spatiales est complexe et incertain.
En octobre 2010, des ingénieurs du « National Supercomputing Center » de Tianjin développent le plus puissant supercalculateur du monde, Tianhe-I (天河一号).
En 2021, la Chine devient numéro un mondial des lancements de fusées, avec 56 lancements, correspondant à 38 % du total des lancements dans le monde.

### Politique extérieure et affaires étrangères
La république populaire de Chine a ouvert des relations diplomatiques avec la majorité des pays du monde, faisant de la reconnaissance de la Politique d'une seule Chine (Taïwan comme province de la RPC) une condition préalable pour nouer des relations officielles avec la RPC.
Elle interdit activement la venue en Chine de cadres politiques taïwanais, à l'exception notable des entrevues ayant eu lieu en 2005 et 2006. Les manifestations politiques du Guomindang, relayées par les télévisions ont pourtant eu lieu dans la ville de Xiamen dans le Fujian, lors des élections municipales taïwanaises de Taipei.
Tenzin Gyatso, le 14e dalaï-lama établi à Dharamsala en Inde, est également interdit de séjour en Chine. Li Hongzhi, fondateur du mouvement spirituel Falun Gong fort de plus de 14 millions de membres et considéré par les autorités chinoises comme une secte, est aussi interdit de séjour.
En 1971, la république populaire de Chine a remplacé la république de Chine (ne gouvernant désormais plus que sur Taïwan et quelques îles du Fujian) comme seul représentant légitime de la Chine aux Nations unies, et comme un des cinq membres permanents du Conseil de sécurité.
La république populaire de Chine a succédé à la république de Chine qui est l'un des membres fondateurs de l'ONU en 1945.
La RPC a été membre leader du mouvement des non-alignés, mais en est aujourd'hui un simple observateur.
En 2009, les autorités chinoises refusent d'arrêter le président soudanais Omar el-Bechir lors d'une visite officielle dans le pays, malgré un mandat d'arrêt émis par la Cour pénale internationale (dont la Chine n'est volontairement pas membre) pour crimes de guerre et génocide.
En 2013, le président Xi Jinping lance le projet de Nouvelle route de la soie, connu aussi sous l'acronyme BRI (Belt and Road Initiative). Il a pour but de relier la Chine à l'Europe et à l'Afrique au moyen d'investissements dans des infrastructures routières, ferroviaires et maritimes, afin de permettre l'intensification des échanges économiques entre ces territoires. Le projet a conduit à certaines crises diplomatiques, notamment avec les pays africains et asiatiques qui critiquent son aspect impérialiste.

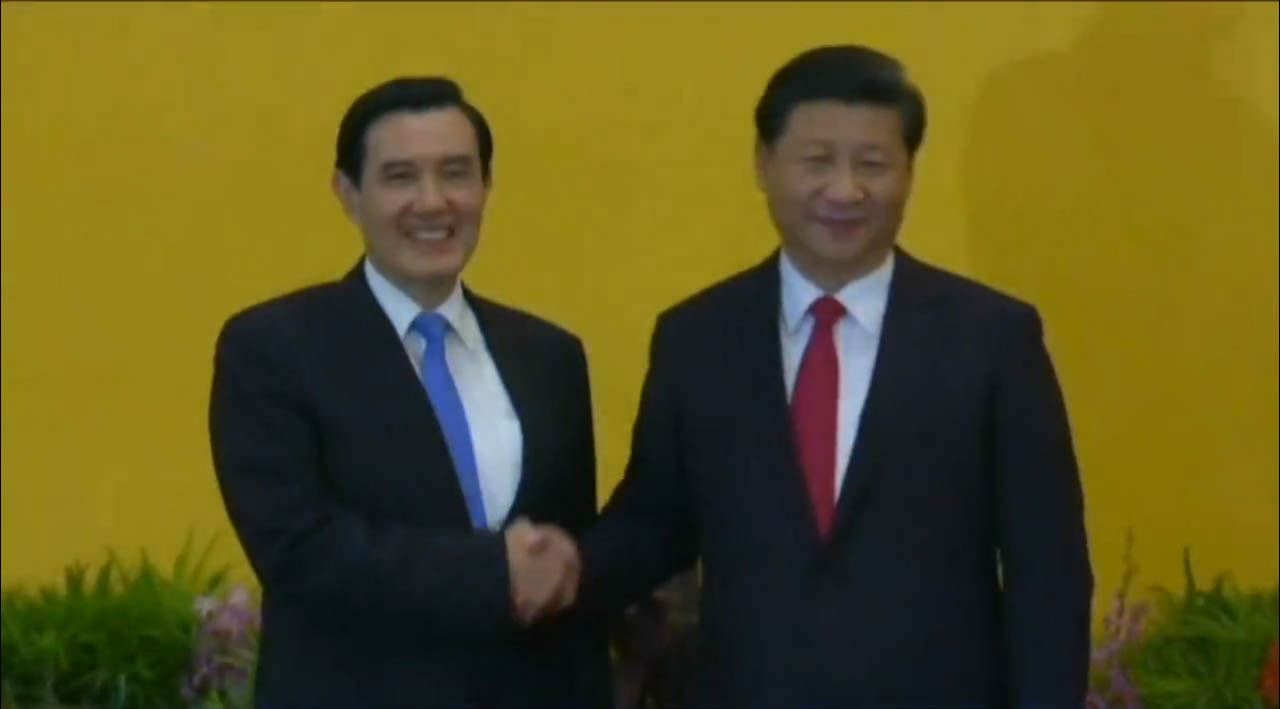
Rencontre historique entre les dirigeants des deux gouvernements, en 2015, à Singapour.

#### Échanges avec Taïwan
Historiquement, à la suite du repli sur Taïwan du gouvernement de la République de Chine, celui-ci affirmait sa souveraineté sur la Chine continentale et refusait de reconnaître le nouveau gouvernement de la République populaire établie dès 1949 sur le continent. L'île de Taiwan ainsi que quelques îles du Fujian, toujours gouvernées par la république de Chine, est de facto indépendante depuis 1949.
Les relations entre la Chine continentale et Taïwan sont marquées par un statu quo : ni indépendance ni réunification forcée. L'île de Taïwan est peuplé à 96 % de Hans et 4 % d'aborigènes de Taïwan. Elle est considérée par la RPC comme la 23e province de Chine, même si elle n'y exerce pas de souveraineté de facto, et constitue pour elle une affaire intérieure.
La république de Chine (Taïwan) a connu par la suite un développement économique et social important et est devenue démocratique et riche, avec la première industrie mondiale des composants informatiques, dont les habitants (en majorité venus lors de la défaite face aux communistes entre 1945 et 1949) sont partagés entre le désir de participer à une Grande Chine et celui d'une scission totale qui résulterait d'une indépendance proclamée et reconnue de l'île. Les élections législatives de 2008 en république de Chine à Taïwan ont donné une large victoire au camp bleu (favorable au maintien du statu quo avec la Chine) 86 sièges sur 113.
La république populaire de Chine affirme en permanence son opposition aux velléités indépendantistes de certains partis politiques (camp vert) de la république de Chine (Taïwan) qui cherchent à faire reconnaître par la communauté internationale l'indépendance de facto de Taïwan. La RPC affirme que l'exécution d'une déclaration d'indépendance de l'île de Taïwan ainsi que le refus sine die des négociations en vue de la réunification, sera traduit comme un casus belli.

#### Échanges avec le Japon

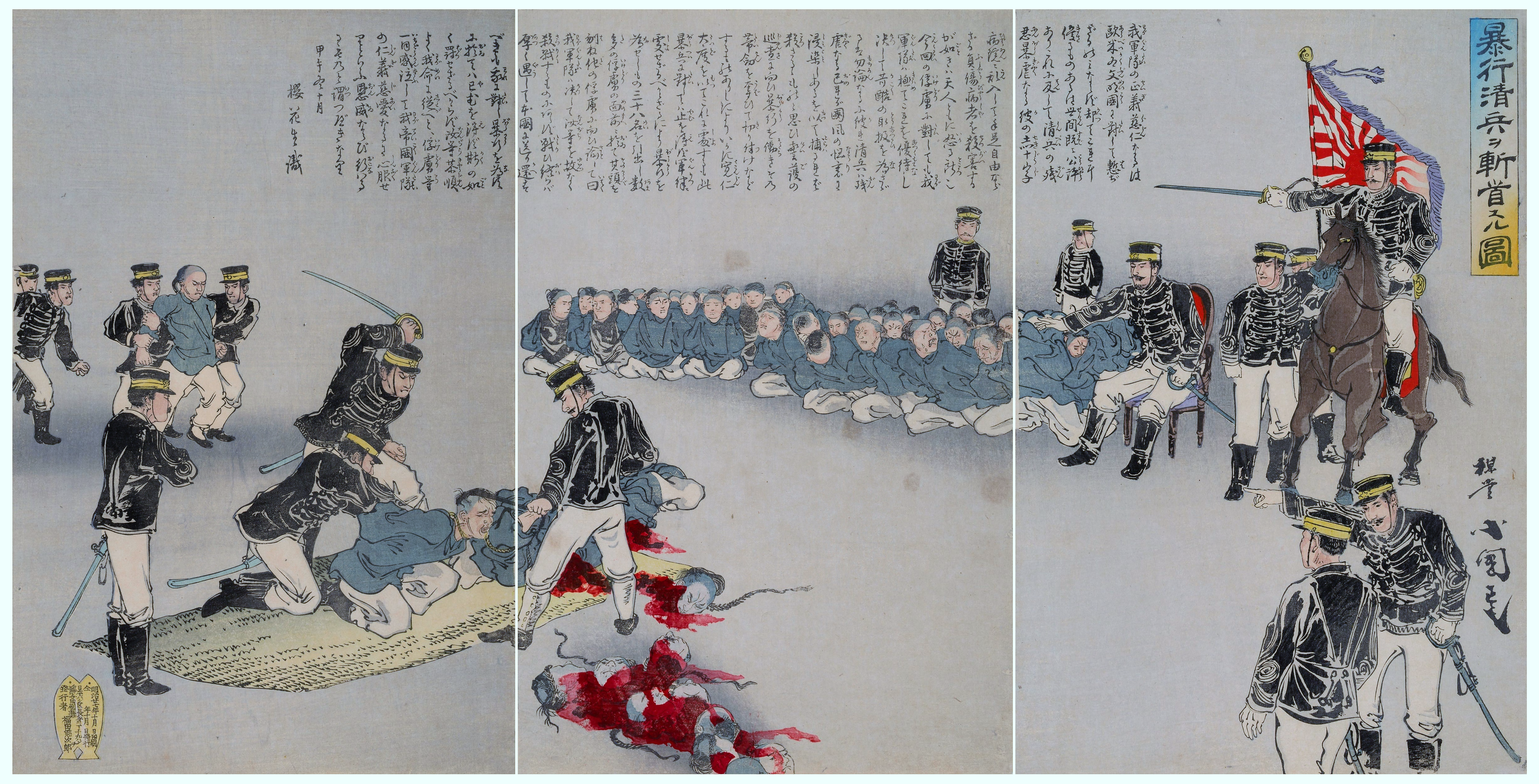
La première guerre sino-japonaise, 1894-1895.

Les relations entre la Chine et le Japon sont essentielles, avec de très nombreuses usines japonaises présentes, même si elles ont été mises à mal ces dernières décennies, jusqu'en 2006, à cause du refus du Japon de reconnaître les crimes commis par son armée en Chine dans la première moitié du XXe siècle, notamment le massacre de Nankin, et par le fait que le Premier ministre de l'époque, Jun'ichirō Koizumi, rendait hommage au sanctuaire Yasukuni.
L'arrivée au pouvoir en 2012 du nationaliste du Parti libéral-démocrate Shinzō Abe au Japon provoque un boycott des produits japonais, notamment lors d'accrochages autour d'îlots revendiqués par les deux pays.
Le père de l'ancien Premier ministre japonais Yasuo Fukuda, qui fut lui aussi Premier ministre, avait en 1978 initié un dégel des relations entre les deux pays, grâce à la signature d'un traité de paix et d'amitié.
Les relations sino-nippones sont très importantes sur le plan des échanges commerciaux mais toujours extrêmement heurtées sur le plan politique, où les deux pays se rêvent comme « grands frères » de leurs voisins asiatiques.

#### Échanges avec l'Union européenne
Les Chinois gardent en mémoire les invasions des armées européennes du XIXe siècle et du début du XXe siècle (voir Traités inégaux, Guerres de l'opium, Révolte des Boxers, Alliance des huit nations) qui ont pillé et détruit plusieurs palais impériaux, dont l'ancien Palais d'Été, et ont été perçus comme des « barbares » qui n'ont pas respecté les règles qu'ils présentaient comme bases de la Civilisation.
Les relations économiques entre la Chine et l'Union européenne s'intensifient au cours des années 1970 et 1980, à travers l'investissement en Chine d'entreprises européennes. Ce mouvement est interrompu par la répression violente des manifestations de la place Tian'anmen en 1989 mais ce froid dans les relations diplomatiques et économiques est de courte durée.
Dans les années 2000 et 2010, l'enrichissement de la Chine lui permet de prendre des participations dans les entreprises européennes. La Chine a notamment racheté l'exploitation du port autonome du Pirée, premier de Grèce, ainsi que la marque européenne Volvo, avant de prendre 14 % du groupe Stellantis (ex-PSA) au début de l'année 2014 et de racheter, pour 43 milliards de dollars, le groupe suisse Syngenta en 2016 par le géant de la chimie ChemChina.

##### Échanges avec la France
Les relations franco-chinoises sont en forte croissance depuis 20 ans, même si les marchés chinois, très hétérogènes, avec de multiples décideurs locaux, sont mal connus en France.

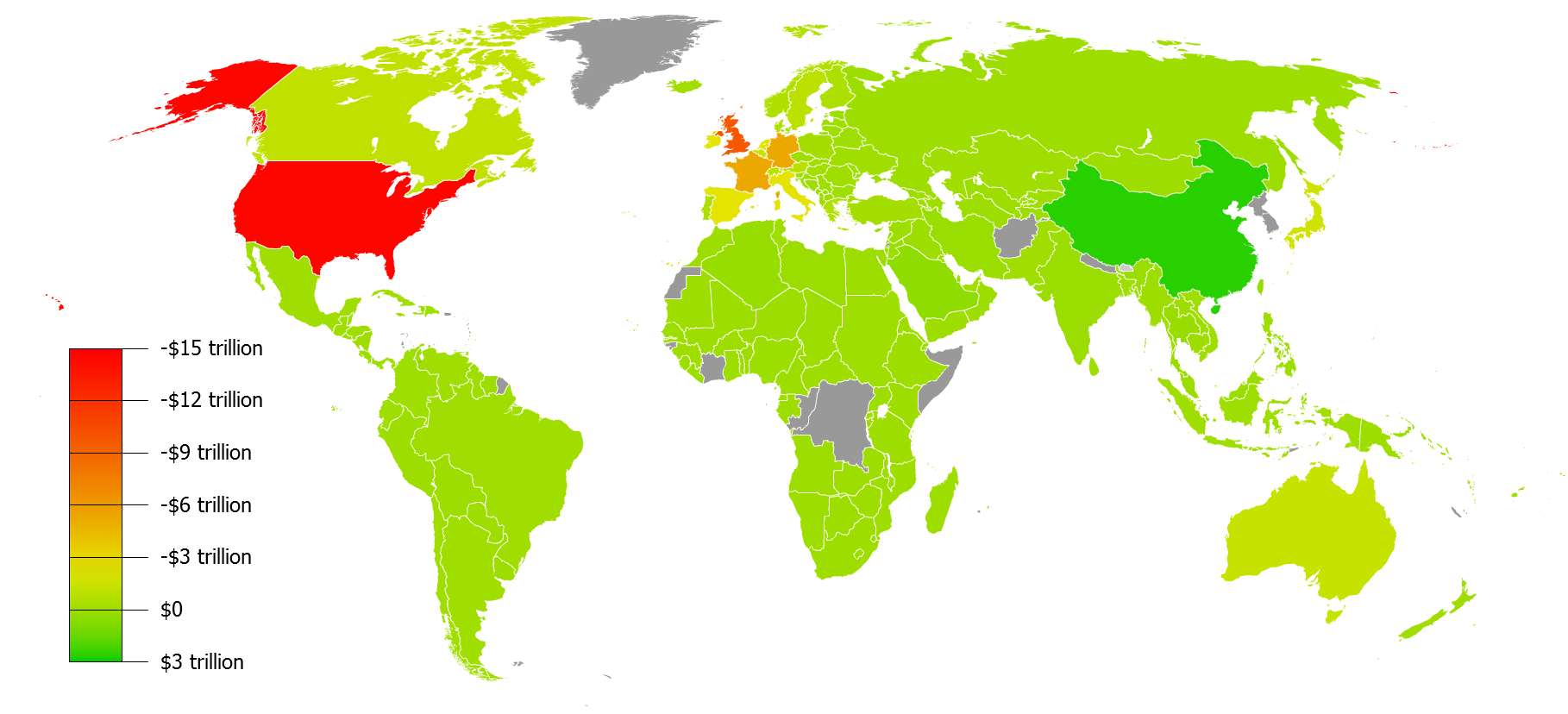
Réserves de devises et d'or, diminuées de leur dette extérieure totale (publique et privée), d'après les données de 2010 du CIA Factbook.

La France a établi un dialogue diplomatique avec la Chine à l'initiative du général de Gaulle, premier grand dirigeant occidental à reconnaître la Chine le 27 janvier 1964. Geste audacieux à l'époque, cela a été apprécié par les autorités chinoises et a été la base d'un dialogue constructif. En 1997, la France et la Chine établissent un partenariat stratégique global qui va dans le sens d'un renforcement des échanges aussi bien culturels, économiques que diplomatiques. Pour commémorer l'établissement en 1964 du dialogue diplomatique, le président chinois Hu Jintao s'est rendu en visite d'État en France en janvier 2004, année déclarée « année de la Chine en France ».
D'un point de vue économique, la France est le 4e partenaire européen de la Chine, après l'Allemagne, le Royaume-Uni et l'Italie. En 2009, les exportations françaises vers la Chine s'élèvent à 7,9 milliards d'euros, et les importations françaises depuis la Chine à 29,7 milliards d'euros, soit une couverture de 27 % contre 72 % pour l'Allemagne. Le déficit commercial entre la France et la Chine s'est accru ces dernières années,. Le déficit commercial de la Chine avec l'Union européenne s'est aussi creusé de façon importante, atteignant 100 milliards d'euros sur les huit premiers mois de 2006.
Le 26 novembre 2008, la Chine a reporté un sommet Union européenne-Chine en raison de la rencontre prévue le 6 décembre 2008 en Pologne entre Nicolas Sarkozy et le dalaï lama, entraînant des critiques de la France. Selon François Godement, professeur à Sciences Po et membre de l'Institut français des relations internationales et du Conseil européen pour les relations internationales, la décision chinoise était calculée et visait, à travers la France, l'Europe, incapable d'adopter une attitude commune à l'égard de la question tibétaine. À la suite de l'annulation du sommet, José Manuel Durão Barroso a plaidé pour l'unité de l'Europe. Vers la même date, l'exécution par la Chine de Wo Weihan, un scientifique accusé d'espionnage, a entraîné l'indignation de la plupart des pays européens, permettant à la France de ne pas être isolée sur la question des Droits de l'Homme en Chine à cette période.

#### Échanges avec la Russie

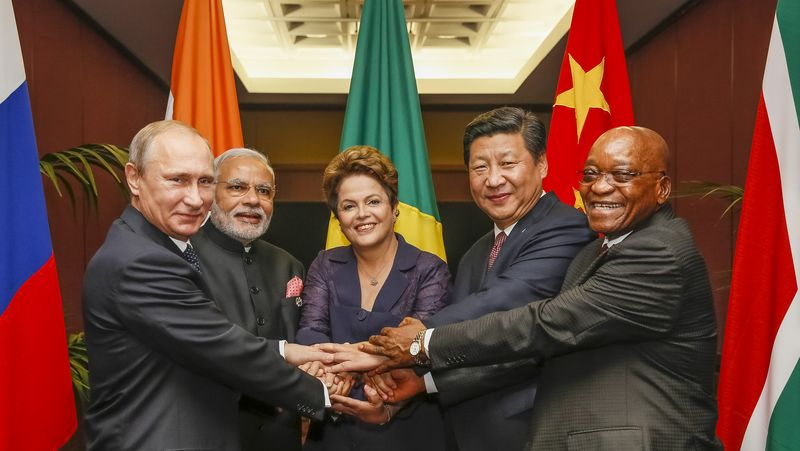
Dirigeants du BRICS, en 2014.

En 2004, la Russie a donné son accord pour transférer l'île Yinlong et la moitié de l'île Bolchoï Oussouriisk (en russe) ou Haixiazi (en chinois), à la Chine, mettant fin à une longue dispute. Ces deux îles se trouvent au confluent de l'Amour et de l'Oussouri, et ont été à l'origine d'un conflit menant à la dégradation des relations entre les deux pays dans les années 1960. Ce geste a été mené dans une volonté de réconciliation et de renforcement des liens économiques, et a été critiqué des deux côtés. Des manœuvres militaires sino-russes ont eu lieu en été 2005, ce qui témoigne en surface du moins de l'efficacité de cette volonté. Les critiques ont émané des fermiers kazakhs qui ont perdu leur territoire sur les îles, tandis que des Chinois et des communautés chinoises ont critiqué ce traité qui équivaut selon eux à une légitimation du contrôle russe de la Mandchourie extérieure, cédée à la Russie impériale par la dynastie Qing à la suite des traités inégaux, dont le traité d'Aïgoun en 1858 et la Convention de Pékin en 1860, en échange de l'utilisation exclusive du pétrole russe.

#### Échanges avec l'Afrique
Les relations de la Chine avec l'Afrique sont anciennes : la Chine entretenait des liens commerciaux avec la côte orientale du continent dès la dynastie Han (IIIe siècle av. J.-C. – IIIe siècle apr. J.-C.).
Mais c'est surtout depuis les années 2000 que la république populaire de Chine s'intéresse de très près au potentiel économique de l'Afrique : ainsi, le commerce entre l'Afrique et la Chine a été multiplié par deux entre 2000 et 2004 et, en 2005, on comptait officiellement 820 entreprises chinoises installées en Afrique. Les investissements chinois ont fortement augmenté, au point de dépasser ceux consacrés à l'Asie du Sud-Est. Les échanges commerciaux se montent à 56 milliards d'euros et la Chine est devenue le troisième partenaire commercial de l'Afrique en 2005. L'Afrique constitue une source d'approvisionnement en minerais (cuivre de Zambie, chrome du Zimbabwe), en bois, et surtout en pétrole (Soudan) : 1/4 des importations chinoises proviennent de ce continent,. Les Chinois ont aussi investi les chantiers des travaux publics et le marché des télécommunications.
En retour, les Africains achètent des produits manufacturés chinois, notamment des produits textiles, des machines et des biens électroniques.
La présence chinoise n'est pas toujours bien acceptée par les populations africaines. De plus, l'endettement des pays africains envers la Chine est de plus en plus important.
Au début des années 2000, l'influence chinoise reposait sur une politique internationale discrète et pragmatique, ainsi que sur les réseaux de la diaspora déjà présente dans de nombreux pays africains. Mais dans les années 2020, la politique « impérialiste » chinoise est ouvertement motivée vers l’atteinte de trois objectifs : « légitimer l’image d’un « grand pays en développement » (…), resserrer l’étau diplomatique autour de Taïwan et sécuriser les approvisionnements chinois (hydrocarbures, matières premières et produits agricoles) ». Ainsi, l'aide chinoise est notamment conditionnée à la non-reconnaissance de Taïwan par les bénéficiaires,.

#### Échanges avec les États-Unis d'Amérique

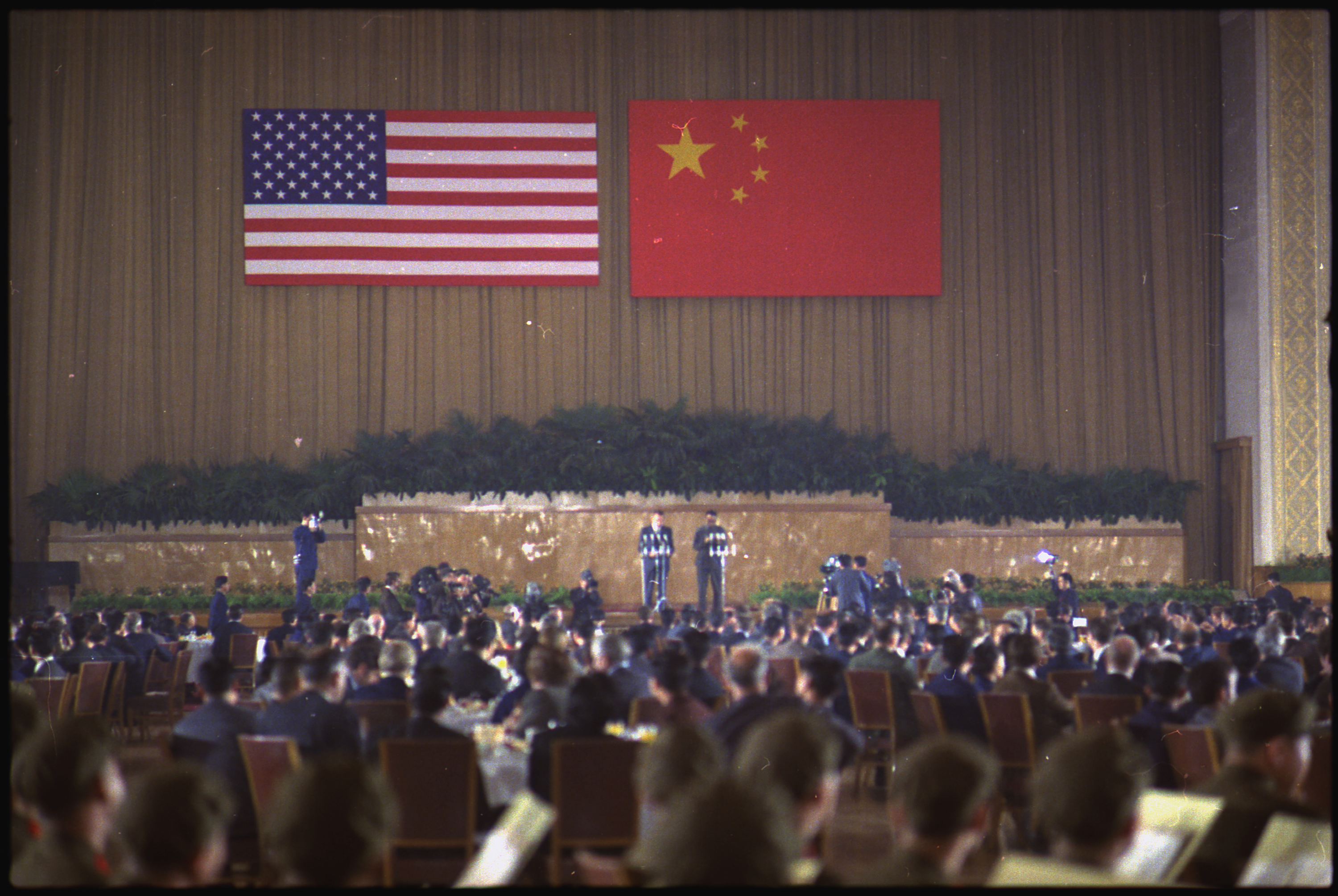
Zhou Enlai et Richard Nixon en 1972.

La Chine de Tchang Kaï-chek et du Kuomintang a été alliée des États-Unis d'Amérique pendant la Seconde Guerre mondiale contre l'invasion japonaise et le contrôle de près de 40 % de la Chine par l'armée impériale japonaise.

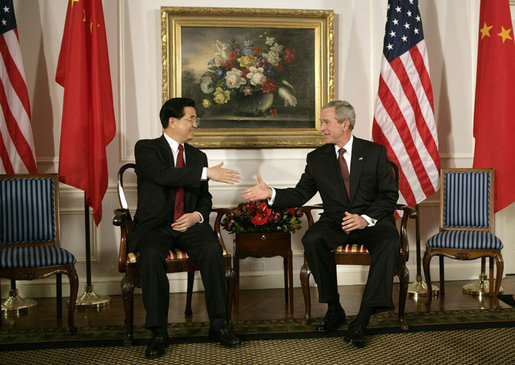
Hu Jintao avec George W. Bush.

Au cours de la guerre froide, à l'occasion de la guerre de Corée (1950-1953), le général Douglas MacArthur voulait attaquer la Chine puis la Corée du Nord avec des bombes atomiques avant de commencer des négociations avec les Soviétiques. Il demanda à plusieurs reprises l'autorisation de procéder à des frappes en guise de représailles sur les grandes villes chinoises et souhaitait utiliser entre 30 et 50 bombes atomiques dans le cadre de l'opération. Ces positions trop agressives lui valurent d'être démis de ses fonctions par Harry S. Truman, alors président des États-Unis d'Amérique.
En mai 1999, un bombardier américain B-2 lâche trois bombes guidées par satellite sur l'ambassade de Chine à Belgrade, pendant le conflit au Kosovo, tuant trois citoyens chinois. Les États-Unis d'Amérique déclarent avoir agi par erreur en raison de cartes non à jour en provenance de l'Agence nationale pour l'imagerie et la cartographie (aujourd'hui Agence nationale de renseignement géospatial), qui aurait confondu le bâtiment avec un local du gouvernement yougoslave. Le gouvernement chinois a réuni d'urgence le Conseil de sécurité.
En avril 2001, un avion espion américain EP-3e Aries II en reconnaissance près de l'espace aérien chinois, près de l'île de Hainan, est entré en collision avec un avion de chasse chinois. L'avion chinois s'est écrasé avec son pilote, l'avion-espion américain a fait un atterrissage d'urgence sur l'île de Hainan. Les versions divergent : les États-Unis déclarent avoir opéré au-dessus des eaux internationales, la RPC assure que c'était dans sa Zone économique exclusive (ZEE). De plus, chaque pays accuse l'autre d'avoir provoqué la collision. Les 24 membres de l'équipage américain ont été détenus 12 jours avant d'être relâchés, alors que la tension entre les deux pays s'était considérablement accrue. Un autre sujet de tension est le rapport Cox de 1999, qui déclare que l'espionnage de la RPC a compromis les secrets nucléaires américains pendant plusieurs dizaines d'années.
La montée en puissance de la Chine sur le plan économique constitue une autre source de préoccupation pour les États-Unis, y compris sur le plan de la sécurité nationale.
Dans Japan Focus, Michael T. Klare a analysé la politique diplomatique de l'administration Bush comme marquée par la volonté d'endiguer la montée en puissance de la Chine.
Les États-Unis ont un énorme déficit commercial avec la Chine, qui s'accroit depuis les années 1990.

#### Territoires controversés

Revendications maritimes en mer de Chine méridionale.

En plus de Taïwan, la Chine est impliquée dans plusieurs différends territoriaux. La république populaire de Chine (RPC) prend l'irrédentisme comme argument dans ces différends, ce qui est contre-argumenté par l'intérêt que la Chine prendrait pour les ressources naturelles ou l'intérêt stratégique des zones contestées.
Le 28 août 2023, la république populaire de Chine réaffirme sa souveraineté sur certains territoires controversés notamment avec l'Inde, la Russie, le Japon, la Malaisie, l'Indonésie, le Viêt Nam et Taïwan, provoquant des protestations de tous ces pays,,.

##### Taïwan
Bien qu'aucune modification n'ait été faite dans sa Constitution, dans les faits la république de Chine (Taïwan) ne revendique plus la souveraineté sur la Chine continentale. Au contraire, les nouvelles générations réclament plutôt une indépendance vis-à-vis de la Chine populaire. L'île de Taïwan est de facto un territoire indépendant, mais non reconnu par la communauté internationale (Organisation des Nations unies entre autres), sur lequel la république populaire de Chine revendique la souveraineté. La république populaire de Chine a proposé à la république de Chine une réunification sous le principe « un pays, deux systèmes », idée émise au départ par Deng Xiaoping en 1979, et mise en forme en 1981 par la déclaration en neuf points de Ye Jiangying. Cette proposition, mise en œuvre à Hong Kong et Macao, a toujours été rejetée par les gouvernements successifs de la république de Chine,,.

##### Mer de Chine
Le contrôle de la mer de Chine méridionale est également un sujet conflictuel entre États riverains (république populaire de Chine, Malaisie, Viêt Nam, Indonésie, Philippines, Taïwan). La contestation porte sur une série d'îlots stratégiques, dont les îles Spratleys et Paracels.
Îles de la mer de Chine concernées :
- les îles Paracels, administrées par la Chine, réclamées par le Viêt Nam et la république de Chine (Taïwan) ;
- les îles Spratleys, réclamées par la RPC, la république de Chine (Taïwan) et le Viêt Nam ; une partie d'entre elles étant réclamées par la Malaisie, les Philippines et Brunei ;
- les îles Senkaku / Diaoyu, administrées par le Japon, réclamées par la RPC et la république de Chine (Taïwan).

L'attitude chinoise en mer de Chine méridionale est régulièrement perçue par les autres parties au conflit, voire par les États-Unis et l'Union européenne, comme agressive, expansionniste et hégémonique,,. Selon Asie Pacifique News, le pays réalise une politique de fait accompli et applique la « stratégie du chou (en) » et la « tactique du salami » (voir aussi « China's salami slicing (en) ») pour s'emparer des îles revendiquées par les autres États riverains.

##### Autres territoires
- Aksai Chin, administré par la Chine, réclamé par l'Inde ;
- Arunachal Pradesh / Tibet du Sud, administré par l'Inde, réclamé par la Chine ;
- Île Bochoï, partagée avec la Russie.

## Infrastructure

### Eau potable
Durant ces dernières décennies on peut observer une nette amélioration de l'accès à l'eau potable que ce soit en milieu rural ou urbain. À titre d'exemple, en 1990 le différentiel entre l'accès à l'eau potable des ruraux et des urbains était de 42 % alors qu'en 2008 il ne s'élevait plus qu'à 23 %. Des initiatives politiques à ce sujet ont été prises durant cette période afin de fournir une eau potable à l'ensemble de la population chinoise. Ainsi le gouvernement chinois a énormément investi dans la recherche et l'application des sciences hydrologiques ces 20 dernières années. Plusieurs stratégies visant à atteindre une gestion durable des ressources en eau ont été envisagées et ont porté leurs fruits.
Par exemple, une des alternatives prioritaires en Chine est le dessalement. Il représentait déjà une production annuelle de 380 000 m3 d'eau par jour en 2006. Des prévisions affirment qu'en 2020, cette méthode permettrait de fournir jusqu'à 3 millions de mètres cubes par jour et pourrait représenter 24 % de la ressource en eau dans certaines villes côtières,,.
Un autre projet consiste en le transfert d'eau depuis le Yangtsé riche en eau aux plaines du nord de la Chine où plus de 400 millions de personnes souffrent du manque d'eau. La première phase du projet permettrait de transférer 40 milliards de mètres cubes d'eau annuellement et ce chiffre pourrait atteindre 70 milliards de mètres cubes lors de la deuxième phase.
Une autre technologie innovante est en train de se développer en Chine : l'ensemencement des nuages ou cloud seeding. Cette méthode consiste en le traitement des nuages avec des agents actifs qui modifient leur composition. Le but est d'activer les processus de précipitation et de cette manière apporter de l'eau douce aux régions chinoises les plus arides. La Chine est devenue le leader mondial et précurseur de cette méthode innovante. Cependant les conséquences exactes de cette méthode restent encore inconnues à ce jour.
Il est important de noter qu'une plus grande accessibilité à l'eau ne garantit pas la potabilité de cette eau. Le qualificatif « potabilité » est subjectif et chaque pays définit ses propres normes de potabilité. À titre d'exemple, le gouvernement chinois estime que 320 millions de personnes n'ont pas accès à l'eau potable, alors que l'OMS déclare que 700 millions de Chinois souffrent d'une eau non conforme aux normes minimales de potabilité. Autre chiffre alarmant : sur les 27 plus grandes villes de Chine, seulement 6 fournissent de l'eau potable qui rencontre les standards gouvernementaux.

### Transports

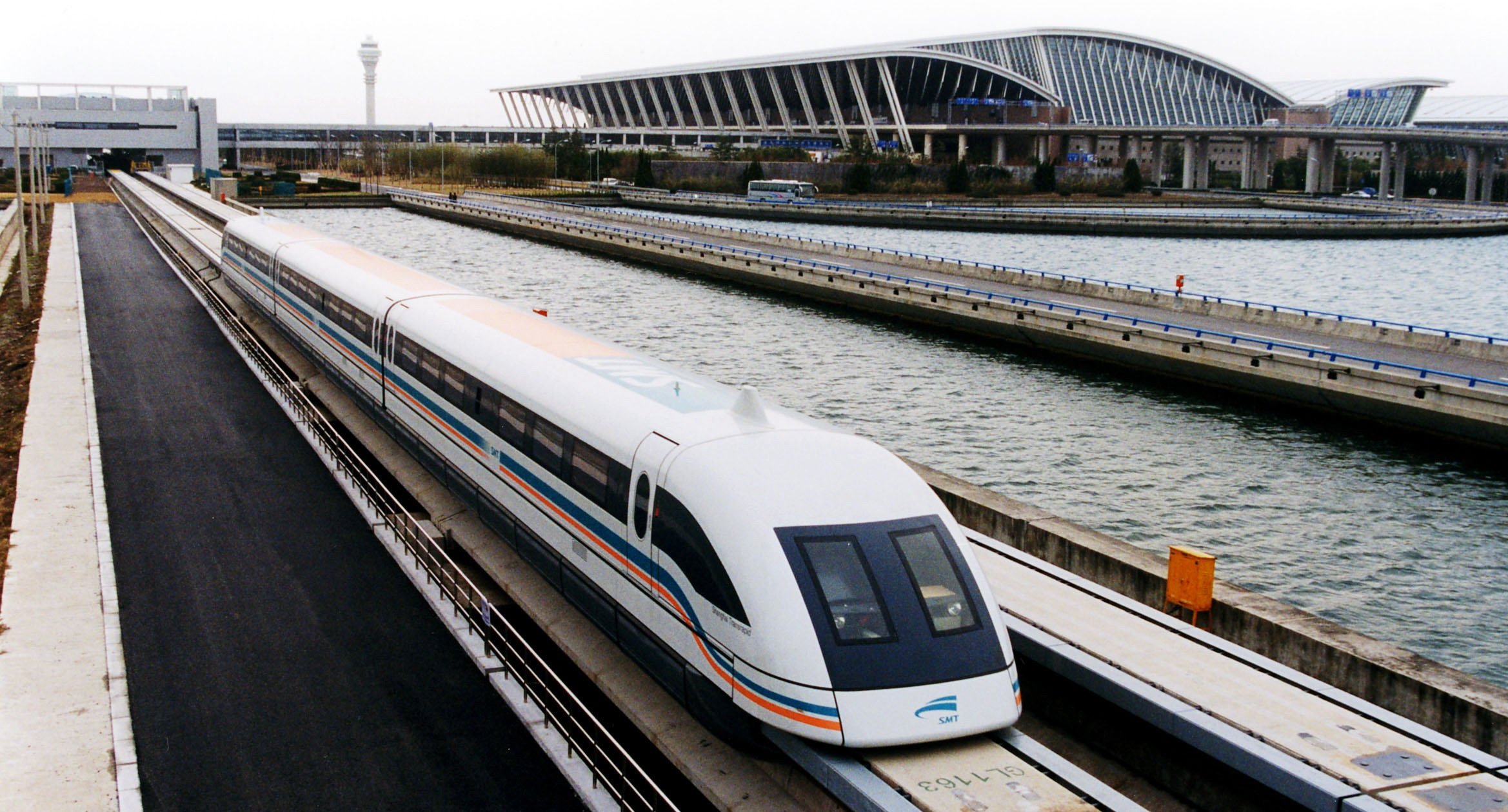
Le Transrapid de Shanghai est le premier train à sustentation magnétique à usage commercial du monde. Avec plus de 7000 km de voies en service, la Chine possède le plus grand réseau de ligne à grande vitesse du monde.

Les transports en Chine, notamment ferroviaires et aériens, ont fait l'objet d'investissements considérables (plus de 2 000 milliards de dollars US depuis la fin des années 1990), avec une volonté forte du gouvernement, à la différence des États-Unis, de créer un réseau national performant de lignes à grande vitesse.
La Chine a, depuis 2009, le premier parc automobile du monde, avec plus de 280 millions de véhicules en circulation, devant les États-Unis. La Chine est également devenue avec une pointe à 784 constructeurs le 1er fabricant automobile du monde, devant les États-Unis, l'Europe et le Japon. La Chine est le premier marché du monde pour l'automobile depuis 2009.
De nombreuses grandes villes possèdent des réseaux de métro. Les métros de Pékin et de Shanghai sont les deux plus grands réseaux de métro urbain au monde. La mégalopole de Shanghai, en plus de posséder le plus grand métro du monde, dispose d'un « Transrapid », première et unique ligne à sustentation magnétique (maglev) à usage commercial du monde, reliant le centre-ville à l'aéroport international de Shanghai-Pudong.
Pour répondre à ses besoins commerciaux, la Chine s'est dotée de la troisième flotte de marine marchande du monde. C'est ainsi qu'elle disposait au 1er janvier 2013 de 5 313 navires, pour 190 078 835 tonnes de poids en lourd, soit 11,78 % du tonnage total de la flotte mondiale contre 3 % de la flotte mondiale en 1998.

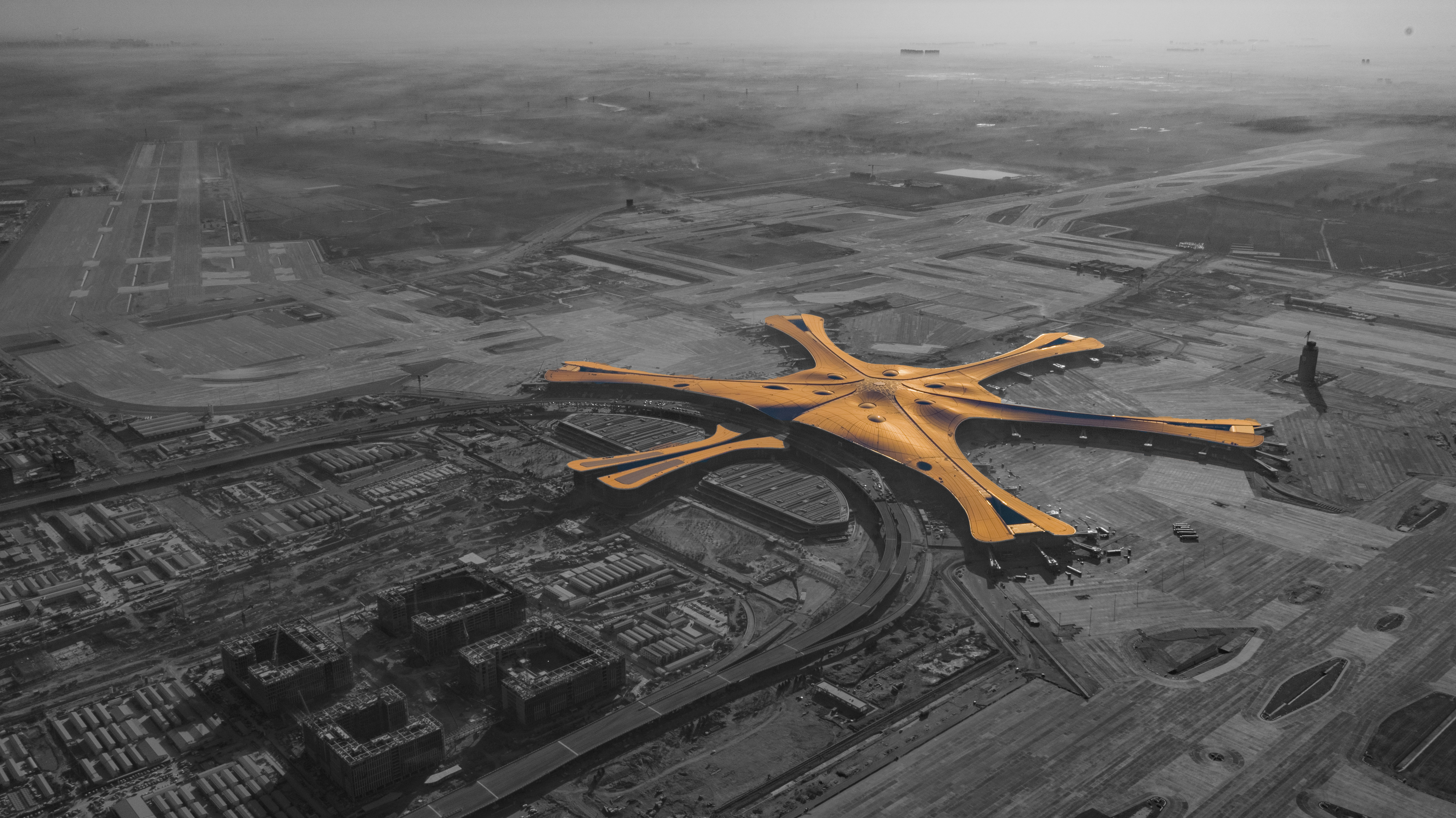
Le nouvel aéroport international de Pékin-Daxing, la plus grande aérogare du monde.

#### Aérien
Le transport aérien s'est fortement accru avec le développement économique du pays. Entre 1978 et 2012, le nombre de personnes ayant emprunté un vol intérieur est passé de 2,3 millions à 317 millions, soit une multiplication par 138. L'aéroport international de Pékin-Capitale est depuis le deuxième aéroport le plus important au monde pour le trafic, derrière celui d'Atlanta. La Chine est devenue en une dizaine d'années le marché le plus important de l'aviation civile.

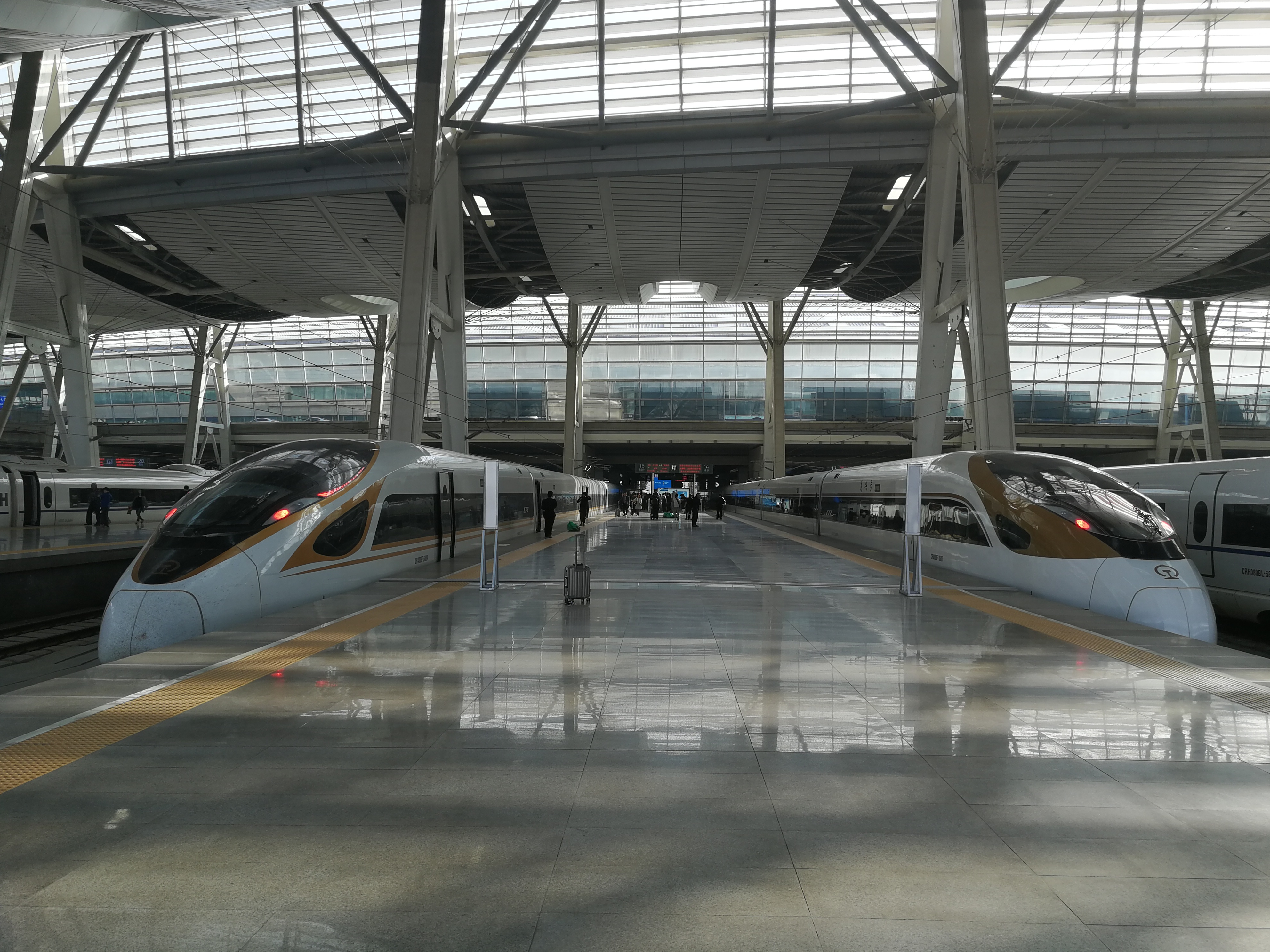
Deux trains à grande vitesse Fuxing CR400BF à quai en gare de Pékin-Sud.

#### Réseau ferré
En juillet 2020, le réseau ferroviaire de la république populaire de Chine atteignait une longueur totale de 141 000 km dont 36 000 km de lignes à grande vitesse. Le réseau ferroviaire à grande vitesse chinois est en plein essor : créé seulement en 2007, il est déjà le plus vaste du monde.
La ligne LGV Pékin - Tianjin fait 113,544 km de long, et compte environ 100 km en viaduc et les derniers 17 km sur un remblai. Le trajet entre Pékin et Tianjin dure 30 minutes depuis la gare de Pékin-Sud vers Tianjin. Le coût total de la ligne fut d'environ 2 milliards de dollars. Historiquement, cette ligne est un symbole, car c'est la première ligne en Chine allant à 350 km/h.
La ligne emblématique LGV Pékin - Shanghai est une ligne à grande vitesse de 1 318 km de long reliant Pékin et Shanghai. Cette ligne est ouverte au service commercial depuis le 30 juin 2011. Elle est parcourue par des trains circulant à la vitesse maximale de 350 km/h. C'est la plus longue ligne à grande vitesse construite en une seule phase.

## Éducation

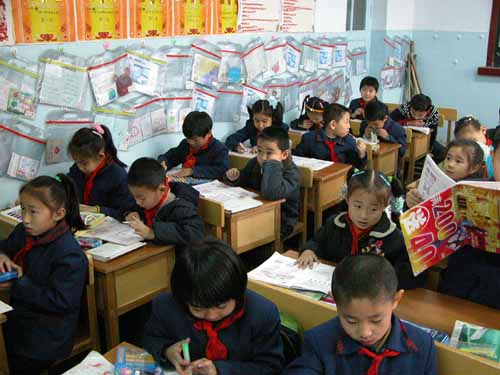
Classe dans une école publique de la région autonome du Xinjiang, dans l'Ouest de la Chine.

En 1986, la Chine a défini comme objectif à long terme la mise en place d'un enseignement obligatoire sur neuf ans pour tous les enfants.
En 1997, la république populaire comptait 628 840 écoles primaires, 78 642 écoles secondaires et 1 020 établissements d'enseignement supérieur.
En 2002, la proportion de Chinois sachant lire et écrire était de 90,9 %, dont 95,1 % d'hommes et 86,5 % de femmes. Celle des jeunes Chinois (de 15 à 24 ans) étant respectivement de 98,9 %, 99,2 % et 98,5 % en 2000.
En février 2006, le gouvernement révise ses objectifs à la hausse en promettant de rendre entièrement gratuit l'enseignement obligatoire de neuf ans, y compris les manuels scolaires et les frais de scolarité, dans les provinces pauvres de l'ouest de la Chine.
En mars 2007, la Chine annonce la décision de faire de l'éducation une « priorité stratégique » nationale, avec un budget national triplé en deux ans et un financement additionnel de 223,5 milliards de yuans (environ 22 milliards d'euros) prévu sur cinq ans pour améliorer l'enseignement obligatoire dans les zones rurales.
La qualité des universités chinoises varie considérablement à travers le pays. En 2005, les universités de Chine continentale les plus cotées étaient l'université de Pékin, l'université Renmin de Chine, et l'université Tsinghua à Pékin ; l'université Fudan, l'université Jiao-tong de Shanghai et l'université normale de la Chine de l'Est (ECNU) à Shanghai ; l'université Jiaotong de Xi'an ; l'université de Nankin ; l'université de sciences et technologie de Chine à Hefei ; l'université du Zhejiang à Hangzhou ; l'université de Wuhan,.

## Environnement

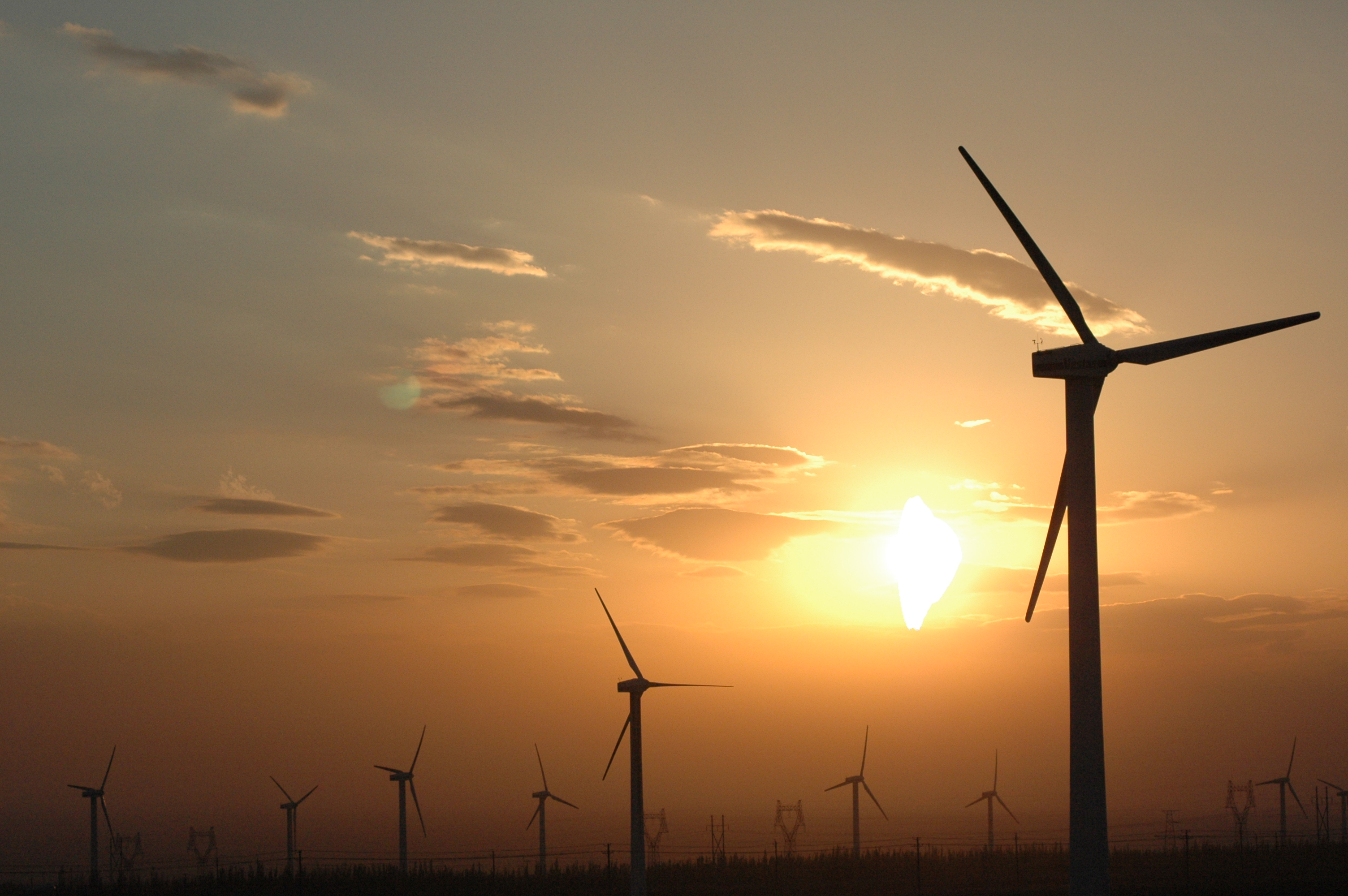
La Chine est depuis 2009 le premier investisseur mondial dans les énergies renouvelables,. C'est le premier producteur d'éoliennes et de panneaux solaires photovoltaïques.

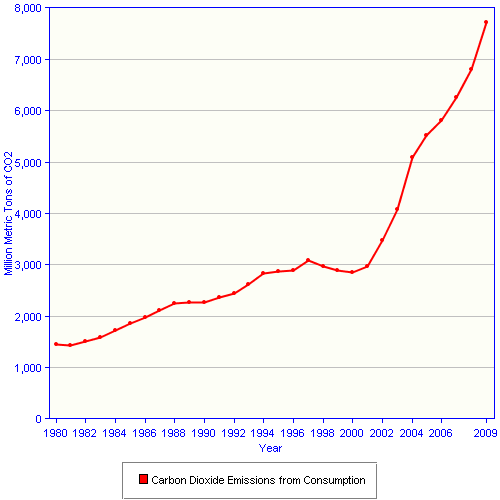
Émission de dioxyde de carbone de la Chine, en millions de tonnes de 1980 à 2009.

### Problèmes environnementaux majeurs
La Chine connaît des problèmes environnementaux majeurs. Le pays possède à peu près la même quantité d'eau que les États-Unis, mais sa population y est quatre fois supérieure. Le manque d'eau, accentué par l'industrialisation rapide du pays, se fait particulièrement sentir dans le Nord, aride, où vit près de la moitié de la population de la Chine et où la demande en eau excède de loin l'approvisionnement naturel. Le coût économique annuel de ces problèmes d'environnement pourrait se révéler énorme, de l'ordre de 160 milliards de dollars par an, à comparer avec l'excédent commercial record de la Chine, qui était en 2006 de 177 milliards de dollars par an. Ces problèmes environnementaux sont avec la surpopulation le grand défi de la Chine moderne. Au début des années 2010, la Chine consomme également un quart du sable extrait sur la planète, alors qu'elle se lançait dans un processus d'urbanisation avancé.
L'utilisation massive de pétrole et surtout de charbon est source d'une pollution importante. L'explosion de la croissance économique s'est traduite par de nouvelles pressions sur les ressources non renouvelables. La consommation de charbon (déjà deux fois plus importante que celle des États-Unis en 2010) devrait encore augmenter (prévision de +3,7 % par an pour 2012 pour atteindre 3 133 Mtce (millions de t équivalent carbone) en 2016, malgré un projet de taxe carbone (pour 2015).
De nombreuses villes sont en permanence couvertes d'un nuage de pollution. Seize des vingt villes du globe où l'air est le plus vicié sont chinoises et cinq des villes les plus polluées au monde sont chinoises, selon la Banque mondiale.
Depuis 2005, la Chine est le pays qui produit le plus de déchets industriels ou municipaux avec 300 millions de tonnes par an, moins d'un cinquième des déchets des villes étant traité d'une manière écologiquement durable.
Cette pollution entraîne des risques à terme pour la santé de la population qui ont été évalués à un chiffre de 750 000 morts par an (cancers, maladies pulmonaires…) ; le sujet est si sensible, et en même temps si difficile à quantifier, que la Chine a demandé à la Banque mondiale d'omettre désormais ces estimations.
Le constat dressé par Pan Yue (en), ministre adjoint de l'environnement en Chine, est alarmant : la pluie acide tombe sur un tiers du territoire ; un quart de la population n'a pas accès à l'eau potable ; un tiers de la population urbaine respire un air contaminé. Le cadmium, après avoir pollué l'eau, serait présent dans une partie importante de la production de riz. De plus, le pays aurait perdu en 2004 près de 800 300 hectares de terre arable, dont 145 000 hectares à cause de la construction immobilière et 63 700 à la suite de désastres naturels. De 1997 à 2004, la surface des sols arables a décru de 5,7 %, soit une perte nette de 7,46 millions d'hectares sur cette période.
En 2007, Wen Jiabao a annoncé vouloir en 2010 atteindre les objectifs du onzième plan quinquennal : réduire de 20 % la consommation d'énergie par unité de produit intérieur brut et de 10 % l'émission de principaux polluants. Des programmes de reboisement, de protection de la nature, la suppression des lampes à incandescence, le développement des toilettes sèches, la multiplication des panneaux solaires photovoltaïques sur le plateau tibétain, un parc éolien important et un projet de ville « haute qualité environnementale » témoignent des efforts faits. La flotte de pêche chinoise prend par contre une part croissante en matière de surpêche.
La Chine a adopté un programme environnemental global : l'économie circulaire a en effet été élevée au titre de « stratégie nationale » depuis 2002 avec un dispositif législatif adapté, qui a amené le développement de six écovilles et de 14 projets d'éco-parcs. Dans cette stratégie, l'économie circulaire concerne aussi bien les transports, que les déchets ménagers ou même l'électroménager et le recyclage de l'eau.
La Chine est un des dix-sept pays mégadivers, c'est-à-dire identifiés par le Centre mondial de surveillance pour la conservation de la nature du programme des Nations unies pour l'environnement comme l'un des plus riches de la planète au regard de la biodiversité. Toutefois c'est aussi un des quatre pays pour lesquels un nombre important d'espèces de mammifères sont menacées de disparition du fait de la destruction de leur habitat. Le cas le plus emblématique est probablement le panda géant, qui a été choisi comme symbole par le WWF.
La Chine est le premier pays du monde pour la production d'électricité à base de charbon et pour la production d'énergie renouvelable. En 2019, elle a produit 32,9 % de l'électricité photovoltaïque produite dans le monde, mais aussi 49,2 % de l'électricité produite avec des centrales à charbon.
La Chine a toutefois augmenté sa couverture forestière de 40 % entre 1990 et 2020.

### Contribution au réchauffement climatique

Répartition des émissions de en 2015 par pays, ou groupe de pays.

La Chine a ravi en 2007 aux États-Unis le titre de premier producteur de gaz à effet de serre et en 2011 le « Chinois moyen » a rattrapé le niveau d'émission moyen en Europe avec 7,2 t CO2 émise dans l'année. Dans vingt-cinq ans, la Chine pourrait en produire à elle seule deux fois plus que la totalité des pays de l'Organisation de coopération et de développement économiques réunis. La Chine a construit en 2006 cinq centrales à charbon par semaine. Lors des sommets environnementaux, la stratégie du géant asiatique a consisté jusqu'ici à faire peser la responsabilité sur les pays industrialisés, et à réclamer son droit de polluer le temps de se développer. Certes, en matière d'émissions par habitant, Pékin reste loin derrière le niveau d'émission des États-Unis : 17,3 tonnes de dioxyde de carbone par an et par Américain. Mais alors que les rejets bondissent de 9 % en Chine, ils baissent de 2 % aux États-Unis et même de 3 % en Europe, notamment à cause du ralentissement économique. La Chine a ratifié le protocole de Kyoto en 2002.
En 2015, après avoir participé à la Conférence de Paris sur les changements climatiques, la Chine ratifie l'accord de Paris sur le climat, le 3 septembre 2016.

## Culture

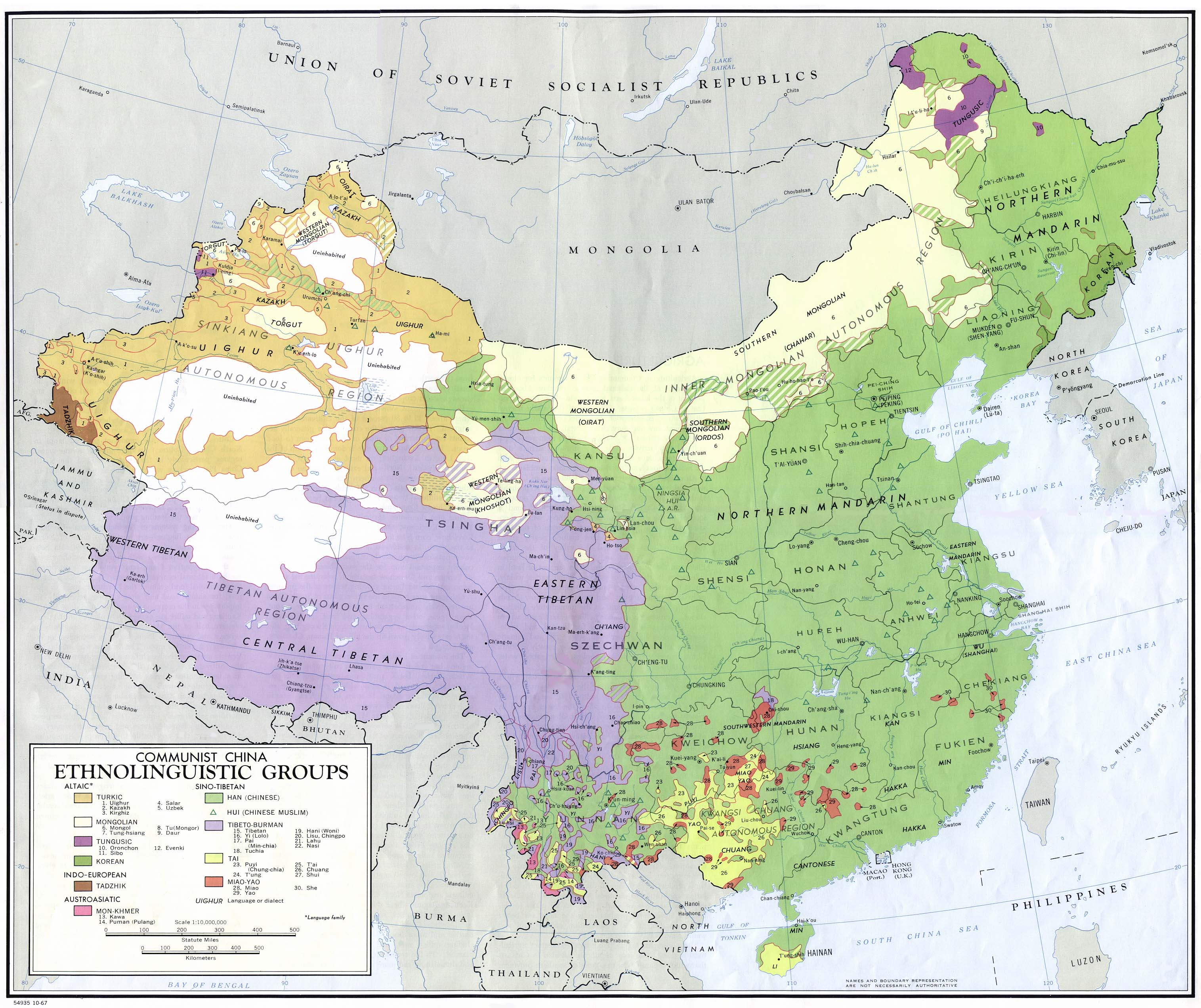
Langues parlées en Chine.

Les valeurs traditionnelles chinoises sont en grande partie issues de la version orthodoxe du confucianisme, qui a connu son apogée sous la dynastie Song, et est devenue une partie centrale des contenus éducatifs, et des examens mandarinaux. Toutefois, le terme confucianiste est lui-même le résultat d'une série de tendances divergentes, dont le légalisme, toutes sujettes à interprétation de la doxa originelle. Notamment, le problème de la conscience éthique individuelle, de la critique des gouvernements a largement été muselé par les penseurs « orthodoxes ». Certains néo-confucéens contemporains interprètent le confucianisme dans cette potentialité critique, à l'opposé de l'interprétation commune du confucianisme, synonyme de soumission et de stabilité politique. Depuis le mouvement du 4 mai 1919, la culture impériale chinoise et son confucianisme orthodoxe ont été taxés de « féodaux » ; toutefois, malgré cette tabula rasa rhétorique, de nombreux aspects de la culture chinoise traditionnelle ont survécu. Mao Zedong, instigateur de la révolution culturelle, a en un certain sens imité le premier unificateur de la Chine, Qin Shi Huang, qui avait organisé un autodafé et massacré les intellectuels à son époque. Mao, employé à la bibliothèque de Pékin, était un grand admirateur de la culture chinoise classique. Certains observateurs ont remarqué que l'instauration de la république populaire de Chine ne se distingue en rien de celle des dynasties impériales précédentes, à la suite du « mandat céleste » obtenu à la suite des années de lutte. Le culte voué à Mao Zedong a une dimension religieuse indéniable, celle qui suggère justement une ambiguïté entre nation moderne et des traditions politiques ancestrales.
Durant la révolution culturelle, de nombreux aspects de la culture traditionnelle chinoise, arts, littérature et autres, ont été taxés de « vestiges féodaux », et détruits en grande partie. Cette tabula rasa, comme plusieurs fois dans le passé, a constitué une étape de la réappropriation du patrimoine symbolique de la Chine, décliné sous diverses formes : l'opéra révolutionnaire réunit ainsi une tradition millénaire à la propagande réaliste-socialiste, de même que la calligraphie de Mao Zedong. Par la suite, après l'ouverture du pays dans les années 1980, toutes les formes traditionnelles d'art ont ré-émergé, de plus en plus encouragées par le Bureau culturel : les échanges culturels sont notamment un des types d'échanges privilégiés entre la RPC et Taïwan ; ils sont un vecteur d'échanges diplomatiques, comme dans le cas des Années croisées entre la France et la Chine. On peut aussi remarquer le soutien du Bureau culturel à la chorégraphe transgenre Jin Xing. D'autres exemples rappellent toutefois que la culture en RPC reste soumise à la censure du Bureau culturel, connue notamment pour son filtrage du réseau internet. Des groupes de punk sont régulièrement interdits quand leurs paroles se font trop politiques ; le rockeur Cui Jian, idole des événements de la place Tian'anmen, est interdit d'apparitions dans des concerts de grande envergure. L'émergence de l'art contemporain en Chine a permis une certaine forme de liberté d'expression, dont la valeur subversive est largement modérée par la dimension cryptique de son langage.

Le tàijítú, symbole du yin et yang.

### État athée, nation multiconfessionnelle
La Chine applique une politique d'athéisme d'État : la liberté de culte est officiellement garantie, mais les membres du Parti communiste chinois (PCC) sont tenus de demeurer athées.
De nombreuses religions coexistent en Chine, où les activités religieuses sont réglementées par la loi. Le gouvernement chinois estime qu'il y a environ 100 millions de croyants dans le pays, ce qui représenterait 7,7 % de la population. Ce chiffre doit toutefois être nuancé par l'encadrement strict de la pratique religieuse dans le contexte d'une culture fondée sur l'athéisme d'État, et sur la notion de religion ou de croyance elle-même, sujette à controverse eu égard en particulier au taoïsme et au bouddhisme. En 2007, le magazine Oriental Outlook, proche de l'agence de presse Chine nouvelle (Xinhua), annonce qu'un tiers des Chinois sont croyants. Ce taux est confirmé en 2005 par une étude réalisée par deux enseignants d'une université de Shanghai, l'université normale de la Chine de l'Est,. La religion est avec la politique le sujet le plus délicat en république populaire de Chine. Pékin mène une politique de répression contre les sectes et les religions établies : le 29 juillet 2006, le temple protestant non officiel de Dashan a été détruit et plusieurs fidèles et pasteurs ont été arrêtés.
Les principales religions connues en Chine sont : le bouddhisme, l'islam, le christianisme (principalement représenté par les confessions catholique et protestante, et, dans une moindre mesure, le nestorianisme), auxquelles peuvent être ajoutées le taoïsme et la religion populaire (deux religions spécifiques à la Chine), le chamanisme, présent dans la majorité du pays sous des formes très différentes, l'Église orthodoxe et le Dongba, qui est une version régionale du bön, survivance d'une ancienne religion pratiquée par les Naxi, une des nombreuses minorités ethniques de Chine, d'origine tibétaine, vivant dans le Yunnan. Le bouddhisme fut introduit en Chine vers le Ier siècle. Il se répandit largement après le IVe siècle et est devenu, progressivement, la religion qui exerce la plus grande influence en Chine. Il se répartit entre deux écoles : le bouddhisme chan, la plus ancienne et, à partir du VIIe siècle, le véhicule de diamant sous la forme du bouddhisme tibétain (ou lamaïsme), répandu surtout au Tibet et à partir du XVIe siècle en Mongolie-Intérieure, notamment sous la forme du chamanisme jaune. On estime qu'il y a environ 13 000 temples bouddhistes en Chine.

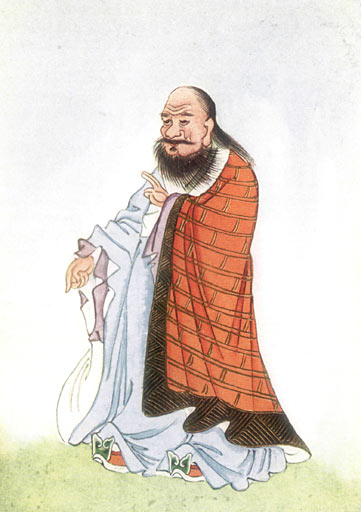
Lao Zi, Mythes et Légendes de Chine, 1922 par E. T. C. Werner 老子.

Le taoïsme est apparu au IIe siècle, inspiré a posteriori par les écrits du philosophe Lao Tseu (ou Lǎo Zi) (老子), dont le fameux Livre de la Voie et de la Vertu, (en chinois 道德经 Dao de jing), est, avec le Livre des Mutations (易经 Yì Jīng), aux sources de l'ésotérisme chinois. Il y aurait aujourd'hui plus de 1 500 temples taoïstes en Chine[réf. nécessaire].

### Langues
La langue officielle de la république populaire de Chine est le mandarin standard, écrit avec des sinogrammes simplifiés.
Les sinogrammes traditionnels sont toujours utilisés à Hong Kong, Macao et Taïwan.

### Jours fériés et fêtes
| Date                         | Nom français                              | Nom local          | Remarques                                             |
| ---------------------------- | ----------------------------------------- | ------------------ | ----------------------------------------------------- |
| 1er janvier                  | Nouvel An                                 | 元旦 yuán dàn      | Férié                                                 |
| 1er jour du 1er mois lunaire | Festival de Printemps (Nouvel An chinois) | 春節 Chūnjié       | Basé sur le calendrier chinois                        |
| 1er mai                      | Fête du Travail                           | 勞動節 Láodòngjié  |                                                       |
| 4 mai                        | Fête de la jeunesse                       | 青年節 Qīngniánjié | Commémoration du Mouvement du 4 Mai                   |
| 1er juin                     | Fête des enfants                          | 兒童節 Értóngjié   |                                                       |
| 1er juillet                  | Fondation du Parti communiste chinois     | 建党节 Jiàndǎngjié | Formation du 1er Congrès du parti le 1er juillet 1921 |
| 1er août                     | Jour de l'armée                           | 建军节 Jiànjūnjié  | Soulèvement de Nanchang (南昌起义) le 1er août 1927   |
| 1er octobre                  | Fête nationale                            | 国庆节 Guóqìngjié  | Fondation de la RPC le 1er octobre 1949               |

| Date                         | Nom français                                  | Nom local           | Remarques |
| ---------------------------- | --------------------------------------------- | ------------------- | --- |
| 15e jour du 1er mois lunaire | Fête des lanternes                            | 元宵节 Yuánxiāojié  | D'après le calendrier chinois |
| Début avril                  | Qīngmíng (« Lumière pure »)                   | 清明节 Qīngmīngjié  | D'après le calendrier chinois. Environ 15 jours après l'équinoxe de printemps Jour pour porter le respect aux morts Officiellement férié depuis le 4 avril 2008 |
| 5e jour du 5e mois lunaire   | Festival des bateaux-dragons (Fête du dragon) | 端午节 Duānwǔjié    | D'après le calendrier chinois |
| 15e jour du 7e mois lunaire  | Fête des fantômes                             | 中元节 Zhōngyuánjié | D'après le calendrier chinois |
| 15e jour du 8e mois lunaire  | Fête de la mi-automne (Fête de la lune)       | 中秋节 Zhōngqiūujié | D'après le calendrier chinois |
| 9e jour du 9e mois lunaire   | Fête du double neuf                           | 重阳节 Chóngyángjié | D'après le calendrier chinois |

### Sport
En ce qui concerne les résultats sportifs, la Chine est actuellement la deuxième nation au monde, derrière les États-Unis. La population a vu grandir un intérêt croissant pour les sports, notamment à la suite de l'organisation des Jeux olympiques. Aux Jeux olympiques d'été de 2008 à Pékin, la Chine termine pour la première fois au sommet du classement des médailles d'or, devant les États-Unis (et deuxième pour le nombre total de médailles). Pékin a organisé les Jeux olympiques d'hiver de 2022, devenant ainsi la première ville bi-olympique au monde.

### Cinéma
Le cinéma est introduit pour la première fois en Chine en 1896, et le premier film chinois, La Montagne Dingjun, sort en 1905[source insuffisante]. En 2016, la Chine devient le pays au monde comptant le plus grand nombre d'écrans de cinéma, selon le média d'État Global Times. Plusieurs analystes anticipent en 2016 et 2019 que la Chine devrait très prochainement devenir le plus grand marché du cinéma au monde,. Les 3 plus gros succès du box-office en Chine continentale sont Wolf Warrior 2, Ne Zha et The Wandering Earth.